# التسلسل الزمني لجائحة فيروس كورونا في فبراير 2020
خلف وباء فيروس كورونا التاجي 2019–20 عواقب بعيدة المدى تتجاوز انتشار مرض "COVID-19" نفسه والجهود المبذولة لتحجيمه.وكما كان انتشار فيروس السارس "cov-2" في جميع أنحاء العالم، تحول الاهتمام من قضايا التصنيع على جانب العرض إلى انخفاض الأعمال التجارية في قطاع الخدمات. وتسبب الوباء في أكبر ركود عالمي في التاريخ، في الوقت الذي يتم فيه وضع أكثر من ثلث سكان العالم في الحظر.
ومن المتوقع أن يؤثر نقص الإمدادات على عدد من القطاعات بسبب الهلع في الشراء من قبل المستهلكين، وزيادة استخدام السلع لمكافحة الوباء، وتعطيل المصانع والخدمات اللوجستية في البر الرئيسي للصين، بالإضافة إلى الارتفاع في الأسعار. وهنالك تقارير واسعة الانتشار عن نقص الإمدادات من المستحضرات الصيدلانية، حيث شهدت العديد من المناطق حالات الذعر في شراء المواد الغذائية وغيرها من المواد الأساسية. وقد كانت صناعة التكنولوجيا، على وجه الخصوص، تحذر من تأخيرات في شحن السلع الإلكترونية.
هبطت أسواق الأسهم العالمية في 24 فبراير/شباط 2020 بسبب ارتفاع كبير في عدد حالات "COVID-19" خارج الصين. وبحلول 28 فبراير/شباط 2020، شهدت أسواق الأسهم في جميع أنحاء العالم أكبر انخفاض أسبوعي منذ الأزمة المالية في عام 2008. تحطمت أسواق الأسهم العالمية في مارس/آذار 2020، مع انخفاض متعدد في النسب المئوية لمؤشّرات العالم الرّئيسيّة. ومع انتشار الوباء العالمي، تم إلغاء وتأجيل المؤتمرات والأحداث العالمية والموضة والرياضة عبر التكنولوجيا. وفي حين أن الأثر النقدي على السفر والصناعات التجارية لم يقدر بعد، فمن المرجح أن يكون بالمليارات وأن يزداد. وبحلول 16 آذار/مارس، ظهرت تقارير إخبارية تشير إلى أن الاثر على اقتصاد الولايات المتحدة سيكون أسوأ مما كان يعتقد سابقا.
يوثق هذا المقال الترتيب الزمني والانتشار الوبائي لفيروس كورونا 2 المرتبط بالمتلازمة التنفسية الحادة الشديدة (اختصارًا سارس كوف 2)، وهو الفيروس المسؤول عن جائحة فيروس كورونا 2019-20 التي بدأت في مدينة ووهان الصينية مع التركيز على شهر فبراير 2020، وقد لا يتضمن المقال المستجدات والإجراءات الهامة الحديثة. إضافة إلى ذلك، يمكن لبعض التطورات أن تصبح معروفة أو مفهومة بشكل كامل فقط عند النظر إليها بعد مضي فترة من الزمن (بدأت متابعة هذه الجائحة في شهر ديسمبر 2019).

## الخط الزمني للجائحة

### 1 فبراير

خريطة متحركة لحالات كوفيد-19 المؤكدة من 12 يناير وحتى 29 فبراير 2020

تاريخ تسجيل الحالة الأولى في كل منطقة إدارية في الصين.

الحالات في الصين.

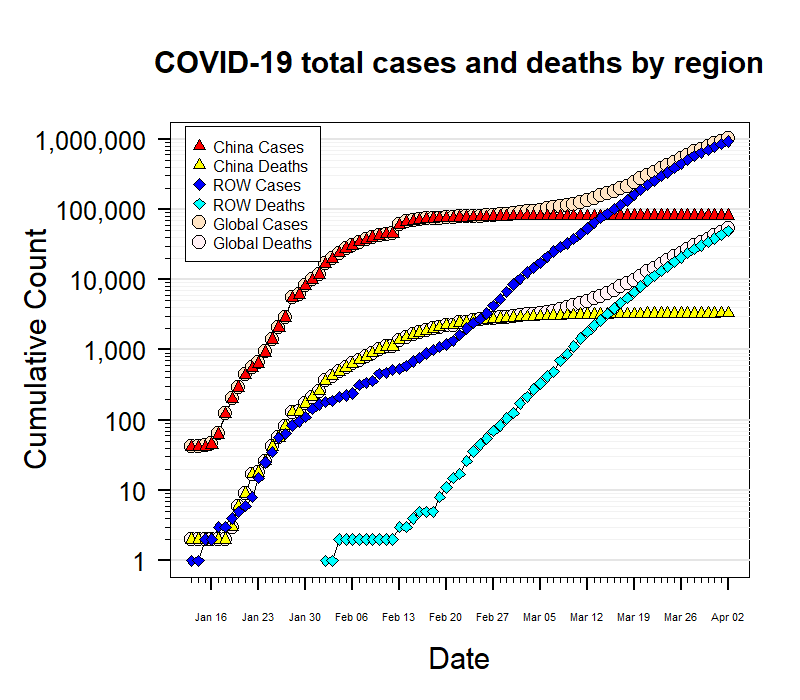
رسم نصف لوغاريتمي لمجموع الحالات المؤكدة والوفيات في الصين وبقية دول العالم.

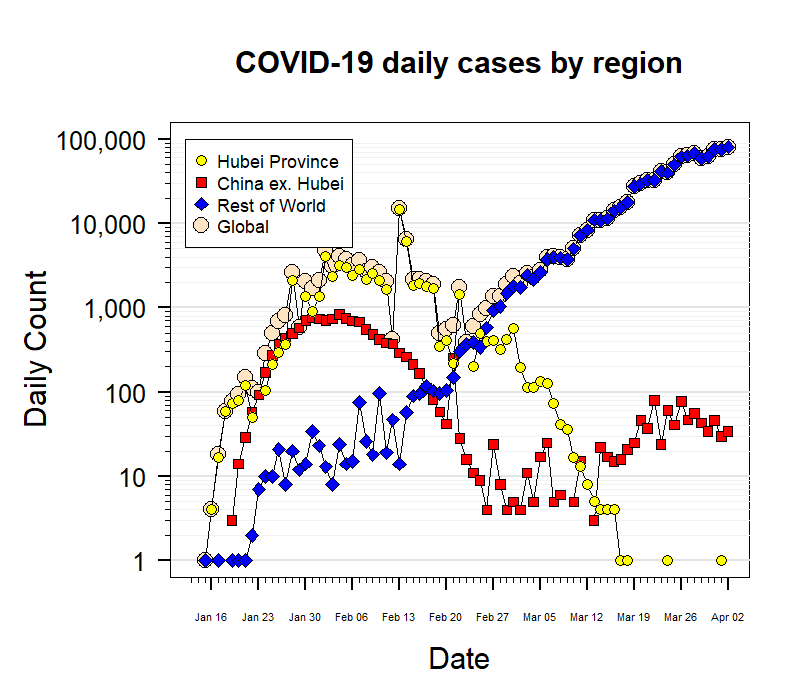
رسم نصف لوغاريتمي لمعدل الوقوع اليومي للإصابات تبعًا للمنطقة: بر الصين الرئيسي باستثناء هوبي، وبقية دول العالم، والعالم بالمجمل.

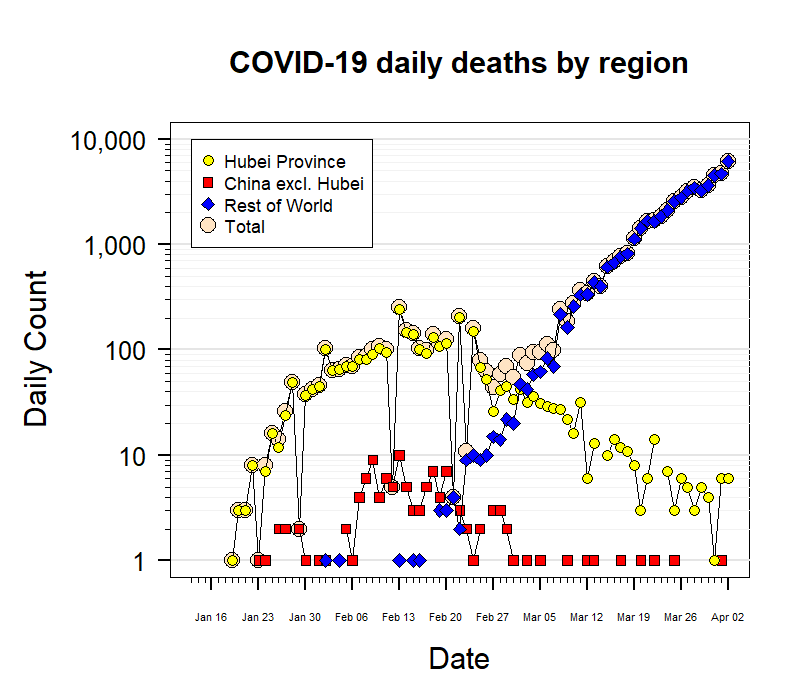
رسم نصف لوغاريتمي لوفيات كوفيد-19 اليومية تبعًا للمنطقة: مقاطعة هوبي، وبر الصين الرئيسي باستثناء هوبي، وبقية دول العالم، والعالم بالمجمل.

تقرير الوضع 12 لمنظمة الصحة العالمية: (يُرجى الانتباه إلى أن تقارير الوضع لمنظمة الصحة العالمية هي تقارير رسمية مستقلة).
- أعلنت أستراليا عن ثلاث حالات أخرى، من بينها أولى حالتين في جنوب أستراليا، ما يرفع العدد الكلي إلى 12 مصاب.[20]
- أعلنت اليابان عن ثلاث حالات جديدة، ما يرفع العدد الكلي إلى 20 مصاب.[21]
- أكدت سنغافورة حالتين جديدتين، ما يرفع العدد الكلي إلى 18 مصاب.[22]
- أكد كوريا الجنوبية الوفاة الثانية عشرة بفيروس كورونا: رجل صيني بعمر تسعة وأربعين عامًا يعمل دليلًا سياحيًا باللغة اليابانية في غرب سول.[23]
- أكدت إسبانيا حالتها الأولى من الفيروس على جزيرة لا غوميرا في جزر الكناري.[24]
- أعلنت الولايات المتحدة الأمريكية عن الحالة الثامنة، وهي رجل من بوسطن عاد للتو إلى الجامعة بعد سفره إلى ووهان.[25]
- أكدت فيتنام الإصابة السادسة في مقاطعة خان هوا، انتقال محلي آخر عن طريق التماس المباشر.[26]

### 2 فبراير
تقرير الوضع 13 لمنظمة الصحة العالمية:
- أعلنت الهند عن الإصابة الثانية في البلاد.[28]
- شهدت الفلبين أول حالة وفاة مؤكدة نتيجة كوفيد-19 خارج بر الصين الرئيسي. الضحية رجل بعمر 44 سنة كان مرافقًا لأولى الحالات المثبتة في البلاد، كلاهما مواطنان صينيان من ووهان وصلا إلى مقاطعة سيبو الفلبينية عبر هونغ كونغ في الحادي والعشرين من يناير. كان المصاب بحالة مستقرة قبل وفاته في الأول من فبراير.[29]
- أعلنت كوريا الجنوبية عن ثلاث إصابات جديدة، ما رفع العدد الكلي للمصابين إلى 15.[30]
- أعلنت الإمارات العربية المتحدة عن الإصابة الخامسة في البلاد.[31]
- أكدت الولايات المتحدة الأمريكية ثلاث حالات جديدة جميعها في كاليفورنيا، ما رفع العدد الكلي للمصابين إلى 11. أظهرت نتائج التحليل لدى ألمانيَّين على متن رحلة الإخلاء الجوية إيجابية الفيروس ما رفع العدد الكلي للإصابات إلى 12.[32]
- أعلنت فيتنام عن الإصابة السابعة بكوفيد-19، وهو فيتنامي أمريكي انتظر طائرة مدة ساعتين بين رحلتين جويتين في مطار ووهان.[33]

### 3 فبراير
تقرير الوضع 14 لمنظمة الصحة العالمية:
وصل عدد الوفيات في مقاطعة هوبي خارج ووهان إلى 101.
تبعًا لمنظمة الصحة العالمية، أعلنت دول جديدة عن تشخيص إصابات خلال الساعات الأربع والعشرين الأخيرة.
- أكدت الهند تشخيص الحالة الثالثة في كيرلا.[35]
- أعلنت فيتنام الحالة الثامنة من كوفيد-19، وهي امرأة فيتنامية كانت على متن الطائرة ذاتها مع ثلاث حالات إيجابية أخرى.[36]

### 4 فبراير
تقرير الوضع 15 لمنظمة الصحة العالمية:
- أعلنت بلجيكا عن الحالة الأولى في البلاد، ما يرفع المجموع الكلي في الاتحاد الأوروبي إلى 24.[37]
- أكدت هونغ كونغ حالة الوفاة الأولى لمواطن بعمر 39 سنة، وهي الحالة المثبتة رقم 13.[38]
- أكدت ماليزيا إصابتين جديدتين بكوفيد-19، من بينهما مواطن ماليزي، ما رفع العدد الكلي للمصابين إلى 10.[39]
- أكدت سنغافورة ست إصابات جديدة من ضمنها أربعة أشخاص يمثلون أولى الإصابات المنتقلة محليًا، ما يرفع العدد الكلي إلى 24. كان الاثنان الآخران على متن رحلة الإخلاء الجوية من مدينة ووهان.[40]
- أكدت كوريا الجنوبية حالة كوفيد-19 السادسة عشر بعد أن عاد سائح من تايلاند، وهو أول من تعرض للعدوى هناك.[41]
- أكدت تايلاند ست حالات جديدة، ما رفع العدد الكلي للمصابين إلى 25.[42]
- أعلنت فيتنام عن الحالتين التاسعة والعاشرة من كوفيد-19، من ضمنهما رجل فيتنامي كان على متن الطائرة ذاتها مع أربع حالات إيجابية.[43]

### 5 فبراير
تقرير الوضع 16 لمنظمة الصحة العالمية:
- أعلنت الصين في ووهان عن مجموع 10,117 إصابة بالمجمل متخطية عتبة 10,000. ذكر خبراء صينيون أن تحاليل الحمض النووي تمكنت من التعرف على 30% إلى 50% من الحالات الإيجابية.[45]
- أكدت هونغ كونغ ثلاث إصابات جديدة، ما رفع العدد الكلي للمصابين إلى 21.[46]
- أكدت اليابان عشر إصابات جديدة من السفينة السياحية أميرة الألماس قرب يوكوهاما، ما رفع العدد الكلي للمصابين إلى 35. كان هناك أكثر من 3,500 على متن السفينة بانتظار الفحص.[47]
- أعلنت ماليزيا عن حالتين جديدتين، ما رفع العدد الكلي للمصابين إلى 12.[48]
- أكدت الفلبين الحالة الإيجابية الثالثة، امرأة بعمر الستين من مدينة ووهان الصينية.[49]
- أكدت سنغافورة أربع إصابات جديدة، من ضمنها مواطن سنغافوري بعمر ستة أشهر، ما رفع العدد الكلي للمصابين إلى 28.[50]
- أكدت كوريا الجنوبية إصابتين جديدتين بكوفيد-19، من ضمنهما مريض عائد من سنغافورة. أدى ذلك إلى رفع المجموع الكلي للمصابين إلى 18.[51]
- في الولايات المتحدة الأمريكية أعلن مسؤولو الصحة في ولاية ويسكونسن عن تسجيل الحالة الأولى داخل الولاية.[52]

### 6 فبراير
تقرير الوضع 17 لمنظمة الصحة العالمية:
- أعلنت كندا عن الاشتباه بحالتين في كولومبيا البريطانية.[54]
- الصين: أُكدت أكثر من 1,000 حالة في مقاطعة جيجيانغ، وهي أولى المقاطعات التي تصل إلى هذا العدد بعد هوبي. توفي الطيب لي وين ليانغ نتيجة العدوى، وهو ناشط كاشف للفساد عمل بقوة على وسائل التواصل الاجتماعي لنشر الوعي حول فيروس كورونا.[55]
- أكدت ألمانيا الحالة رقم ثلاثة عشر، وأكدت إيطاليا الحالة الثالثة، ما رفع العدد الكلي للمصابين في أوروبا إلى 31.[56]
- أكدت هونغ كونغ ثلاث حالات جديدة، ما رفع العدد الكلي للمصابين إلى 24.[57]
- أكدت إيطاليا حالة جديدة، ما رفع العدد الكلي للمصابين إلى 4، وهو أول المصابين من جنسية إيطالية.[58]
- أكدت اليابان عشر حالات جديدة على متن السفينة السياحية أميرة الألماس المحتجزة في يوكوهاما، ما رفع العدد الكلي للمصابين إلى 45.[59]
- أكدت ماليزيا حالتين جديدتين، ما رفع العدد الكلي للمصابين إلى 14، إحدى هذه الإصابات كانت ناتجة عن الانتقال المحلي للمرة الأولى في البلاد.[60]
- أكدت سنغافورة إصابتين جديدتين، ما رفع العدد الكلي للمصابين إلى 30.[61]
- أعلنت تايوان عن ثلاث حالات جديدة، ما رفع العدد الكلي للمصابين إلى 16.[62]
- شهدت المملكة المتحدة تأكيد الإصابة الثالثة، وهي لمريض كان قد زار سنغافورة.[63]
- أكدت فيتنام حالتين جديدتين، ما رفع العدد الكلي للمصابين إلى 12.[64]

### 7 فبراير
تقرير الوضع 18 لمنظمة الصحة العالمية:
- الصين:
  - أكدت غوانغدونغ أكثر من 1,000 حالة بالمجمل لتصبح المقاطعة الصينية الثانية خارج هوبي التي تتجاوز هذا العدد، وأيضًا سجلت حالة الوفاة الأولى.
  - أعلنت ووهان عن 67 وفيات جديدة، ما رفع العدد الكلي لضحايا الفيروس هناك إلى 545؛ أعلنت بقية مدن مقاطعة هوبي عن 14 وفاة بالمجمل، وبذلك يصل المجموع الكلي الآن إلى 154.[65]
  - سجلت مقاطعة قانسو الصينية أولى حالات الوفاة.
- جاءت النتائج المخبرية إيجابية لواحد وأربعين شخصًا على متن سفينة أميرة الألماس، ما رفع العدد الكلي للمصابين في اليابان إلى 86.[66]
- أعلنت ألمانيا عن الحالة الرابعة عشر.[67]
- أكدت هونغ كونغ حالتين جديدتين، ما رفع العدد الكلي للمصابين إلى 26.[68]
- أكدت ماليزيا حالة جديدة لسائح قادم من سنغافورة، ما رفع العدد الكلي للمصابين إلى 15.[69]
- أكدت سنغافورة ثلاث حالات جديدة، ما رفع العدد الكلي للمصابين إلى 33. معظم هذه الحالات كانت مجهولة المصدر في البداية، ما أدى إلى رفع مستوى جاهزية نظام الاستجابة لتفشي الأمراض (دورسكون) إلى البرتقالي.[70]
- أكدت فيتنام حالة إضافية، ما رفع العدد الكلي للمصابين إلى 13.[71]

### 8 فبراير
تقرير الوضع 19 لمنظمة الصحة العالمية:
- الصين:
  - أكدت ووهان 63 وفاة جديدة، ليصل العدد الكلي إلى 608، يشمل هذا المجموع مواطنًا يابانيًا ومواطنًا من الولايات المتحدة توفيا في هذا اليوم.
  - أصبحت خنان ثالث المقاطعات الصينية خارج هوبي التي أعلنت عن أكثر من 1,000 حالة. على المستوى الوطني، تجاوز عدد الحالات خارج هوبي 10,000.
  - أُثبت دور الهباء الجوي وسيطًا لنقل العدوى للمرة الأولى.
  - أعلنت بكين عن حالة هي الأولى من نوعها لمريض أصبح تحليل الفيروس لديه إيجابيًا بعد ثلاث نتائج سلبية، وأعلنت تشينغتانغ في جيجيانغ عن حالة أصبح تحليل المريض فيها إيجابيًا للمرة الأولى في التحليل الخامس بعد وصول أربع نتائج سلبية.[72]
- أكدت فرنسا خمس حالات جديدة تتضمن مواطنين بريطانيين، ما رفع العدد الكلي للمصابين إلى 11.
- اليابان: وصلت ثلاث نتائج إيجابية جديدة على متن سفينة أميرة الألماس، ما رفع العدد الكلي للمصابين في اليابان إلى 89.[73]
- أكدت ماليزيا حالت جديدة، ما رفع العدد الكلي للمصابين إلى 16.[74]
- أكدت سنغافورة سبع حالات جديدة، ما رفع العدد الكلي للمصابين إلى 40.
- أكدت تايلاند سبع حالات جديدة، ما رفع العدد الكلي للمصابين إلى 32.[75]
- أكدت الإمارات العربية المتحدة حالتين جديدتين، ما رفع العدد الكلي للمصابين إلى 7.[76]

### 9 فبراير
تقرير الوضع 20 لمنظمة الصحة العالمية:
- أكدت الصين (بر الصين الرئيسي) الآن مجموع 40,213 حالة، منها 29,631 في هوبي. ارتفعت حصيلة ضحايا فيروس كورونا في الصين إلى 811، متجاوزة مجموع ضحايا جائحة سارس في عامي 2002 و 2003.
- أكدت هونغ كونغ عشر حالات جديدة منها تسعة أشخاص من العائلة ذاتها، ما رفع العدد الكلي للمصابين إلى 36.[78]
- أكدت ماليزيا حالة جديدة، ما رفع العدد الكلي للمصابين إلى 17.
- أكدت سنغافورة ثلاث حالات جديدة، ما رفع العدد الكلي للمصابين إلى 43.
- أعلنت كوريا الجنوبية عن ثلاث إصابات جديدة بالفيروس، ما رفع العدد الكلي للمصابين إلى 27.[79]
- أكدت إسبانيا الإصابة الثانية في البلاد في مدينة ميورقة.
- أكدت تايوان الإصابة الثامنة عشر.
- أكدت المملكة المتحدة الإصابة الرابعة.[80]
- أكدت فيتنام الحالة الرابعة عشر في البلاد، وهي امرأة بعمر 55 سنة في محافظة فين فوك.[81]
- أُكدت ست إصابات جديدة على متن أميرة الألماس، ما رفع العدد الكلي للمصابين على السفينة إلى 70، مع وجود 96 إصابة في اليابان.[82]

### 10 فبراير
تقرير الوضع 21 لمنظمة الصحة العالمية:
- أكدت هونغ كونغ ست إصابات جديدة، ما رفع العدد الكلي للمصابين إلى 42.
- أكدت اليابان 65 إصابة جديدة على متن سفينة أميرة الألماس، ما رفع العدد الكلي للمصابين إلى 135.[84]
- أكدت ماليزيا إصابة جديدة لمواطن ماليزي، ليصل العدد الكلي إلى 18.
- أكدت سنغافورة حالتين جديدتين بينهما ضابط شرطة مساعدة في شركة سيتريس كان ينفذ أوامر الحجر الصحي، ما رفع العدد الكلي للمصابين إلى 45.[85]
- أكدت الإمارات العربية المتحدة الحالة الثامنة، وهي لمواطن هندي.[86]
- شهدت المملكة المتحدة تأكيد أربع حالات جديدة ليرتفع المجموع إلى ثمانية مصابين. يُعتقد أن نقل العدوى في هذه الحالات حدث في فرنسا.
- أكدت الولايات المتحدة الأمريكية الحالة الثالثة عشر في سان دييغو، وهي لمريض اُجلي من ووهان.[87]

### 11 فبراير
تقرير الوضع 22 لمنظمة الصحة العالمية:
- أكدت ألمانيا حالتين جديدتين، ما رفع العدد الكلي للمصابين إلى 16.[89]
- أكدت هونغ كونغ سبع حالات جديدة، ما رفع العدد الكلي للمصابين إلى 49.[90]
- أكدت كوريا الجنوبية حالة جديدة لامرأة صينية بعمر ثلاثين سنة، ما رفع العدد الكلي للمصابين إلى 28.
- أكدت سنغافورة حالتين جديدتين، ما رفع العدد الكلي للمصابين إلى 47.[91]
- أكدت فيتنام الحالة الخامسة عشر في البلاد، وهي لطفل بعمر ثلاثة أشهر التقط العدوى من جدته.
- أكدت تايلاند إصابة جديدة ليرتفع عدد المصابين في البلاد إلى 33.
- أعطت منظمة الصحة العالمية اسمًا جديدًا للمرض هو كوفيد-19، أما الفيروس فعُرف باسم فيروس كورونا 2 المرتبط بالمتلازمة التنفسية الحادة الشديدة (سارس كوف 2).[92]

### 12 فبراير
تقرير الوضع 23 لمنظمة الصحة العالمية:
- أكدت هونغ كونغ حالة جديدة، ما رفع العدد الكلي للمصابين إلى 50.
- أكدت اليابان 39 إصابة جديدة على متن سفينة أميرة الألماس، من ضمنها أحد مسؤولي الحجر الصحي، ما رفع العدد الكلي للمصابين إلى 174. أُعلنت حالة أخرى في اليابان بحد ذاتها، ما رفع عدد المصابين الكلي إلى 29.[94]
- أكدت سنغافورة ثلاث حالات جديدة، ما رفع العدد الكلي للمصابين إلى 50. قبل ذلك، طُلب من 300 موظف في بنك دي بي إس إخلاء المكتب في برج مارينا باي المالي 3 بسبب حالة مثبتة هناك.[95]
- المملكة المتحدة: أكدت البلاد تشخيص أولى حالات الوباء في مدينة لندن، ليرتفع العدد الإجمالي في البلاد إلى 9.
- أكدت الولايات المتحدة الأمريكية إصابة جديدة، ما رفع العدد الكلي للمصابين إلى 14.[96]

### 13 فبراير
تقرير الوضع 24 لمنظمة الصحة العالمية:
- أكدت فيتنام الحالة السادسة عشر في البلاد.
- أعلنت اليابان عن أربع حالات جديدة، ليرتفع العدد الإجمالي إلى 33. في الوقت ذاته، تأكد تشخيص 44 حالة جديدة على متن أميرة الألماس، ليرتفع العدد الكلي إلى 218. بعد ذلك، أكدت اليابان حدوث الوفاة الأولى بسبب الفيروس.
- أكدت هونغ كونغ ثلاث حالات جديدة، ما رفع العدد الكلي للمصابين إلى 53.[97]
- أكدت ماليزيا حالة جديدة، ما رفع العدد الكلي للمصابين إلى 19.[98]
- أكدت سنغافورة ثماني حالات جديدة، ما رفع العدد الكلي للمصابين إلى 58. ستجري كلية تابعة لجامعة سنغافورة الوطنية التعليم الإلكتروني من الرابع عشر حتى الحادي والعشرين من فبراير كإجراء احترازي بعد أن تأكدت إصابة أحد الأساتذة.
- الولايات المتحدة الأمريكية: أكد مركز مكافحة الأوبئة الإصابة الخامسة عشر بفيروس كورونا في الولايات المتحدة، وهي لمواطن عائد من ووهان حُجر صحيًا في قاعدة عسكرية في تكساس.[99]
- أصدرت الحكومة تمديدًا لأمر إغلاق الشركات غير الضرورية، ومن ضمنها المصانع في مقاطعة هوبي حتى الساعة الثانية عشر ليلًا في العشرين من فبراير 2020.

#### التناقض في عدد الحالات
في اليوم ذاته، أعلنت هوبي عن عدد حالات مؤكدة حديثًا هو 14,840، أي أكثر من اليوم السابق بعشرة أضعاف، في حين ارتفعت الوفيات بمقدار أكبر من الضعف إلى 242. كان ذلك نتيجة تغيير في التعريف الذي تضمن التشخيص السريري (الشعاعي) للمرضى. أشارت منظمة الصحة العالمية أنها سوف تعلن فقط عن الحالات المؤكدة مخبريًا وذلك في سبيل الاستمرارية على السياق ذاته.

### 14 فبراير
تقرير الوضع 25 لمنظمة الصحة العالمية:
- أكدت كندا الإصابة الخامسة المحتملة في كولومبيا البريطانية، ما رفع العدد الكلي للمصابين إلى 8.
- أكدت مصر الإصابة الأولى لأجنبي من دولة لم يُصرح عنها. كانت هذه الحالة الأولى في القارة الأفريقية.[102]
- أكدت هونغ كونغ ثلاث حالات أخرى، ما رفع العدد الكلي للمصابين إلى 56.
- أكدت اليابان أربع حالات جديدة، ما رفع العدد الكلي للمصابين إلى 37.[103]
- أكدت سنغافورة تسع حالات جديدة، ما رفع العدد الكلي للمصابين إلى 67.[104]

### 15 فبراير
تقرير الوضع 26 لمنظمة الصحة العالمية:
- سجلت فرنسا حالة الوفاة الأولى خارج آسيا، وهي لسائح صيني بعمر 80 سنة. أكدت البلاد أيضًا الحالة الثانية عشرة.[106]
- أكدت اليابان تسع حالات جديدة ليست على متن أميرة الألماس. أكدت اليابان أيضًا 67 إصابة جديدة على متن السفينة السياحية المذكورة، ليرتفع عدد المصابين عليها إلى 285.
- أكدت ماليزيا ثلاث حالات جديدة من بينها مسافر أمريكي على متن سفينة الرحلات إم إس ويستردام قادمًا من كمبوديا، ليرتفع العدد الكلي إلى 22.[107]
- أكدت سنغافورة خمس حالات جديدة، ما رفع العدد الكلي للمصابين إلى 72.[108]
- أكدت تايلاند الإصابة الخامسة والثلاثين.

### 16 فبراير
تقرير الوضع 27 لمنظمة الصحة العالمية:
- أكدت هونغ كونغ الإصابة السابعة والخمسين بفيروس كورونا.
- أكدت اليابان أيضًا ست إصابات جديدة، ما رفع العدد الكلي للمصابين الذين ليسوا على متن أميرة الألماس إلى 59. أكدت البلاد أيضًا سبعين حالة جديدة على متن السفينة السياحية ليرتفع عدد المصابين عليها إلى 355.[110]
- أكدت سنغافورة ثلاث إصابات جديدة، ما رفع العدد الكلي للمصابين إلى 75.
- أكدت كوريا الجنوبية الإصابة التاسعة والعشرين.[111]
- أكدت تايوان الوفاة الأولى بمرض كوفيد-19، وهي لرجل في الستينيات من عمره. إضافة إلى ذلك سُجلت حالتان جديدتان ليصل العدد الإجمالي إلى 20.
- أكدت الإمارات العربية المتحدة الحالة التاسعة، وهي لمواطن صيني بعمر السابعة والثلاثين.[112]

### 17 فبراير
تقرير الوضع 28 لمنظمة الصحة العالمية:
- أكدت هونغ كونغ ثلاث حالات جديدة، ما رفع العدد الكلي للمصابين إلى 60.
- أكدت اليابان سبع حالات جديدة ليصل عدد المصابين خارج أميرة الألماس إلى 66. أكدت أميرة الألماس  في اليابان 99 إصابة جديدة بالفيروس ما رفع العدد الكلي للمصابين على متن السفينة إلى 454.[114]
- أكدت سنغافورة إصابتين جديدتين ليصل عدد المصابين إلى 77.[115]
- أكدت كوريا الجنوبية الإصابة الثلاثين في البلاد.
- أكدت تايوان إصابتين جديدتين ليصل عدد المصابين إلى 22.[116]
- أكدت تايلاند الإصابة الخامسة والثلاثين في البلاد.

### 18 فبراير
تقرير الوضع 29 لمنظمة الصحة العالمية:
- أكدت هونغ كونغ إصابتين جديدتين، ما رفع العدد الكلي للمصابين إلى 62.[118]
- أكدت اليابان ثماني إصابات جديدة في البلاد ليصل عدد المصابين إلى 74. في الوقت ذاته تأكدت إصابة 88 مريض جديد على متن أميرة الألماس، ليصل عدد مرضى السفينة إلى 542.[119]
- أكدت سنغافورة أربع إصابات جديدة، ما رفع العدد الكلي للمصابين إلى 81.[120]
- أكدت كوريا الجنوبية الإصابة الحادية والثلاثين في البلاد.[121]

### 19 فبراير
تقرير الوضع 30 لمنظمة الصحة العالمية:
- أكدت هونغ كونغ الوفاة الثانية نتيجة فيروس كورونا. إضافة إلى ذلك، تأكدت إصابة ثلاثة أشخاص جدد، ما رفع العدد الكلي للمصابين في هونغ كونغ إلى 65.
- أكدت إيران إصابة ووفاة أول مريضين في البلاد.[123]
- أكدت سنغافورة ثلاث إصابات جديدة، ما رفع العدد الكلي للمصابين إلى 84.[124]
- أكدت كوريا الجنوبية عشرين إصابة جديدة، ما رفع العدد الكلي للمصابين إلى 51. حدثت معظم حالات العدوى الجديدة في كنيسة في دايغو.
- أكدت تايوان الإصابة الثالثة والعشرين في البلاد.[125]
- بدأ ركاب سفينة أميرة الألماس بالنزول عن متن السفينة. أثار العدد الهائل لحالات العدوى على السفينة تساؤلات عن جدوى إجراءات الحجر الصحي. تأكدت إصابة 79 شخص جديد على السفينة ليصل عدد المصابين إلى 621. أعلنت اليابان عن عشر حالات جديدة ليست على متن السفينة.

### 20 فبراير
تقرير الوضع 31 لمنظمة الصحة العالمية:
- أكدت هونغ كونغ أربع إصابات جديدة، ليصل العدد الكلي إلى 69.
- أكدت إيران ثلاث إصابات جديدة، ما رفع العدد الكلي للمصابين إلى 5.[127]
- أكدت اليابان عشر إصابات محلية جديدة، ما رفع العدد الكلي للمصابين إلى 94.[128]
- أكدت سنغافورة الحالة الخامسة والثمانين في البلاد.
- أكدت كوريا الجنوبية 53 إصابة جديدة، ليصل العدد الكلي للمصابين إلى 104. أُعلنت حالة الوفاة الأولى الناتجة عن الفيروس أيضًا.[129]
- أكدت تايوان الحالة الرابعة والعشرين من المرض.[130]
- أكدت الولايات المتحدة الأمريكية حالة جديدة في كاليفورنيا، ما رفع العدد الكلي للمصابين إلى 16.
- توفي مصابان على متن السفينة السياحية أميرة الألماس إضافة إلى 13 مصاب جديد، ليصل العدد الكلي إلى 634.[131]

### 21 فبراير
تقرير الوضع 32 لمنظمة الصحة العالمية:
- أكدت أستراليا أربع إصابات جديدة منها ركاب سابقون على متن السفينة السياحية أميرة الألماس، ما رفع العدد الكلي للمصابين إلى 19.
- أكدت كندا الحالة التاسعة في البلاد لامرأة زارت إيران منذ فترة قريبة.[133]
- أكدت إسرائيل الإصابة الأولى لأحد الركاب السابقين على متن أميرة الألماس.
- أكدت إيطاليا 17 حالة جديدة ليصل العدد الكلي إلى 20. أعلنت السلطات أيضًا عن الوفاة الأولى لرجل بعمر 78 سنة.[134][135]
- أعلنت إيران عن 13 حالة جديدة، ما رفع العدد الكلي للمصابين إلى 18. أكدت البلاد وفاة مريضين آخرين.
- أكدت اليابان 15 إصابة جديدة، ليصل العدد الكلي للمصابين إلى 109.[136]
- أعلن لبنان عن الحالة الأولى في البلاد.[137]
- أعلنت سنغافورة عن الحالة السادسة والثمانين في البلاد.
- أكدت كوريا الجنوبية مئة حالة جديدة، ما رفع العدد الكلي للمصابين إلى 204. أعلنت البلاد أيضًا عن الوفاة الثانية.[138]
- أكدت تايوان إصابتين جديدتين، ليصل العدد الكلي إلى 26.
- أكدت الولايات المتحدة الأمريكية 20 حالة جديدة، ما رفع العدد الكلي للمصابين إلى 35. إضافة إلى ذلك، أعلنت جمعية مختبرات الصحة العامة أن ثلاث ولايات فقط كانت تملك مقومات إجراء اختبار فيروس كورونا وهي كاليفورنيا ونبراسكا وإلينوي.[139]

### 22 فبراير
تقرير الوضع 33 لمنظمة الصحة العالمية:
- أكدت أستراليا ثلاث حالات جديدة، ما رفع العدد الكلي للمصابين إلى 22.
- أكدت هونغ كونغ الحالة السبعين في البلاد.[141]
- أكدت إيران عشر حالات جديدة، ليصل العدد الكلي إلى 28. أعلنت البلاد الوفاة الخامسة أيضًا.
- أكدت إيطاليا 59 حالة جديدة موزعة على ثلاث مناطق إدارية مختلفة، ليرتفع عدد المصابين الكلي إلى 79، فأصبحت إيطاليا أشد البلدان الأوروبية إصابة بالمرض. تأكدت الوفاة الثانية وهي امرأة إيطالية من لومبارديا.[142]
- أكدت اليابان 26 حالة جديدة، ليصل العدد الكلي إلى 135.
- أكدت سنغافورة ثلاث حالات جديدة، ما رفع العدد الكلي للمصابين إلى 89.[143]
- أكدت كوريا الجنوبية 229 حالة جديدة، ما رفع العدد الكلي للمصابين إلى 433. أُثيرت مخاوف حول إمكانية نشر تسع سياح كوريين للوباء في إسرائيل.
- أعلنت الإمارات العربية المتحدة عن حالتين جديدتين، ليصل العدد الكلي إلى 13.[144]
- وصلت نتيجة تحليل البول لأحد المرضى إيجابية.
- أشارت دراسة الجينوم إلى أن أصل الفيروس في سوق خنان للمأكولات البحرية كان من الخارج.[145]

### 23 فبراير
تقرير الحالة 34 لمنظمة الصحة العالمية:
- أكدت كندا حالة جديدة مشتبهة في أونتاريو. أُرسلت العينات إلى المختبر الوطني للأحياء الدقيقة من أجل الاختبار. فيما بعد تأكدت إيجابية الحالة ليصل العدد الإجمالي إلى 10.
- أكدت هونغ كونغ أربع إصابات جديدة، ليصل العدد الكلي إلى 74.
- أكدت إيران 15 حالة جديدة ووفاتين، ليصل العدد الكلي إلى 43 و 8 على الترتيب.[147]
- أكدت إسرائيل الإصابة الثانية لشخص كان راكبًا على متن سفينة سياحية.
- أكدت إيطاليا 73 حالات جديدة، ليصل العدد الكلي إلى 152 حالة منتشرة على امتداد خمس مناطق إدارية مختلفة. أُعلن عن الوفاة الثالثة في البلاد. أصبحت إيطاليا البلد الثالث عالميًا في عدد الوفيات بعد الصين وكوريا الجنوبية.
- أكدت كوريا الجنوبية 169 إصابة جديدة ليصل العدد الكلي إلى 602. أُكدت أربع وفيات جديدة.[148]
- أكدت تايوان حالتين جديدتين، ليصل العدد الكلي إلى 28.[149]
- أكدت المملكة المتحدة أربع حالات جديدة تتضمن جميعها أشخاصًا كانوا على متن سفينة أميرة الألماس السياحية، ليصل العدد الكلي إلى 13.
- كان هناك 57 حالة أخرى على متن أميرة الألماس ليصل عدد المصابين إلى 691. أُكدت وفاة أخرى مرتبطة بالسفينة السياحية، ليصل العدد الكلي إلى 3.[150]

### 24 فبراير
تقرير الوضع 35 لمنظمة الصحة العالمية:
- أكدت أفغانستان الإصابة الأولى لرجل عائد حديثًا من مدينة قم الإيرانية.
- أكدت البحرين الحالة الأولى في البلاد لمواطن بحريني سافر إلى إيران.[152]
- أكدت كندا حالة جديدة في كولومبيا البريطانية، ليصل العدد الكلي إلى 11.
- أكدت هونغ كونغ سبع إصابات جديدة، ليصل العدد الكلي إلى 81.
- أكدت إيران 18 حالة جديدة، ليصل العدد الكلي إلى 61. أُكدت أربع وفيات جديدة أيضًا ليصل العدد الكلي إلى 12 في البلاد.[153]
- أكد العراق الحالة الأولى في البلاد لطالب إيراني.
- أكدت إيطاليا 74 حالة جديدة، ليصل العدد الكلي إلى 229 حالة منتشرة في ست مناطق إدارية مختلفة. أُكدت أربع وفيات جديدة، ليصل عدد الوفيات إلى 7.
- أعلنت دولة الكويت عن الحالات الأولى في البلاد لخمس مواطنين قادمين من مدينة مشهد الإيرانية.[154]
- أعلنت سلطنة عمان عن إصابة مريضتين في البلاد، وهما مواطنتان عمانيتان قادمتان من إيران.
- أكدت سنغافورة الحالة التسعين في البلاد.
- أعلنت إسبانيا عن الحالة الثالثة في البلاد لمواطن إيطالي في جزر الكناري.[155]
- أكدت تايوان حالتين جديدتين، ليصل العدد الكلي إلى 30.
- أكدت الولايات المتحدة الأمريكية 18 حالة جديدة من بينها مسافرون كانوا على متن السفينة السياحية، ليصل عدد المصابين إلى 53.[156]

### 25 فبراير
تقرير الوضع 36 لمنظمة الصحة العالمية:
- أعلنت الجزائر عن الحالة الأولى في البلاد لمواطن إيطالي وصل في السابع عشر من فبراير.
- أعلنت النمسا عن أول مريضين في البلاد، وهما إيطاليان يعيشان في تيرول وصلت نتائجهما المخبرية إيجابية. أحدهما يعمل موظف استقبال في فندق ونتيجة ذلك أُغلق الفندق الذي يقع في إنسبروك بهدف احتواء العدوى.
- أكدت البحرين الحالة الثانية في البلاد لامرأة بحرينية سافرت من إيران عبر مطار دبي الدولي. ارتفع هذا العدد لاحقًا إلى ثماني حالات مؤكدة بإضافة رجلين بحرينيين وأربع نساء سعوديات. لاحقًا في اليوم ذاته، أكدت البحرين ارتفاع العدد إلى 17 شخصًا سافر معظمهم من إيران، ثم ارتفع العدد لاحقًا إلى 23 حالة، أيضًا كان الجميع قد سافر من إيران.[157]
- أعلنت وزارة الصحة البرازيلية عن الحالة الإيجابية الأولى في البلاد وأمريكا الجنوبية لرجل بعمر 61 في مدينة ساو باولو، الذي كان قد سافر إلى لومبارديا في إيطاليا بين التاسع والحادي والعشرين من فبراير. أظهر المريض أعراضًا خفيفة وعُزل في المنزل، أتت الاختبارات المؤكدة إيجابية أيضًا.
- أعلنت كرواتيا عن الحالة الأولى في البلاد، إذ دخل مريض إلى مشفى في زغرب كان قد سافر إلى إيطاليا وبقي في ميلانو.[158]
- شهدت فرنسا حالتين جديدتين: الأولى كانت لرجل فرنسي عائد من رحلة إلى منطقة لومبارديا الإيطالية، الأخرى كانت لصينية شابة عائدة إلى فرنسا من رحلة إلى الصين. أدى ذلك إلى رفع العدد الإجمالي للحالات المصابة إلى 14.
- شهدت ألمانيا تشخيص حالة في ولاية شمال الراين وستفاليا لشخص عاد حديثًا من إيطاليا، ليرتفع عدد الإصابات في البلاد إلى 17. تأكدت إصابة رجل آخر في وقت لاحق ليصبح العدد الكلي 18.
- أكدت هونغ كونغ ثلاث إصابات جديدة، ليصل العدد الكلي إلى 84.[159]
- أكد مسؤولون إيرانيون أن حصيلة الضحايا الرسمية وصلت إلى 16. كان هناك 34 حالة جديدة، ليصل العدد الكلي بذلك إلى 95. في اليوم ذاته، أكد النائب الإيراني محمود صادقي أن تحليل الفيروس كان إيجابيًا لديه، إضافة إلى نائب وزير الصحة إيرادج هريرتشي الذي أجرى في اليوم السابق مؤتمرًا صحفيًا للحديث عن سياسة إيران في التعامل مع الفيروس.
- أكد العراق خمس حالات جديدة لطالب إيراني وعائلة عائدة من إيران، ليصل العدد الكلي إلى 6.[160]
- أكدت إيطاليا 94 حالة وفاة جديدة، ليصل العدد الكلي إلى 323 مصاب على امتداد تسع مناطق إدارية. تأكدت أربع وفيات جديدة ليصل عدد الوفيات إلى 11.
- أكدت دولة الكويت أربع حالات جديدة جميعها لأشخاص قادمين من إيران، ليرتفع عدد المصابين إلى 9 حالات.
- أكدت سلطنة عمان حالتين جديدتين، ليصل عدد الحالات في البلاد إلى 4.[161]
- أكدت سنغافورة الحالة الحادية والتسعين في البلاد.
- أكدت كوريا الجنوبية 144 حالة إيجابية، ما رفع العدد الإجمالي للحالات إلى 977. أُكدت أربع وفيات جديدة ليصل عدد الوفيات إلى 11. من بين المصابين عضو في الطاقم الجوي الكوري.
- إسبانيا، جزر الكناري: على جزيرة تنريفي، وصلت نتائج التحاليل إيجابية لنزيلين في فندق، ما أدى إلى عزل مئات النزلاء في فندق إتش 10 كوستا أديجي بالاس لتسهيل إجراء بقية الاختبارات وإيقاف انتشار الداء. لاحقًا خلال اليوم ذاته، أُعلن عن حالة جديدة ضمن بر إسبانيا الرئيسي لامرأة في مدينة برشلونة الكتالونية عادت من إيطاليا منذ فترة قريبة. أُكدت حالة سابعة لاحقًا خلال المساء من قبل شرطة مدريد الإقليمية.[162]
- أعلنت الحكومة السويسرية عن أولى الإصابات في البلاد.[163]
- أكدت تايوان عن حالة جديدة لطفل بعمر 11 سنة ليصبح العدد الكلي للمصابين في البلاد 31.
- أُكدت الوفاة الرابعة المرتبطة بسفينة أميرة الألماس.[164]

### 26 فبراير
تقرير الحالة 37 لمنظمة الصحة العالمية: أشار المدير العام لمنظمة الصحة العالمية تيدروس أدهانوم إلى أن «14 دولة لديها إصابات لم تعلن عنها لمدة أكثر من أسبوع، والأهم من ذلك أن عددًا من الدول أخفت الحالات مدة أكثر من أسبوعين: بلجيكا وكمبوديا وفنلندا والهند ونيبال والفلبين والاتحاد الروسي وسريلانكا والسويد».
- أكدت أستراليا الحالة الثالثة والعشرين في البلاد.
- أكدت البحرين ثلاث حالات جديدة ليصبح مجموع المصابين 26. لاحقًا خلال المساء أكدت سبع حالات جديدة ليصبح عدد المصابين 33.
- أكدت كندا حالة جديدة في تورنتو لامرأة سافرت مؤخرًا إلى إيران، ليصل عدد المصابين الكلي إلى 12.[167]
- أكدت كرواتيا الإصابتين الثانية والثالثة في البلاد، المصاب الثاني هو الشقيق التوأم للأول أما الثالث فهو شخص يعمل في إيطاليا.
- أعلنت فنلندا عن الحالة الثانية في البلاد.[168]
- أكدت فرنسا ثلاث حالات جديدة، ليصل عدد المصابين الكلي إلى 17. أعلنت أيضًا عن الوفاة الثانية الناتجة عن المرض لرجل فرنسي بعمر 60 سنة شُخص له المرض في الليلة السابقة. شُخصت الحالة الثامنة عشر لاحقًا خلال اليوم.
- أعلنت جورجيا عن الحالة الأولى في البلاد، لمواطن جورجي عائد من إيران.[169]
- أعلنت ألمانيا عن خمس حالات جديدة. بحلول نهاية اليوم وصل العدد الكلي للحالات في البلاد إلى 27.[170]
- أكدت اليونان الحالة الأولى في البلاد لامرأة بعمر 38 سنة سافرت منذ فترة قريبة إلى إيطاليا.
- أعلنت هونغ كونغ ست حالات جديدة، من بينهم شخصان كانا على متن أميرة الألماس، ليصل عدد المصابين الكلي إلى 91.
- أكدت إيطاليا 51 حالة جديدة ليصل العدد الكلي إلى 374. أكدت الدولة أيضًا الوفاة الثانية عشرة نتيجة الفيروس. خلال المساء أعلنوا أيضًا عن 27 حالة جديدة تلتها 54 حالة أخرى، لكن ثبت وجود حالتين من الإيجابية الكاذبة.
- أعلنت إيران عن أربع وفيات جديدة ليصل عدد الوفيات إلى 19. تأكدت 44 إصابة جديدة ليصل عدد المصابين إلى 139.[171]
- أكدت اليابان الوفاة الثانية الناتجة عن الفيروس. أعلنت أيضًا عن تأكيد خمس إصابات جديدة في ناغويا. تأكدت وفاة ثالثة في وقت لاحق.
- أكدت دولة الكويت عن ارتفاع عدد المصابين إلى 12 بتأكيد إصابة جديدة. لاحقًا خلال اليوم أكدوا أن العدد الكلي للمصابين وصل إلى 25.
- أكد لبنان الإصابة الثانية في البلاد.[172]
- أكدت مقدونيا الشمالية الحالة الأولى لامرأة عائدة مؤخرًا من إيطاليا.
- أكدت النروج الإصابة الأولى في البلاد لشخص عائد من زيارة إلى الصين.[173]
- أكدت باكستان الإصابة الأولى لرجل بعمر 22 سنة سافر إلى إيران، وأكدت الحالة الثانية أيضًا دون تفاصيل.
- أكدت رومانيا الإصابة الأولى في البلاد.
- أكدت روسيا ثلاث إصابات جديدة لأشخاص كانوا على متن سفينة أميرة الألماس السياحية، ليصل العدد الكلي إلى 5.[174]
- أكدت سنغافورة إصابتين جديدتين، ليصل العدد الكلي إلى 93.[175]
- أكدت إسبانيا خمس إصابات جديدة من بينها رجل نُقل إلى المشفى في إشبيلية بعد وصول نتائج تحاليله إيجابية ليصل العدد الكلي إلى 12. كانت هذه الحالة المؤكدة الأولى في المنطقة الجنوبية من الأندلس. أُعلن لاحقًا عن حالة مؤكدة أخرى في جزر الكناري.
- أكدت كوريا الجنوبية 169 إصابة جديدة ليصل عدد المصابين الكلي إلى 1,146. سجلت البلاد وفاة إضافية ليصل عدد الوفيات إلى 12. في فترة بعد الظهر أعلنت البلاد عن 115 إصابة جديدة ليصل عدد المصابين الكلي إلى 1261.[176]
- أعلنت السويد عن إصابة جديدة هي الثانية في البلاد.
- أكدت تايوان الإصابة الثانية والثلاثين في البلاد.
- أكدت تايلاند ثلاث إصابات جديدة، ليصل عدد المصابين الكلي إلى 40.[177]
- أكدت الولايات المتحدة الأمريكية ثلاث حالات جديدة إحداها حالة محلية في كاليفورنيا دون قصة سفر حديث العهد، واثنتان لراكبين كانا على متن أميرة الألماس، ليصل عدد المصابين الكلي إلى 60.
- شهدت سفينة أميرة الألماس إعلان 14 إصابة جديدة، ليصل العدد إلى 705 أشخاص على متن السفينة. يُقدر أن عدد ركاب السفينة الذين قد يكونون مصابين على متن السفينة أكبر مما كان متوقعًا.
- للمرة الأولى، دخلت حالة جديدة إلى الصين منتقلة من دولة أخرى لمريض مسافر من إيران.[178]

### 27 فبراير
تقرير الوضع 38 لمنظمة الصحة العالمية:
- أعلنت النمسا عن الحالة الثالثة في البلاد والأولى في فيينا.[179]
- أكدت كندا أولى حالات الانتقال بين شخص وآخر في تورنتو، وهو زوج امرأة سافرت من إيران، ليصل عدد المصابين الكلي إلى 13. أعلنت الدولة لاحقًا عن حالة مشتبه بها في الكيبك لمريض سافر منذ فترة إلى إيران. كانت هذه الحالة المشبوهة هي الأولى في المقاطعة والرابعة عشر في كندا.[180]
- أعلنت الصين من خلال اللجنة الصحية الوطنية عن 433 إصابة جديدة و 29 وفاة جديدة على بر الصين الرئيسي. من بينها 409 حالة و 26 وفاة في مقاطعة هوبي.
- أكدت الدنمارك الوفاة الأولى في البلاد لشخص عائد منذ فترة قريبة من إيطاليا.
- أعلنت إستونيا عن الحالة الأولى في البلاد لرجل إيراني عائد من إيران.[181]
- أعلنت فرنسا عن 20 إصابة جديدة، ليرتفع عدد المصابين على 38.
- شهدت ألمانيا الإعلان عن حالة جديدة في ولاية شمال الراين وستفاليا. في المساء أُعلن عن 14 حالة جديدة في الولاية ذاتها، ليصل عدد المصابين الكلي إلى 40، ثم عاد العدد للارتفاع ليصل إلى 45 في اليوم ذاته.
- أكدت اليونان حالتين جديدتين هما ابنة المريض الأول وامرأة أخرى في أثينا، ليصل العدد الكلي إلى ثلاثة مصابين.[182]
- أعلنت هونغ كونغ عن حالتين جديدتين لامرأتين أصيبتا بالعدوى بعد زيارة معبد في هونغ كونغ يقع في مركز المنطقة الموبوءة بكوفيد-19. أدى ذلك إلى ارتفاع عدد المصابين الكلي إلى 93.
- أعلنت إيران عن وفاة 22 شخص من بين 141 مصاب بالفيروس. أعلن رئيس لجنة الأمن القومي الإيراني مجتبى ذو النور عن إصابته بالفيروس. أعلنت إيران لاحقًا عن ارتفاع الحصيلة إلى 26 وفاة و 245 مصاب. وصلت نتيجة التحليل إيجابية لنائب رئيس البلاد لشؤون المرأة والأسرة معصومة ابتكار.[183]
- أعلن العراق عن حالة جديدة مرتبطة بالسفر إلى إيران، وهي الحالة السادسة في البلاد والأولى في بغداد. في وقت لاحق من اليوم ذاته أُعلن عن حالة أخرى في كركوك.
- أعلنت إسرائيل عن حالة جديدة هي الثالثة في إسرائيل لشخص كان قد سافر إلى إيطاليا.[184]
- أعلنت إيطاليا عن وفاة مريضين آخرين لتصل حصيلة الوفيات إلى 14. أعلنت وكالة الحماية المدنية عن ارتفاع عدد الحالات المثبتة إلى 528. لاحقًا خلال اليوم أُعلن عن وفاة ثلاثة أشخاص جدد ليصل عدد الوفيات إلى 17، وارتفاع عدد الحالات المثبتة إلى 650. في نهاية اليوم، وصل عدد الحالات الكلي إلى 655. شُخصت الإصابة بالفيروس لدى العمدة بييترو مازوتشي من بورجونوفو فال تيدوني.[171]
- أعلنت اليابان عن 17 حالة جديدة. أكدت حالة لمريض متعافٍ أصيب مرة أخرى بكوفيد-19. ارتفع العدد الكلي للإصابات المحلية إلى 186. توفي شخص ثامن هو رجل ياباني في الثمانينيات من العمر كان يعيش على جزيرة هوكايدو في أقصى الشمال الياباني. إضافة إلى ذلك، طلب رئيس الوزراء شينزو آبي إغلاق جميع المدارس الابتدائية والمتوسطة والثانوية حتى أواخر آذار.
- أكدت دولة الكويت أن مجموع الحالات الكلي في البلاد هو 43 شخصًا سافروا جميعًا إلى إيران منذ فترة قريبة.
- أعلن لبنان عن الإصابة الثالثة لشخص سافر منذ فترة قريبة إلى إيران.[185]
- أكدت ماليزيا حالة إضافية لامرأة سافرت منذ فترة قريبة إلى اليابان، ليصل عدد المصابين الكلي إلى 23. كانت هذه الحالة أولى الحالات الواردة من اليابان.
- أعلنت هولندا عن الإصابة الأولى في البلاد لشخص قادم من إيطاليا.
- أكدت نيجيريا الإصابة الأولى لمواطن إيطالي يعمل في نيجيريا عائد من ميلانو. كانت هذه الحالة الأولى المشخصة في أفريقيا جنوب الصحراء الكبرى.
- أعلنت النروج عن ثلاث حالات جديدة، ليصل عدد المصابين الكلي إلى 4.[186]
- أعلنت سلطنة عمان عن حالة إضافية هي الخامسة في البلاد. أُعلن عن حالة جديدة لاحقًا خلال اليوم لشخص سافر من إيران.
- أعلنت سان مارينو عن الحالة الأولى في البلاد.
- أكدت سنغافورة ثلاث إصابات جديدة، ليصل عدد المصابين الكلي إلى 96.
- أعلنت كوريا الجنوبية عن 505 إصابات جديدة، ليصل عدد المصابين الكلي إلى 1766.[177]
- شهدت إسبانيا إعلان حالة جديدة في فالنسيا وحالتين في مدريد. أُعلن عن حالة أخرى في برشلونة. بحلول بداية المساء، وصل العدد الكلي للحالات المثبتة إلى 22. في المساء أُعلن عن تشخيص ست حالات جديدة في فالنسيا.
- أكدت السويد خمس إصابات جديدة.[187]
- أعلنت سويسرا عن وصول عدد المصابين إلى 8.
- أعلنت الإمارات العربية المتحدة تعافي مصابَين وست حالات جديدة، ليصل العدد الكلي إلى 19. شهدت أيضًا حالتين مشتبهَتين مرتبطتين بفعالية للدراجات الهوائية ما أدى إلى إلغائها.
- أكدت المملكة المتحدة حالتين جديدتين. لاحقًا في المساء، أُعلنت حالة جديدة هي السادسة عشرة في البلاد والأولى في شمال أيرلندا لشخص قادم من إيطاليا.[178]

### 28 فبراير

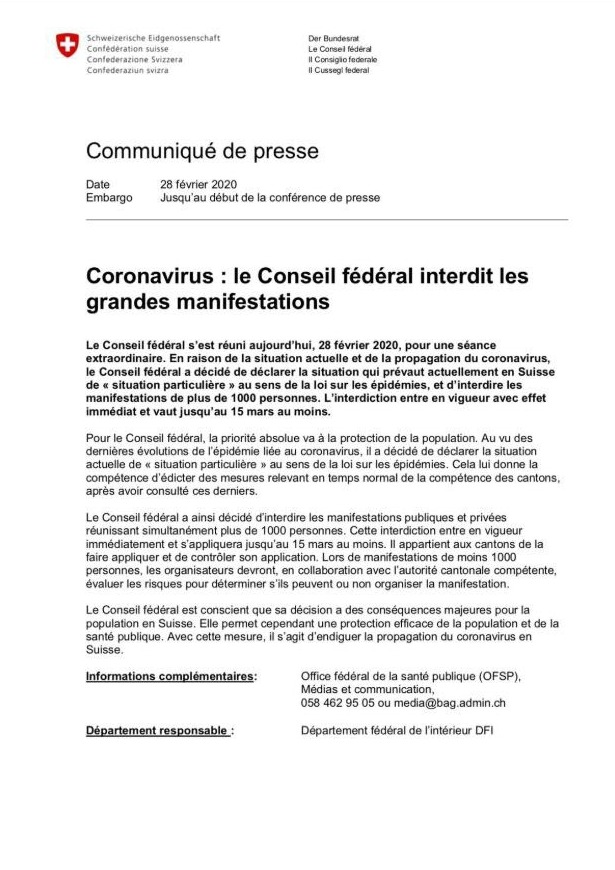
بيان صحفي للحكومة السويسرية تمنع فيه جميع النشاطات التي تشمل أكثر من 1,000 شخص (28 فبراير 2020).

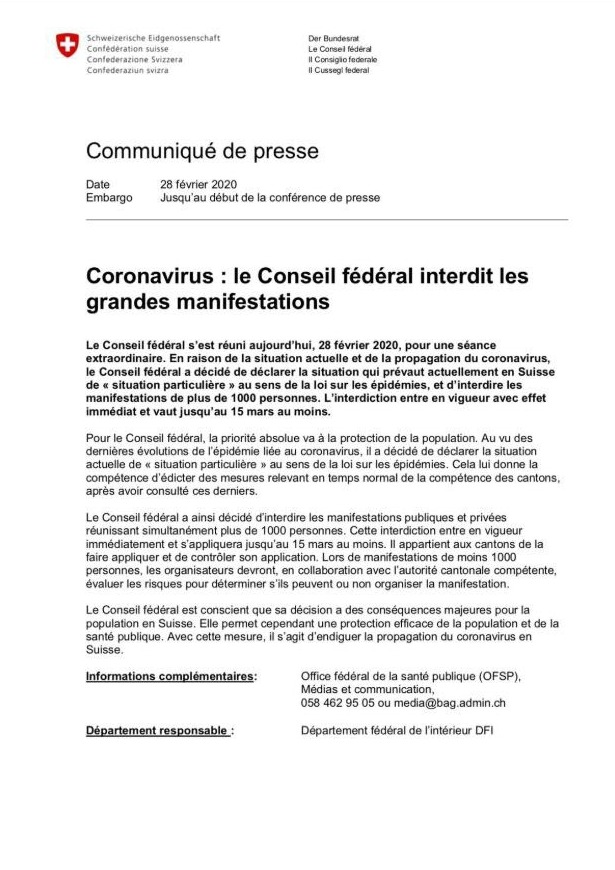
بيان صحفي للحكومة السويسرية تمنع فيه جميع النشاطات التي تشمل أكثر من 1,000 شخص (28 فبراير 2020).

تقرير الوضع 39 لمنظمة الصحة العالمية:
- أكدت أستراليا إصابة جديدة لراكب سابق على متن سفينة أميرة الألماس السياحية، ليصل العدد الكلي للإصابات إلى 24.
- أكدت أذربيجان الإصابة الأولى في البلاد لمواطن روسي عائد من إيران.[189]
- أعلنت البحرين عن ثلاث إصابات جديدة، ليصل العدد الكلي إلى 36. أُكدت حالتان جديدتان لاحقًا خلال اليوم لشخصين عائدين من إيران أحدهما سعودي الجنسية.
- أكدت بيلاروس الإصابة الأولى في البلاد لطالب من إيران.
- أعلنت كندا عن حالتين جديدتين ليصبح العدد الكلي للمصابين 16.[190]
- أكدت الصين 327 إصابة جديدة مؤكدة منها 318 داخل مقاطعة هوبي. حدثت 44 وفاة منها 41 في هوبي.
- أكدت كرواتيا حالتين جديدتين ليصل عدد المصابين إلى 5.
- أكدت الدنمارك إصابة جديدة هي الثانية في البلاد.
- أكدت فنلندا إصابة جديدة هي الثالثة في البلاد.
- أعلنت فرنسا عن حالتين جديدتين ليصل عدد المصابين إلى 40. ارتفع عدد المصابين لاحقًا إلى 57.
- أكدت جورجيا الإصابة الثانية في البلاد لمريض عائد من إيطاليا. ذُكر إدخال 18 شخص إلى الحجر الصحي بسبب ذلك.[191]
- أعلنت ألمانيا عن وصول عدد الحالات إلى «نحو الستين»، تبعًا لمسؤول رسمي في وزارة الصحة.
- أكدت اليونان حالة جديدة لمريض سافر مؤخرًا إلى إيطاليا، وهي الحالة الرابعة في البلاد.[192]
- أكدت هونغ كونغ إصابة جديدة هي الرابعة والتسعون في البلاد لمريض كان على متن سفينة أميرة الألماس.
- أكدت أيسلندا إصابة هي الأولى في البلاد لمريض عائد من إيطاليا.[193]
- أكدت إيران 143 حالة جديدة وست وفيات، ليصل العدد الكلي إلى 388 مصاب و 32 وفاة. وصلت نتائج التحاليل إيجابية لأربع نواب إيرانيين.
- أكد العراق الحالة الثانية في البلاد لمريض عائد من إيران.
- أكدت إسرائيل الحالة الثانية المشخصة لزوجة المصاب الأول بالفيروس. أُعلن لاحقًا عن خمس حالات جديدة ليصبح العدد الكلي سبع مصابين. من هذه الحالات إسرائيلي كان قد تعافى في اليابان، ثم شُخصت له الإصابة بعد عودته.
- أعلنت إيطاليا عن أربع وفيات جديدة ليصل عدد الوفيات إلى 21. ارتفع عدد الحالات المشخصة من 650 إلى 888.[194]
- أعلنت اليابان عن وفاة إضافية ليصل عدد الوفيات إلى 5. أكدت أيضًا 12 إصابة جديدة في هوكايدو. أكدت اليابان أيضًا وفاة أخرى لمواطن من أصل بريطاني كان على متن أميرة الألماس، ليصبح الضحية الأجنبية الأولى على السفينة السياحية.
- أعلنت دولة الكويت عن حالتين جديدتين، ليصل عدد المصابين الكلي إلى 45.
- أكد لبنان الإصابة الرابعة في البلاد لمواطن سوري مثل الحالة الأولى من الانتقال المحلي للفيروس.[195]
- أكدت ليتوانيا الحالة الأولى في البلاد لامرأة قادمة من إيطاليا.
- أكدت ماليزيا حالتين جديدتين، ليصل عدد المصابين الكلي إلى 25.
- أعلنت المكسيك عن تشخيص أول حالتين في البلاد لشخصين عائدين من رحلة إلى إيطاليا.
- أعلنت موناكو عن الإصابة الأولى فيها.[196]
- أكدت نيوزيلاند عن الحالة الأولى في البلاد لرجل عائد من إيران منذ فترة قريبة.
- أكدت هولندا الحالة الثانية في البلاد.
- أكدت النرويج حالتين جديدتين، أدت الثانية منهما إلى تداعيات خطرة. كانت الحالة الأولى لشخص قادم من إيطاليا وصل تحليله الفيروسي إيجابيًا، أما الثانية فكانت لشخص يعمل في أحد مستشفيات أوسلو بعد عودته من إيطاليا. وفقًا للتوصيات المعيارية طُلب من المصاب متابعة عمله بشكل طبيعي لأنه لم يشعر بأي أعراض، بالإضافة إلى أنه عمل مع عدد كبير من المرضى ليومين قبل وصول النتائج الإيجابية للتحليل. وصل عدد الحالات المثبتة في النرويج إلى 6.[197]
- أكدت رومانيا إصابتين جديدتين لشخصين قادمين من إيطاليا.
- أكدت سنغافورة إصابتين جديدتين ليصبح العدد الكلي للمصابين 98.
- أكدت إسبانيا وصول عدد المصابين إلى 32.
- أكدت كوريا الجنوبية 256 إصابة جديدة، ليصل عدد المصابين الكلي إلى 2,022. سُجلت ثلاث وفيات جديدة ليرتفع عدد الوفيات إلى 16. في وقت لاحق ارتفع عدد الوفيات إلى 2,337.
- أكدت السويد أربع إصابات جديدة، ليصل عدد المصابين الكلي إلى 11.[198]
- ارتفع عدد الإصابات في سويسرا إلى 15.
- أكدت تايوان إصابتين جديدتين، ليصل عدد المصابين إلى 34.
- أكدت تايلاند إصابة جديدة، ليصل عدد المصابين إلى 41.[199]
- أعلنت المملكة المتحدة عن وصول عدد الحالات في البلاد إلى 20، الأخيرة منها منتقلة محليًا من مصدر غير معروف.
- أكدت الولايات المتحدة الأمريكية إصابة أربعة أشخاص جدد من بينهم شخصان كانا على متن أميرة الألماس. أكدت سلطات ولاية واشنطن لاحقًا إصابتين مشتبهتين جديدتين، ليصل العدد الكلي للإصابات إلى 66. أحد المصابين عاد حديثًا من كوريا الجنوبية، والحالة الأخرى غير متعلقة بذلك ومنتقلة محليًا.[200]
- اكتُشف وجود فيروس سارس كوف 2 للمرة الأولى في دموع المصاب وإفرازات الملتحمة العينية لديه (التهاب الملتحمة) للمرة الأولى. لوحظ هذا الأمر لدى مريض واحد من بين 30 أُجريت عليهم التجربة. كتب القائمون على الدراسة: «في دراستنا لهذه العينة الصغيرة، استخدمنا أوراق اختبار الملتحمة للحصول على الدموع وإفرازات الملتحمة للمرضى الثلاثين من أجل تقييم معياري بتفاعل البلمرة المتسلسلة للنسخ العكسي. وُجد الحمض النووي للفيروس لدى مريض واحد فقط من بين المصابين بالتهاب الملتحمة في سائل الدموع ومفرزات الملتحمة مرتين».[201]

### 29 فبراير
تقرير الحالة 40 لمنظمة الصحة العالمية:
- أكدت أستراليا حالة جديدة، ليصل عدد المصابين الكلي إلى 25.[203]
- أكدت النمسا 4 إصابات جديدة، ليصل عدد المصابين الكلي إلى 10.[204]
- أعلنت أذربيجان عن إصابتين جديدتين لمريضين عائدين من إيران.[205]
- أكدت البحرين ثلاث إصابات جديدة لمرضى سافروا إلى إيران، ما رفع العدد الكلي للمصابين إلى 41.[206]
- أكدت البرازيل الإصابة الثانية، لرجل بعمر 32 سنة قادم من مدينة ميلانو الإيطالية.
- أكدت كندا أربع حالات جديدة، ليصل عدد المصابين الكلي إلى 20.
- أكدت الصين 427 حالة جديدة منها 423 في مقاطعة هوبي، ليصل عدد المصابين الكلي إلى 79,251. سُجلت 47 وفاة جديدة، ليصل عدد الوفيات إلى 2,835.
- أكدت كرواتيا الحالة السادسة في البلاد.[207]
- أكدت الدنمارك الحالة الثالثة في البلاد لشخص عائد منذ فترة قريبة من رحلة إلى مدينة ميونخ الألمانية حيث التقى بشخص آخر ثبتت إصابته بالفيروس فيما بعد.
- أكدت الإكوادور الحالة الأولى في البلاد لامرأة عادت منذ فترة قريبة من رحلة إلى إسبانيا.
- أكدت فرنسا 16 إصابة جديدة، ما رفع العدد الكلي للمصابين إلى 73. تأكدت حالات جديدة فيما بعد ليصل عدد المصابين إلى 100.[208]
- أكدت جورجيا حالة جديدة هي الثالثة في البلاد.[209]
- وصل عدد الحالات المثبتة في ألمانيا إلى 66.
- أكد اليونان ثلاث حالات جديدة.
- أكدت إيران 205 حالات جديدة وتسع وفيات، ليصل العدد الكلي إلى 593 مصابين و 43 ضحية.
- أكد العراق إصابة خمسة أشخاص جدد، ليصل عدد المصابين الكلي إلى 13.
- أعلنت أيرلندا عن الحالة الأولى في البلاد.
- أكدت إيطاليا 239 إصابة جديدة و 8 وفيات، ليصل العدد الكلي إلى 1,128 حالة و 29 وفاة.
- أكد لبنان ثلاث حالات جديدة، ليصل عدد الحالات الكلي إلى 7.
- أكدت لوكسمبورغ الإصابة الأولى في البلاد.
- أكدت المكسيك إصابتين جديدتين مرتبطين بالسفر إلى إيطاليا.
- أكدت هولندا أربع إصابات جديدة ليصبح العدد الإجمالي ست إصابات. شُخصت الحالة السابعة في وقت لاحق.
- أكدت النرويج تسع إصابات جديدة، ليصل العدد الكلي للإصابات إلى 15.[210]
- أكدت باكستان إصابتين جديدتين، ليصل عدد المصابين الكلي إلى 4.
- أكدت قطر الحالة الأولى في البلاد لمواطن قطري قادم من إيران.
- أكدت سنغافورة أربع حالات جديدة، ليصل عدد المصابين الكلي إلى 102.[211]
- أكدت كوريا الجنوبية 594 حالة جديدة، ليرتفع العدد الكلي للإصابات إلى 2,931. ارتفع العدد إلى 3,150 بعد تشخيص 219 حالة جديدة. أُعلن عن وفاة أخرى ليصبح عدد الوفيات 17. أُعلن أيضًا عن أولى حالات عودة العدوى.
- أكدت إسبانيا 26 حالة جديدة، ليصل عدد المصابين الكلي إلى 58.
- أعلنت السويد عن حالتين جديدتين، ليصل عدد المصابين الكلي إلى 13.
- أكدت سويسرا ثلاث حالات جديدة، ليصل عدد المصابين الكلي إلى 18.[209]
- أكدت تايوان خمس إصابات جديدة، ليصل عدد المصابين الكلي إلى 39.
- أكدت تايلاند الحالة الثانية والأربعين في البلاد.
- أكدت المملكة المتحدة ثلاث إصابات جديدة، ليصل عدد المصابين الكلي إلى 23.[212]
- أكدت الولايات المتحدة الأمريكية الوفاة الأولى الناتجة عن الفيروس لرجل في ولاية واشنطن قرب سياتل. أعلنت الدولة أيضًا عن حالتين جديدتين، ليصل عدد المصابين الكلي إلى 68.

### 26 فبراير
تقرير الحالة 37 لمنظمة الصحة العالمية: أشار المدير العام لمنظمة الصحة العالمية تيدروس أدهانوم إلى أن «14 دولة لديها إصابات لم تعلن عنها لمدة أكثر من أسبوع، والأهم من ذلك أن عددًا من الدول أخفت الحالات مدة أكثر من أسبوعين: بلجيكا وكمبوديا وفنلندا والهند ونيبال والفلبين والاتحاد الروسي وسريلانكا والسويد».
- أكدت أستراليا الحالة الثالثة والعشرين في البلاد.
- أكدت البحرين ثلاث حالات جديدة ليصبح مجموع المصابين 26. لاحقًا خلال المساء أكدت سبع حالات جديدة ليصبح عدد المصابين 33.
- أكدت كندا حالة جديدة في تورنتو لامرأة سافرت مؤخرًا إلى إيران، ليصل عدد المصابين الكلي إلى 12.[167]
- أكدت كرواتيا الإصابتين الثانية والثالثة في البلاد، المصاب الثاني هو الشقيق التوأم للأول أما الثالث فهو شخص يعمل في إيطاليا.
- أعلنت فنلندا عن الحالة الثانية في البلاد.[168]
- أكدت فرنسا ثلاث حالات جديدة، ليصل عدد المصابين الكلي إلى 17. أعلنت أيضًا عن الوفاة الثانية الناتجة عن المرض لرجل فرنسي بعمر 60 سنة شُخص له المرض في الليلة السابقة. شُخصت الحالة الثامنة عشر لاحقًا خلال اليوم.
- أعلنت جورجيا عن الحالة الأولى في البلاد، لمواطن جورجي عائد من إيران.[169]
- أعلنت ألمانيا عن خمس حالات جديدة. بحلول نهاية اليوم وصل العدد الكلي للحالات في البلاد إلى 27.[170]
- أكدت اليونان الحالة الأولى في البلاد لامرأة بعمر 38 سنة سافرت منذ فترة قريبة إلى إيطاليا.
- أعلنت هونغ كونغ ست حالات جديدة، من بينهم شخصان كانا على متن أميرة الألماس، ليصل عدد المصابين الكلي إلى 91.
- أكدت إيطاليا 51 حالة جديدة ليصل العدد الكلي إلى 374. أكدت الدولة أيضًا الوفاة الثانية عشرة نتيجة الفيروس. خلال المساء أعلنوا أيضًا عن 27 حالة جديدة تلتها 54 حالة أخرى، لكن ثبت وجود حالتين من الإيجابية الكاذبة.
- أعلنت إيران عن أربع وفيات جديدة ليصل عدد الوفيات إلى 19. تأكدت 44 إصابة جديدة ليصل عدد المصابين إلى 139.[171]
- أكدت اليابان الوفاة الثانية الناتجة عن الفيروس. أعلنت أيضًا عن تأكيد خمس إصابات جديدة في ناغويا. تأكدت وفاة ثالثة في وقت لاحق.
- أكدت دولة الكويت عن ارتفاع عدد المصابين إلى 12 بتأكيد إصابة جديدة. لاحقًا خلال اليوم أكدوا أن العدد الكلي للمصابين وصل إلى 25.
- أكد لبنان الإصابة الثانية في البلاد.[172]
- أكدت مقدونيا الشمالية الحالة الأولى لامرأة عائدة مؤخرًا من إيطاليا.
- أكدت النرويج الإصابة الأولى في البلاد لشخص عائد من زيارة إلى الصين.[173]
- أكدت باكستان الإصابة الأولى لرجل بعمر 22 سنة سافر إلى إيران، وأكدت الحالة الثانية أيضًا دون تفاصيل.
- أكدت رومانيا الإصابة الأولى في البلاد.
- أكدت روسيا ثلاث إصابات جديدة لأشخاص كانوا على متن سفينة أميرة الألماس السياحية، ليصل العدد الكلي إلى 5.[174]
- أكدت سنغافورة إصابتين جديدتين، ليصل العدد الكلي إلى 93.[175]
- أكدت إسبانيا خمس إصابات جديدة من بينها رجل نُقل إلى المشفى في إشبيلية بعد وصول نتائج تحاليله إيجابية ليصل العدد الكلي إلى 12. كانت هذه الحالة المؤكدة الأولى في المنطقة الجنوبية من الأندلس. أُعلن لاحقًا عن حالة مؤكدة أخرى في جزر الكناري.
- أكدت كوريا الجنوبية 169 إصابة جديدة ليصل عدد المصابين الكلي إلى 1,146. سجلت البلاد وفاة إضافية ليصل عدد الوفيات إلى 12. في فترة بعد الظهر أعلنت البلاد عن 115 إصابة جديدة ليصل عدد المصابين الكلي إلى 1261.[176]
- أعلنت السويد عن إصابة جديدة هي الثانية في البلاد.
- أكدت تايوان الإصابة الثانية والثلاثين في البلاد.
- أكدت تايلاند ثلاث إصابات جديدة، ليصل عدد المصابين الكلي إلى 40.[177]
- أكدت الولايات المتحدة الأمريكية ثلاث حالات جديدة إحداها حالة محلية في كاليفورنيا دون قصة سفر حديث العهد، واثنتان لراكبين كانا على متن أميرة الألماس، ليصل عدد المصابين الكلي إلى 60.
- شهدت سفينة أميرة الألماس إعلان 14 إصابة جديدة، ليصل العدد إلى 705 أشخاص على متن السفينة. يُقدر أن عدد ركاب السفينة الذين قد يكونون مصابين على متن السفينة أكبر مما كان متوقعًا.
- للمرة الأولى، دخلت حالة جديدة إلى الصين منتقلة من دولة أخرى لمريض مسافر من إيران.[178]

### 27 فبراير
تقرير الوضع 38 لمنظمة الصحة العالمية:
- أعلنت النمسا عن الحالة الثالثة في البلاد والأولى في فيينا.[179]
- أكدت كندا أولى حالات الانتقال بين شخص وآخر في تورنتو، وهو زوج امرأة سافرت من إيران، ليصل عدد المصابين الكلي إلى 13. أعلنت الدولة لاحقًا عن حالة مشتبه بها في الكيبك لمريض سافر منذ فترة إلى إيران. كانت هذه الحالة المشبوهة هي الأولى في المقاطعة والرابعة عشر في كندا.[180]
- أعلنت الصين من خلال اللجنة الصحية الوطنية عن 433 إصابة جديدة و 29 وفاة جديدة على بر الصين الرئيسي. من بينها 409 حالة و 26 وفاة في مقاطعة هوبي.
- أكدت الدنمارك الوفاة الأولى في البلاد لشخص عائد منذ فترة قريبة من إيطاليا.
- أعلنت إستونيا عن الحالة الأولى في البلاد لرجل إيراني عائد من إيران.[181]
- أعلنت فرنسا عن 20 إصابة جديدة، ليرتفع عدد المصابين على 38.
- شهدت ألمانيا الإعلان عن حالة جديدة في ولاية شمال الراين وستفاليا. في المساء أُعلن عن 14 حالة جديدة في الولاية ذاتها، ليصل عدد المصابين الكلي إلى 40، ثم عاد العدد للارتفاع ليصل إلى 45 في اليوم ذاته.
- أكدت اليونان حالتين جديدتين هما ابنة المريض الأول وامرأة أخرى في أثينا، ليصل العدد الكلي إلى ثلاثة مصابين.[182]
- أعلنت هونغ كونغ عن حالتين جديدتين لامرأتين أصيبتا بالعدوى بعد زيارة معبد في هونغ كونغ يقع في مركز المنطقة الموبوءة بكوفيد-19. أدى ذلك إلى ارتفاع عدد المصابين الكلي إلى 93.
- أعلنت إيران عن وفاة 22 شخص من بين 141 مصاب بالفيروس. أعلن رئيس لجنة الأمن القومي الإيراني مجتبى ذو النور عن إصابته بالفيروس. أعلنت إيران لاحقًا عن ارتفاع الحصيلة إلى 26 وفاة و 245 مصاب. وصلت نتيجة التحليل إيجابية لنائب رئيس البلاد لشؤون المرأة والأسرة معصومة ابتكار.[183]
- أعلن العراق عن حالة جديدة مرتبطة بالسفر إلى إيران، وهي الحالة السادسة في البلاد والأولى في بغداد. في وقت لاحق من اليوم ذاته أُعلن عن حالة أخرى في كركوك.
- أعلنت إسرائيل عن حالة جديدة هي الثالثة في إسرائيل لشخص كان قد سافر إلى إيطاليا.[184]
- أعلنت إيطاليا عن وفاة مريضين آخرين لتصل حصيلة الوفيات إلى 14. أعلنت وكالة الحماية المدنية عن ارتفاع عدد الحالات المثبتة إلى 528. لاحقًا خلال اليوم أُعلن عن وفاة ثلاثة أشخاص جدد ليصل عدد الوفيات إلى 17، وارتفاع عدد الحالات المثبتة إلى 650. في نهاية اليوم، وصل عدد الحالات الكلي إلى 655. شُخصت الإصابة بالفيروس لدى العمدة بييترو مازوتشي من بورجونوفو فال تيدوني.[171]
- أعلنت اليابان عن 17 حالة جديدة. أكدت حالة لمريض متعافٍ أصيب مرة أخرى بكوفيد-19. ارتفع العدد الكلي للإصابات المحلية إلى 186. توفي شخص ثامن هو رجل ياباني في الثمانينيات من العمر كان يعيش على جزيرة هوكايدو في أقصى الشمال الياباني. إضافة إلى ذلك، طلب رئيس الوزراء شينزو آبي إغلاق جميع المدارس الابتدائية والمتوسطة والثانوية حتى أواخر آذار.
- أكدت دولة الكويت أن مجموع الحالات الكلي في البلاد هو 43 شخصًا سافروا جميعًا إلى إيران منذ فترة قريبة.
- أعلن لبنان عن الإصابة الثالثة لشخص سافر منذ فترة قريبة إلى إيران.[185]
- أكدت ماليزيا حالة إضافية لامرأة سافرت منذ فترة قريبة إلى اليابان، ليصل عدد المصابين الكلي إلى 23. كانت هذه الحالة أولى الحالات الواردة من اليابان.
- أعلنت هولندا عن الإصابة الأولى في البلاد لشخص قادم من إيطاليا.
- أكدت نيجيريا الإصابة الأولى لمواطن إيطالي يعمل في نيجيريا عائد من ميلانو. كانت هذه الحالة الأولى المشخصة في أفريقيا جنوب الصحراء الكبرى.
- أعلنت النروج عن ثلاث حالات جديدة، ليصل عدد المصابين الكلي إلى 4.[186]
- أعلنت سلطنة عمان عن حالة إضافية هي الخامسة في البلاد. أُعلن عن حالة جديدة لاحقًا خلال اليوم لشخص سافر من إيران.
- أعلنت سان مارينو عن الحالة الأولى في البلاد.
- أكدت سنغافورة ثلاث إصابات جديدة، ليصل عدد المصابين الكلي إلى 96.
- أعلنت كوريا الجنوبية عن 505 إصابات جديدة، ليصل عدد المصابين الكلي إلى 1766.[177]
- شهدت إسبانيا إعلان حالة جديدة في فالنسيا وحالتين في مدريد. أُعلن عن حالة أخرى في برشلونة. بحلول بداية المساء، وصل العدد الكلي للحالات المثبتة إلى 22. في المساء أُعلن عن تشخيص ست حالات جديدة في فالنسيا.
- أكدت السويد خمس إصابات جديدة.[187]
- أعلنت سويسرا عن وصول عدد المصابين إلى 8.
- أعلنت الإمارات العربية المتحدة تعافي مصابَين وست حالات جديدة، ليصل العدد الكلي إلى 19. شهدت أيضًا حالتين مشتبهَتين مرتبطتين بفعالية للدراجات الهوائية ما أدى إلى إلغائها.
- أكدت المملكة المتحدة حالتين جديدتين. لاحقًا في المساء، أُعلنت حالة جديدة هي السادسة عشرة في البلاد والأولى في شمال أيرلندا لشخص قادم من إيطاليا.[178]

### 28 فبراير
تقرير الوضع 39 لمنظمة الصحة العالمية:
- أكدت أستراليا إصابة جديدة لراكب سابق على متن سفينة أميرة الألماس السياحية، ليصل العدد الكلي للإصابات إلى 24.
- أكدت أذربيجان الإصابة الأولى في البلاد لمواطن روسي عائد من إيران.[189]
- أعلنت البحرين عن ثلاث إصابات جديدة، ليصل العدد الكلي إلى 36. أُكدت حالتان جديدتان لاحقًا خلال اليوم لشخصين عائدين من إيران أحدهما سعودي الجنسية.
- أكدت بيلاروس الإصابة الأولى في البلاد لطالب من إيران.
- أعلنت كندا عن حالتين جديدتين ليصبح العدد الكلي للمصابين 16.[190]
- أكدت الصين 327 إصابة جديدة مؤكدة منها 318 داخل مقاطعة هوبي. حدثت 44 وفاة منها 41 في هوبي.
- أكدت كرواتيا حالتين جديدتين ليصل عدد المصابين إلى 5.
- أكدت الدنمارك إصابة جديدة هي الثانية في البلاد.
- أكدت فنلندا إصابة جديدة هي الثالثة في البلاد.
- أعلنت فرنسا عن حالتين جديدتين ليصل عدد المصابين إلى 40. ارتفع عدد المصابين لاحقًا إلى 57.
- أكدت جورجيا الإصابة الثانية في البلاد لمريض عائد من إيطاليا. ذُكر إدخال 18 شخص إلى الحجر الصحي بسبب ذلك.[191]
- أعلنت ألمانيا عن وصول عدد الحالات إلى «نحو الستين»، تبعًا لمسؤول رسمي في وزارة الصحة.
- أكدت اليونان حالة جديدة لمريض سافر مؤخرًا إلى إيطاليا، وهي الحالة الرابعة في البلاد.[192]
- أكدت هونغ كونغ إصابة جديدة هي الرابعة والتسعون في البلاد لمريض كان على متن سفينة أميرة الألماس.
- أكدت أيسلندا إصابة هي الأولى في البلاد لمريض عائد من إيطاليا.[193]
- أكدت إيران 143 حالة جديدة وست وفيات، ليصل العدد الكلي إلى 388 مصاب و 32 وفاة. وصلت نتائج التحاليل إيجابية لأربع نواب إيرانيين.
- أكد العراق الحالة الثانية في البلاد لمريض عائد من إيران.
- أكدت إسرائيل الحالة الثانية المشخصة لزوجة المصاب الأول بالفيروس. أُعلن لاحقًا عن خمس حالات جديدة ليصبح العدد الكلي سبع مصابين. من هذه الحالات إسرائيلي كان قد تعافى في اليابان، ثم شُخصت له الإصابة بعد عودته.
- أعلنت إيطاليا عن أربع وفيات جديدة ليصل عدد الوفيات إلى 21. ارتفع عدد الحالات المشخصة من 650 إلى 888.[194]
- أعلنت اليابان عن وفاة إضافية ليصل عدد الوفيات إلى 5. أكدت أيضًا 12 إصابة جديدة في هوكايدو. أكدت اليابان أيضًا وفاة أخرى لمواطن من أصل بريطاني كان على متن أميرة الألماس، ليصبح الضحية الأجنبية الأولى على السفينة السياحية.
- أعلنت دولة الكويت عن حالتين جديدتين، ليصل عدد المصابين الكلي إلى 45.
- أكد لبنان الإصابة الرابعة في البلاد لمواطن سوري مثل الحالة الأولى من الانتقال المحلي للفيروس.[195]
- أكدت ليتوانيا الحالة الأولى في البلاد لامرأة قادمة من إيطاليا.
- أكدت ماليزيا حالتين جديدتين، ليصل عدد المصابين الكلي إلى 25.
- أعلنت المكسيك عن تشخيص أول حالتين في البلاد لشخصين عائدين من رحلة إلى إيطاليا.
- أعلنت موناكو عن الإصابة الأولى فيها.[196]
- أكدت نيوزيلاند عن الحالة الأولى في البلاد لرجل عائد من إيران منذ فترة قريبة.
- أكدت هولندا الحالة الثانية في البلاد.
- أكدت النرويج حالتين جديدتين، أدت الثانية منهما إلى تداعيات خطرة. كانت الحالة الأولى لشخص قادم من إيطاليا وصل تحليله الفيروسي إيجابيًا، أما الثانية فكانت لشخص يعمل في أحد مستشفيات أوسلو بعد عودته من إيطاليا. وفقًا للتوصيات المعيارية طُلب من المصاب متابعة عمله بشكل طبيعي لأنه لم يشعر بأي أعراض، بالإضافة إلى أنه عمل مع عدد كبير من المرضى ليومين قبل وصول النتائج الإيجابية للتحليل. وصل عدد الحالات المثبتة في النرويج إلى 6.[197]
- أكدت رومانيا إصابتين جديدتين لشخصين قادمين من إيطاليا.
- أكدت سنغافورة إصابتين جديدتين ليصبح العدد الكلي للمصابين 98.
- أكدت إسبانيا وصول عدد المصابين إلى 32.
- أكدت كوريا الجنوبية 256 إصابة جديدة، ليصل عدد المصابين الكلي إلى 2,022. سُجلت ثلاث وفيات جديدة ليرتفع عدد الوفيات إلى 16. في وقت لاحق ارتفع عدد الوفيات إلى 2,337.
- أكدت السويد أربع إصابات جديدة، ليصل عدد المصابين الكلي إلى 11.[198]
- ارتفع عدد الإصابات في سويسرا إلى 15.
- أكدت تايوان إصابتين جديدتين، ليصل عدد المصابين إلى 34.
- أكدت تايلاند إصابة جديدة، ليصل عدد المصابين إلى 41.[199]
- أعلنت المملكة المتحدة عن وصول عدد الحالات في البلاد إلى 20، الأخيرة منها منتقلة محليًا من مصدر غير معروف.
- أكدت الولايات المتحدة الأمريكية إصابة أربعة أشخاص جدد من بينهم شخصان كانا على متن أميرة الألماس. أكدت سلطات ولاية واشنطن لاحقًا إصابتين مشتبهتين جديدتين، ليصل العدد الكلي للإصابات إلى 66. أحد المصابين عاد حديثًا من كوريا الجنوبية، والحالة الأخرى غير متعلقة بذلك ومنتقلة محليًا.[200]
- اكتُشف وجود فيروس سارس كوف 2 للمرة الأولى في دموع المصاب وإفرازات الملتحمة العينية لديه (التهاب الملتحمة) للمرة الأولى. لوحظ هذا الأمر لدى مريض واحد من بين 30 أُجريت عليهم التجربة. كتب القائمون على الدراسة: «في دراستنا لهذه العينة الصغيرة، استخدمنا أوراق اختبار الملتحمة للحصول على الدموع وإفرازات الملتحمة للمرضى الثلاثين من أجل تقييم معياري بتفاعل البلمرة المتسلسلة للنسخ العكسي. وُجد الحمض النووي للفيروس لدى مريض واحد فقط من بين المصابين بالتهاب الملتحمة في سائل الدموع ومفرزات الملتحمة مرتين».[201]

### 29 فبراير
تقرير الحالة 40 لمنظمة الصحة العالمية:
- أكدت أستراليا حالة جديدة، ليصل عدد المصابين الكلي إلى 25.[203]
- أكدت النمسا 4 إصابات جديدة، ليصل عدد المصابين الكلي إلى 10.[204]
- أعلنت أذربيجان عن إصابتين جديدتين لمريضين عائدين من إيران.[205]
- أكدت البحرين ثلاث إصابات جديدة لمرضى سافروا إلى إيران، ما رفع العدد الكلي للمصابين إلى 41.[206]
- أكدت البرازيل الإصابة الثانية، لرجل بعمر 32 سنة قادم من مدينة ميلانو الإيطالية.
- أكدت كندا أربع حالات جديدة، ليصل عدد المصابين الكلي إلى 20.
- أكدت الصين 427 حالة جديدة منها 423 في مقاطعة هوبي، ليصل عدد المصابين الكلي إلى 79,251. سُجلت 47 وفاة جديدة، ليصل عدد الوفيات إلى 2,835.
- أكدت كرواتيا الحالة السادسة في البلاد.[207]
- أكدت الدنمارك الحالة الثالثة في البلاد لشخص عائد منذ فترة قريبة من رحلة إلى مدينة ميونخ الألمانية حيث التقى بشخص آخر ثبتت إصابته بالفيروس فيما بعد.
- أكدت الإكوادور الحالة الأولى في البلاد لامرأة عادت منذ فترة قريبة من رحلة إلى إسبانيا.
- أكدت فرنسا 16 إصابة جديدة، ما رفع العدد الكلي للمصابين إلى 73. تأكدت حالات جديدة فيما بعد ليصل عدد المصابين إلى 100.[208]
- أكدت جورجيا حالة جديدة هي الثالثة في البلاد.[209]
- وصل عدد الحالات المثبتة في ألمانيا إلى 66.
- أكد اليونان ثلاث حالات جديدة.
- أكدت إيران 205 حالات جديدة وتسع وفيات، ليصل العدد الكلي إلى 593 مصابين و 43 ضحية.
- أكد العراق إصابة خمسة أشخاص جدد، ليصل عدد المصابين الكلي إلى 13.
- أعلنت أيرلندا عن الحالة الأولى في البلاد.
- أكدت إيطاليا 239 إصابة جديدة و 8 وفيات، ليصل العدد الكلي إلى 1,128 حالة و 29 وفاة.
- أكد لبنان ثلاث حالات جديدة، ليصل عدد الحالات الكلي إلى 7.
- أكدت لوكسمبورغ الإصابة الأولى في البلاد.
- أكدت المكسيك إصابتين جديدتين مرتبطين بالسفر إلى إيطاليا.
- أكدت هولندا أربع إصابات جديدة ليصبح العدد الإجمالي ست إصابات. شُخصت الحالة السابعة في وقت لاحق.
- أكدت النرويج تسع إصابات جديدة، ليصل العدد الكلي للإصابات إلى 15.[210]
- أكدت باكستان إصابتين جديدتين، ليصل عدد المصابين الكلي إلى 4.
- أكدت قطر الحالة الأولى في البلاد لمواطن قطري قادم من إيران.
- أكدت سنغافورة أربع حالات جديدة، ليصل عدد المصابين الكلي إلى 102.[211]
- أكدت كوريا الجنوبية 594 حالة جديدة، ليرتفع العدد الكلي للإصابات إلى 2,931. ارتفع العدد إلى 3,150 بعد تشخيص 219 حالة جديدة. أُعلن عن وفاة أخرى ليصبح عدد الوفيات 17. أُعلن أيضًا عن أولى حالات عودة العدوى.
- أكدت إسبانيا 26 حالة جديدة، ليصل عدد المصابين الكلي إلى 58.
- أعلنت السويد عن حالتين جديدتين، ليصل عدد المصابين الكلي إلى 13.
- أكدت سويسرا ثلاث حالات جديدة، ليصل عدد المصابين الكلي إلى 18.[209]
- أكدت تايوان خمس إصابات جديدة، ليصل عدد المصابين الكلي إلى 39.
- أكدت تايلاند الحالة الثانية والأربعين في البلاد.
- أكدت المملكة المتحدة ثلاث إصابات جديدة، ليصل عدد المصابين الكلي إلى 23.[212]
- أكدت الولايات المتحدة الأمريكية الوفاة الأولى الناتجة عن الفيروس لرجل في ولاية واشنطن قرب سياتل. أعلنت الدولة أيضًا عن حالتين جديدتين، ليصل عدد المصابين الكلي إلى 68.

## الأحداث وردات الفعل والإجراءات في بر الصين الرئيسي

### 1 فبراير
أُلغيت الرسوم والتعرفة الخاصة بالولايات المتحدة الأمريكية على المواد المستوردة المتبرع بها للوقاية من الجائحة والسيطرة عليها.
أصدرت وزارة البيئة توجيهًا خلال المساء للتخلص من مواد الفضلات الطبية ومراقبة مياه المجاري وتنظيم معالجة مياه الفضلات الطبية للإسعاف وتعقيم المستلزمات، وذلك بهدف منع انتشار فيروس كورونا عبر البراز والمجاري، بعد أن وصل تحليل البراز إيجابيًا لأحد المرضى.
أعلنت مديرية الشؤون المدنية في مقاطعة هوبي تعليق تسجيل الزواج بدءًا من الثالث من فبراير 2020.
طبقت مدينة هوانغقانغ في هوبي تدابير أكثر تشددًا، لتسمح لشخص واحد فقط من كل منزل بالخروج كل يومين إلى الشارع من أجل شراء المستلزمات المنزلية إلا إذا كان الأمر متعلقًا بسبب طبي أو بهدف التحكم بالجائحة أو كعمال في المتاجر.
أعلنت مجموعة علي بابا التجارية خدمة مجانية لسيارات الأجرة للعاملين في المجال الصحي في ووهان.
طلبت حكومة خنان من الشركات في المقاطعة عدم متابعة نشاطها قبل الساعة 12 ليلًا في التاسع من فبراير؛ لن يبدأ الفصل الدراسي الجديد قبل 17 فبراير للمدارس الابتدائية والمتوسطة ورياض الأطفال، و 24 فبراير للمدارس والمعاهد بعد المرحلة المتوسطة. أصدرت حكومة تيانجين توجيهات بتأجيل استئناف الأعمال وبداية الفصل الدراسي الجديد.
حولت مدينة هوانغقانغ في هوبي المركز الطبي الإقليمي لجبل دابي إلى مشفى للحالات الإسعافية بإضافة 1,000 سرير جديد. كان مشفى هوو شين شان يعمل بصورة كاملة في الساعة 23:49.
تنازلت لجنة إدارة الضمانات الصينية لوائح عام 2020 للرسوم السنوية التي يجب أن تدفعها الشركات في هوبي لسوق البورصة.
أصدر الاتحاد الصيني لمؤسسات الإذاعة والتلفزيون بيانًا بإيقاف تصوير جميع الأفلام والمسلسلات على أراضي بر الصين الرئيسي طوال فترة الجائحة.
أُعيد 310 مواطنين إلى هوبي من تايلاند وماليزيا واليابان.
أغلقت شركة آبل جميع متاجرها في الصين مؤقتًا حتى الساعة 12 ليلًا في التاسع من فبراير.
أعلنت اللجنة الوطنية للصحة عن تعليمات جديدة يوم السبت بإحراق جثث جميع ضحايا فيروس كورونا في أقرب منشأة مجهزة لذلك. «لا يمكن إجراء مراسم وداعية أو تعازي تتضمن جثة المتوفي» وفقًا للقانون الجديد.
أعلن الاتحاد الدولي لكرة الريشة عن تأجيل دورة لينغشوي الصينية للمحترفين عام 2020، والتي كان من المخطط انعقادها بين الخامس والعشرين من فبراير والأول من مارس.

### 2 فبراير
أعلنت إدارة ووهان لمكافحة الأوبئة واتقائها استملاك مجموعة جوينتاون الدوائية إدارة مستودعات الصليب الأحمر في ووهان بعد أيام من الفضائح التي كشفت عجز الصليب الأحمر والتأخير الكبير في تأمين موارد التبرعات وسوء التوزيع الواضح غير المبرر للمستلزمات الطبية الضرورية.
في اليوم ذاته، أصدر مركز قيادة إدارة ووهان لمكافحة الأوبئة واتقائها مجموعة من وصفات الطب التقليدي الصيني «للمساعدة على علاج العدوى» بحسب زعمهم. تلت هذه الحركة توصية اللجنة الوطنية للصحة في الثاني والعشرين من يناير باستخدام الطب التقليدي الصيني لعلاج الداء. يحوي البيان الرسمي الذي يذكر الوصفة توجيهات بعلاج جميع المصابين في ووهان بالطب التقليدي الصيني.
أعلنت مدينة ونجو في مقاطعة جيجيانغ تطبيق الإجراءات الطبية ذاتها لمدينة هوانغقانغ، حيث يمكن لكل منزل إرسال شخص واحد فقط كل يومين إلى الخارج من أجل شراء الحاجيات اليومية، من الساعة 00:00 في 2 فبراير حتى الساعة 24:00 في 8 فبراير.
اكتمل بناء مشفى هوو شين شان في الصباح ونُقلت ملكيته إلى الجيش، وذلك قبل الموعد المتوقع بنصف يوم.
سمحت هوبي ببيع الأقنعة الطبية المستوردة ومعادة الاستيراد غير المرخصة في الصين ضمن أسواق المقاطعة.
مددت وزارة النقل مدة التنقلات المجانية بالحافلات الصغيرة لمهرجان ربيع 2020 حتى الساعة 24:00 في 8 فبراير 2020.
أعلنت ميتوان عن مبادرة لتعقيم كافة الدراجات الهوائية المشتركة في ثمان مدن رئيسية بغض النظر عن العلامة التجارية.
أعلنت حكومة ووهان قرار الحجر الصحي «لكافة المرضى المشتبه بإصابتهم والذين يُحتم اختلاطهم بإصابة مؤكدة» الذي دخل حيز التنفيذ فور صدوره. جاء في القرار «على المرضى أن يتعاونوا. كل من يرفض التعاون سيخضع للعقاب من قبل الشرطة».
طلب رئيس الوزراء الصيني لي كه تشيانغ من الاتحاد الأوروبي تسهيل بيع المستلزمات الطبية «من خلال قنوات تجارية» على حد تعبيره، تبعًا لبيان تابع للحكومة الصينية، قالت رئيسة المفوضية الأوروبية أورسولا فور دين لاين أن الاتحاد الأوروبي سوف يفعل ما بوسعه لتقديم المساعدة إلى الصين.
بدأ مصنع جديد للأقنعة الطبية بالعمل في بكين، بعد سبعة أيام فقط من تقديم الاقتراح والحصول على كامل التراخيص في 31 يناير. يُذكر أن هذا المصنع «يمكنه إنتاج عشرات الملايين من الأقنعة كل شهر».

### 3 فبراير
انتهت عطلة رأس السنة الصينية بعد تمديدها لمدة أسبوع. أُعيد افتتاح البورصة على بر الصين الرئيسي، هبطت بورصة شنغهاي بمعدل 7.72% وبورصة شنتشن بمعدل 8.45%. هبط سعر صرف اليوان الصيني مقال الدولار الأمريكي بمقدار 7.00، إذ افتُتح بـ 6.9249 وأُغلق بـ 7.0257.
في ووهان، تولت القوى البرية لجيش التحرير الشعبي إيصال المستلزمات الطبية. قال مصدر عسكري: «أدركت القيادة في بكين أن جميع نقاط التوصيل في هوبي ووهان كانت تعاني من مشاكل في التوصيل، وهناك بعض الانتهازيين الذين يستغلون هذه الأزمة لجمع الأموال».
خضع 4,000 راكب على سفينة الحلم العالمي السياحية للحجر الصحي بعد اكتشاف أربع حالات إيجابية على متن السفينة.

### 4 فبراير
قدم بنك الصين الشعبي 500 مليار يوان (71 مليار دولار تقريبًا) من السيولة المالية إلى النظام المالي للبلاد يوم الثلاثاء، وذلك بعد تقديم مبلغ 1.2 بليون يوان (أكثر من 170 مليار دولار) في اليوم السابق.
يحقق مستوردو الغاز الطبيعي السائل المدعومون من قبل الدولة في موضوع فرض القوة القاهرة لإيقاف عقود الغاز الطبيعي السائل القائمة، إذ قلل انتشار فيروس كورونا من الحاجة إلى الطاقة.

### 5 فبراير
أعلنت اللجنة الوطنية الصينية للصحة عن معيار التشخيص الخامس. من أجل هوبي، لم تعد نتائج التصوير المقطعي المحوسب ضرورية من أجل إعلان الحالة المشتبهة، ويمكن الآن إجراء «التشخيص السريري» اعتمادًا على «الصفات الشعاعية لذات الرئة»، دون الحاجة إلى إجراء اختبارات للحمض النووي. بالنسبة إلى الحالات المشتبهة، أُدخلت «الأعراض الصدرية» كجزء من معايير التشخيص على امتداد البلاد.
أعلنت الصين عن 200 مليون يوان (28.56 مليون دولار أمريكي) إضافية كمساعدات خاصة من أجل إنشاء المراكز العلاجية.
دخل المشفى الميداني الأول حيز التنفيذ. أما المشافي الرئيسية في ووهان فلن تستقبل اليوم إلا الحالات المهمة (المؤكدة أو المشتبهة)؛ يجب توجيه بقية المرضى والمرضى المستقبليين إلى المشافي الميدانية أو إلى نقاط الحجر المحلية.
تقدم معهد ووهان لأبحاث الفيروسات للحصول على براءة اختراع الدواء ريمديسيفير المضاد للفيروسات لشركة غيلياد ساينسز واستخدامه لعلاج فيروس كورونا المستجد 2019 في الصين. لم يكن منح براءة الاختراع من قبل السلطات الصينية مؤكدًا، لكن براءة الاختراع كانت لتعطي الصين أفضلية في التفاوض على أجور الترخيص مع غيلياد. ذكر المعهد أنه تقدم بطلب براءة الاختراع «انطلاقًا من المصلحة الوطنية، ولن يمارس حقوق براءة الاختراع إذا عملت الشركات الدوائية الأجنبية مع الصين من أجل السيطرة على العدوى». يبدي السعي إلى الحصول على براءة اختراع بدلًا من رخصة بيع إلزامية بعض الحساسية على الجانب الصيني والرغبة في إكرام حقوق الملكية الفكرية لشركة غيلياد. تعمل غيلياد مع الصين في المرحلة الثالثة من التجارب السريرية هناك.

### 6 فبراير
اعتذرت مدينة دالي الصينية عن اعتراض نقل 300 ألف قناع طبي كانت مرسلة كمساعدات طبية عاجلة إلى تشونغتشينغ ومصادرتها، وتعد بإعادة كامل هذه الأقنعة.
أُجلت بداية الفصل الدراسي الجديد حتى نهاية فبراير على أقل تقدير في جيجيانغ وجيانغسو وتشونغشينغ وشنغهاي.
اتخذت سلطات سيشوان وغوانغدونغ إجراءات لمساعدة الشركات الصغيرة والمتوسطة على مواجهة الوباء.
أصدرت وكالة تينسنت للأنباء بيانًا تقول فيه أن الصور المأخوذة من خدمة تعقب الجائحة لتينسنت المنتشرة على الإنترنت حاليًا والتي تظهر أرقامًا مرتفعة جدًا هي صور مزيفة.
أعلنت الصين عن نيتها خفض التعرفة على البضائع المستوردة من أمريكا التي تبلغ قيمتها 75 مليار دولار إلى النصف، وعلقت وكالة الأنباء الصينية الرسمية غلوبال تايمز أن الصين تفكر في استخدام بند الكوارث في اتفاقية التجارة الأمريكية الصينية المرحلة 1، والتي وُقعت في الشهر الماضي.

### 7 فبراير
توفي الدكتور لي وين ليانغ. كان وين ليانغ طبيب أمراض عينية بعمر 34 سنة يعمل في المشفى المركزي في ووهان وواحدًا من ثمانية أطباء حاولوا نشر المعلومات حول فيروس كورونا في بداية انتشاره، ليتلقى التوبيخ والتهديد من شرطة ووهان. يُعتقد أنه التقط الفيروس من خلال احتكاكه مع المرضى وعلاجهم في يناير. أُعلن عن وفاته نتيجة اختلاطات العدوى في الساعة 2:58 فجرًا بالتوقيت المحلي.
في السابع من فبراير، قدمت الهيئة المشتركة للدفاع والسيطرة التابعة لمجلس الوزراء مخططًا بنموذج «مقاطعة واحدة لكل مدينة»، من خلال هذه الخطة توجه المقاطعات الستة عشر مساعدات طبية لكل مدينة في هوبي باستثناء ووهان.
فُرض حظر مؤقت على بيع أدوية الحمى والسعال، بدلًا من ذلك طُلب من المواطنين التوجه إلى الطبيب من أجل فحصهم.

### 8 فبراير
أعلنت سيشوان وشنغهاي عن إجراءات لدعم الشركات وخفض الأسعار، من ضمنها إجراءات يُقدر بأنها سوف تخفض 30 مليار يوان (4.3 مليار دولار) في شنغهاي.
أعلنت اللجنة الوطنية للتنمية والإصلاح تخصيص مبلغ 200 مليون يوان (28.66 مليون دولار) لمقاطعة هوبي من أجل تحسين السعة العلاجية للمرضى المصابين بإنتانات شديدة.
بدأ مشفى لي شين شان العمل.
أعلنت اللجنة الوطنية الصينية للصحة عن الأسماء والاختصارات الرسمية المؤقتة لذات الرئة في الصينية والإنجليزية.

### 10 فبراير
عاد العمل إلى الحالة الطبيعية في 30 قطاعًا على مستوى المقاطعات الصينية ما عدا هوبي.
ارتفعت أسعار الطعام في الصين خلال شهر يناير. تبعًا لمؤشر أسعار المستهلكين، ارتفع سعر لحم الخنزير بنسبة 8.5%، في حين ارتفع مؤشر الأسعار بنسبة 5.4%. قد يعود السبب إلى اكتناز الطعام، إضافة إلى تعطيل سلسلة تأمين الطعام بسبب الإجراءات المحددة من كفاءة النقل والتوزيع وإجراءات الحجر الصحي وازدياد الطلب خلال العطلة. وصل مؤشر الأسعار إلى أعلى قيمة منذ أكتوبر 2011.
ظهر الأمين العام للحزب الشيوعي الصيني شي جين بينغ علنيًا وهو يرتدي قناعًا واقيًا، قيست درجة حرارة جسمه خلال زيارة إلى مجتمع أنهولاي في حي تشاويانغ في بكين.
أُلغيت النشاطات الشعبية المتعلقة برأس السنة التبتية والمقرر إجراؤها في الرابع والعشرين من فبراير بسبب جائحة فيروس كورونا 2019. أُجريت الصلوات المقررة في معابد لاسا لكنها كانت مختصرة، دون مشاركة شعبية وعلى نطاق ضيق.

### 11 فبراير
أعلنت جامعة شنجن عن التطوير الناجح لعدة قادرة على كشف أضداد فيروس كورونا يمكن لها الحصول على نتيجة خلال 22 دقيقة مقللة احتمال إصابة الكادر الطبي.
وسعت وزارة الموارد البشرية والضمان الاجتماعي إجراءات الإنقاذ الحالية للشركات الصغيرة والصغيرة جدًا. أعلنت اللجنة الوطنية للتنمية والإصلاح عن نيتها «التحوير الصارم لممارسة حظر استكمال الإنتاج، والإنتاج باستخدام الوسائل البدائية والبسيطة». أصدرت وزارة النقل الصينية توصيات لأمن المواصلات من أجل تنقل المواطنين، خصوصًا العمال المهاجرين، ونقل الأعلاف. سمحت إدارة الضرائب للشركات المتأثرة بالجائحة بتأجيل الخسائر لمدة تصل إلى 8 سنوات. أصدرت وزارة التجارة بيانًا يؤكد توافر مواد المعيشة الضرورية في المدن المهمة.
أصدرت غوانغدونغ بيانًا مستعجلًا يمنع المتاجرة بالحيوانات البرية والإفراط في أكلها، وينقل السلطات التشريعية المستعجلة إلى المستوى المحلي. صرحت الحكومة الإقليمية لحكومتي غوانغجو وشنتشن بالاستملاك المستعجل للمنازل والمنشآت والمواد اللازمة للاستجابة للوباء. كانت هذه المرة الأولى التي صرحت فيها الحكومة باستملاك الدولة للأملاك الشخصية منذ الإصلاح الاقتصادي الصيني عام 1978 ومنذ صدور قانون الملكية عام 2007.
اقترحت اللجنة الصينية لتنظيم البنوك تمديد التغطية التأمينية للمركبات في هوبي لمدة شهر. أعلنت بورصة شنغهاي الإعفاء الكامل من ضرائب الخدمات الواجبة على مواطني هوبي القانونيين في هوبي من فبراير حتى ديسمبر 2020.
اتخذت شنغهاي إجراءات لدعم الشركات التقنية والإعفاء من الإيجار للشركات الصغيرة والمتوسطة. قدم بنك جيانغسو والفروع الحكومية تدابير مالية من بينها الدعم بالسيولة المالية ووضع الائتمانات. طبقت جيجيانغ نموذج مساعدة مالية بدفعة واحدة لمؤسسات إنتاج ومعالجة منتجات الدواجن والحليب في المقاطعة.
أعلنت كاينياو عن تدابير لمساعدة سلسلة الإنتاج ومجالات العمل اللوجستية. خفض تيمول الأسعار للبائعين خلال النصف الأول من عام 2020.
وُضع رجل في تشينغدو قيد التحقيق للتدخل في عملية التحكم بالوباء وعرقلتها.
وصلت الدفعة الأولى من لحم الخنزير المجمد من الاحتياط المركزي إلى ووهان.
مددت شركة آبل كفالة أجهزتها مقدمة بذلك استثناء لمرة واحدة.

### 12 فبراير
عُقد اجتماع لمسؤولي الحكومة الشعبية المركزية في الصين، وأكد على الجهود الهادفة إلى إعادة الاقتصاد إلى نشاطه الطبيعي وطلب عددًا من الإجراءات من الحكومات المحلية. أصدرت وزارة النقل واللجنة الوطنية للصحة بيانًا مشتركة يمنع حجر المسؤولين عن توفير المواد الأساسية والسائقين الذين ينقلونها إن لم يكونوا قد دخلوا ووهان، وذلك في حال كانت حرارتهم طبيعية واتخذوا إجراءات الوقاية اللازمة.
توقفت مجموعة السكك الحديدية الصينية الوطنية عن بيع التذاكر دون مقاعد، وبدأت إجراءات للتحكم بالازدحام في القطارات. أعلنت شركة تينسنت عن خدمة سحابية مجانية للشركات الصغيرة والمتوسطة.
أعلنت جيانغسو عن إجراءات لدعم التنمية الاقتصادية خلال الوباء. خفضت جيجيانغ تكاليف الخدمات حتى 30 أبريل. خفضت شنغهاي أسعار الغاز وتنازلت عن غرامات التأخير في سداد فواتير الغاز السكنية.
اعتمدت مقاطعة يونان الصينية مسح رمز الاستجابة السريعة للدخول إلى جميع الأماكن العامة. أوقفت شركة إير بي إن بي الحجوز حتى الثلاثين من أبريل. تطلبت مدينة فوشان في مقاطعة غوانغدونغ إعلامًا مقدمًا لكل سيارة تدخل المدينة بدءًا من الثالث عشر من فبراير.
أمر الرئيس شي جين بينغ بإصدار إعفاءات ضريبية من أجل إنعاش الاقتصاد. طولبت الكثير من المنظمات بخفض رسوم الإيجار والبنوك بإبقاء الفوائد قريبة من الحد الأدنى. يُتوقع إصدار حزمة لإنعاش الاقتصاد.
بدأت مدينة هونغهو في هوبي تحقيقًا رسميًا في ضريبة جدلية بقيمة 42,630 يوان (6,110.54 دولار) على صيدلية محلية لبيعها 44 ألف قناع مجهز للاستعمال مرة واحدة سعره الأصلي 0.6 يوان (0.086 دولار) بسعر يوان واحد (0.143 دولار) لكل قناع، لأنها بذلك انتهكت القرار الصادر على مستوى المقاطعة بمنع بيع السلع الطبية المتعلقة بالجائحة بسعر يفوق سعرها الأصلي بنسبة أكثر من 15% خلال الوباء. أتت هذه الحركة بعد انتقاد لاذع على شبكات التواصل الاجتماعي تلى انتشار خبر الغرامة.

### 13 فبراير
طرحت هوبي 1.3 مليون قناع طبي للاستخدام المدني، مزودة الصيدليات بها لقاء يوان واحد لكل قناع وطالبة منهم بيعها «بسعر مقبول» هو يوانان (0.287 دولار أمريكي) لكل قناع.
في هوبي، دخلت مدينة شيان قوانين الحرب بدءًا من الساعة 00:00، بالإضافة إلى قسم داوو في شياوغان، تُرفع حالة قوانين الحرب مرة واحدة على الأقل كل أسبوعين.
أجلت هوبي استئناف الأعمال وبداية الفصل الدراسي الجديد على امتداد المقاطعة؛ تأجل استئناف الأعمال حتى الساعة 24:00 يوم العشرين من فبراير على أقل تقدير. منعت قوانغشي بداية الفصل الدراسي الجديد قبل الأول من مارس.
أعلنت ووهان عن قانون جديد يمنع الأشخاص من مغادرة أحيائهم للأسباب غير الطبية، محولة حظر التجول إلى إغلاق كامل للمدينة.

### 14 فبراير
دخلت الأقسام المركزية ليونمينغ في مدينة شياوغان في مقاطعة هوبي قوانين الحرب. صعدت مدينة هوانغقانغ في هوبي تشديد القوانين بدءًا من الساعة 00:00، وبذلك مُنع المشاة والسيارات غير الضرورية من دخول التجمعات ومغادرتها، وبدأ التوزيع المنظم للحاجيات الأساسية.
طورت عدة مخبرية جديدة من قبل فريق بقيادة العالم تشونغ نان تشان، وهي قادرة على تقديم نتيجة خلال خمس دقائق بحساسية عالية، ومن المتوقع أن تزيد من معدل الكشف الإيجابي للحالات.
قررت هوانغقانغ تحويل مشفى آخر كمؤسسة طبية رديفة مخصصة لكوفيد-19، وذلك بعد المركز الطبي الإقليمي لجبل دابي. طبقت مدينة شيانتاو في مقاطعة هوبي قوانين التحكم بأسعار الأقنعة الطبية وشرائها من المصنع، على ألا تزيد تكلفة شراء القناع الطبي الواحد وحيد الاستخدام من المصنع حتى المستهلك 1.20 يوان (0.172 دولار أمريكي)، والقناع غير الطبي إلى يوان واحد (0.143 دولار أمريكي).
فرضت بكين الحجر الصحي لمدة أسبوعين على جميع المواطنين العائدين إلى المدينة.
تبدأ شبكة المترو في شنجن باستخدام نظام معتمد على الاسم الحقيقي بدءًا من السادس عشر من فبراير من أجل تعقب الوباء، وبذلك يمكن للركاب تسجيل العربات التي يركبونها ذاتيًا من خلال استخدام رمز الاستجابة السريعة في الباص.
منع مكتب لجنة التوجيه التربوية التابعة لمجلس الوزراء جميع المعاهد التدريبية المسائية من إجراء أي نشاط تدريبي أو تعليمي للأطفال إلا عن طريق الإنترنت.
أُلغيت جميع امتحانات أيلتس لشهر مارس على أراضي بر الصين الرئيسي.

### 15 فبراير
دخلت مدينة هونغهو في هوبي قوانين حالة الحرب في الساعة 00:00، وذلك تطبيقًا للقرار الذي أُعلن عنه مساء الثالث عشر من فبراير.
صعّدت مدينة جينغمن في هوبي من التدابير الأمنية الاحترازية، إذ منعت جميع الأشخاص والمركبات من دخول الأحياء المركزية في المدينة إلا بهدف إدخال المستلزمات المعيشية والطبية، وأغلقت جميع أماكن العمل ما عدا الصيدليات المرخصة والمتاجر والفنادق.
أعلنت وزارة النقل أن عبور جميع الطرق المأجورة على امتداد البلاد سوف يكون مجانيًا منذ الساعة 00:00 في السابع عشر من فبراير حتى نهاية عملية الاستجابة للوباء. طرحت وزارة العلوم والتكنلوجيا إجراءات لتقوية تدابير السلامة البيولوجية لمختبرات فيروس سارس كوف 2 لعلوم الأحياء الدقيقة عالية المستوى.
منحت اللجنة الحزبية الإقليمية في هوبي مبلغ مئة مليون يوان (14.3 مليون دولار أمريكي) أخرى للسلطات المحلية من أجل التحكم بالوباء.
طلب بنك الشعب الصيني (المصرف المركزي الصيني) تخزين النقود في الأماكن الموبوءة لمدة أسبوعين على الأقل قبل طرحها في السوق، وأسبوع واحد في بقية الأماكن. تقرر إتلاف جميع الأموال النقدية لفروع بنك الشعب الصيني التابعة لفرع غوانزو الواردة من المشافي والأسواق الزراعية ووسائل النقل العامة.

### 16 فبراير
طبقت هوبي «الحجر الصحي القاسي» في جميع القرى الطبيعية التابعة لها؛ لا يُسمح لأي شخص خارجي بالدخول، ويُسمح لشخص واحد فقط من كل منزل بالخروج مرة كل ثلاثة أيام لإحضار المؤن والمعدات الزراعية المستعجلة، وذلك على طرق محددة لمدة محدودة. تقرر إغلاق جميع الأماكن العامة غير الضرورية في هوبي وإلغاء جميع التجمعات. في استكمال للقرار الذي اتخذته في اليوم السابق، منعت مدينة ووشوي في هوانغقانغ جميع السكان والمركبات من التحرك في الشوارع إلا للأسباب الطبية أو المتعلقة بضبط الوباء. أي شخص يخرق هذا القانون يُرسل إلى ملعب عام من أجل «دراسة مركزية إلزامية» لقوانين الاستجابة للأوبئة، كما تُصادر جميع السيارات التي تخرق هذا القانون. طُلب من جميع المجتمعات في منطقة دونغتشنغ في بكين تطبيق الإدارة الداخلية.
تابعت قويتشو حركة المرور الطبيعية، إذ أُزيلت جميع نقاط التفتيش المتعلقة بالحجر الصحي.
أُجريت أولى عمليتي تشريح لجثتي مصابين توفيا نتيجة فيروس سارس كوف 2 في مشفى جينينتان؛ حصل المشرحون على عينات للتشريح المرضي وأُرسلت هذه العينات للدراسة. دخل لقاح الفيروس المطور من قبل المعاهد الصحية الوطنية مرحلة التجارب السريرية على الحيوانات؛ يتوقع إجراء التجارب السريرية البشرية في أبريل على أقل تقدير.
دعت اللجنة الوطنية للصحة إلى تخفيف العبء عن العمال، طالبة إيقاف جميع النشاطات غير الضرورية. قدمت الإدارة العامة للجمارك عشرة إجراءات هادفة إلى دعم شركات التجارة الخارجية للاستمرار في العمل. بطلب من مكتب مجلس الوزراء، تطور أليباي حاليًا نظامًا موحدًا من «النظام الصحي» المستخدم للمرة الأولى في هانغتشو في الحادي عشر من فبراير، وهو شهادة تقييم صحي إلكترونية تسمح باستئناف العمل بأمان.
أعلنت ووهان عن لائحة جزئية للمشافي التي تقبل المرضى غير المصابين بمرض كوفيد-19.
افتُتح أول مشفى على الإنترنت في خنان. عجلت ولاية يونان عملية الموافقة على المستلزمات الطبية. تبدأ جميع المشافي من المستوى الثاني والثالث في بكين بالعمل بنظام المواعيد بحلول الخامس والعشرين والعشرين من فبراير على الترتيب لجميع الأقسام غير الإسعافية.
طبقت نانجينغ وسوجو نظام الاسم الحقيقي في وسائل النقل العامة، متبعين بذلك شنجن.
أعلنت هوانغقانغ أن أي شخص يعاني من الحمى أو السعال يبادر بزيارة الطبيب سوف يحصل على مكافأة مالية بقيمة 500 يوان (71.6 دولار أمريكي).
ردًا على ادعاءات كون المصاب الأول بالفيروس طالب أبحاث علمية، أصدر معهد ووهان لعلوم الفيروسات بيانًا ينفي فيه إصابة أي فرد من المعهد وأن الطالب كان يعمل في مقاطعات أخرى لمدة سنوات.

### 17 فبراير
بعد الإعلان عن الأمر في الليلة السابقة، منعت شياوغان جميع سكان المدينة من مغادرة منازلهم، وجميع السكان الريفيين من التجول وزيارة الجيران والتجمع، ومنعت جميع السيارات من الشوارع. وُضعت استثناءات للأسباب الطبية والكوادر الطبية والمسؤولين عن المؤن الطبية والمعيشية، وحالات الحمل والوفاة والسيارات الضرورية وبعض الحالات الخاصة المصرح بها. يتعرض كل من يخالف القانون إلى الاحتجاز لمدة عشرة أيام ووضع على قائمة الأشخاص غير النزيهين.
بعد الإعلان عن الأمر في اليوم السابق، استأنفت هانغتشو نشاط السير الطبيعي وخدمات النقل العامة.
أُنشئ مشفى ميداني في شيان عاصمة مقاطعة شنشي. تبعًا لشينهوا كان المشفى مخصصًا لعلاج مرضى كوفيد-19، وهو يحوي 500 سرير و 666 عامل صحي.
في اجتماع لمؤتمر الشعب الاستشاري السياسي الصيني، تقرر تأجيل انعقاد جلسة مجلس الشعب الوطني السنوي في مارس.

### 18 فبراير
قدم مجلس الوزراء الصيني إعفاءات ضريبية جديدة للضمان الاجتماعي للشركات والتمويل السكني. مددت إدارة الضرائب الوطنية مهلة تسليم ضرائب فبراير خارج هوبي حتى الثامن والعشرين من فبراير. أعلن مجلس الوزراء ووزارة المالية عن تخصيص ميزانية أكبر هذا العام للمناطق المتأثرة بشدة بالوباء.
أعلنت ووهان عن أكثر إجراءات التحكم بالوباء صرامة. تتطلب تيانجين الآن مسح رمز الاستجابة السريعة لدخول جميع الأماكن العامة ووسائل النقل.
أُعيد افتتاح مدينة ييو التجارية الدولية لاستئناف العمل.
طلبت شنغهاي من المعاهد التعليمية إجراء التعليم الإلكتروني على الإنترنت عند بدء الفصل الدراسي الجديد في الثاني من مارس، وبذلك لا يحتاج الطلاب إلى الذهاب إلى المدارس والجامعات.

### 19 فبراير
نشرت اللجنة الوطنية للصحة النسخة السادسة من الخطة التشخيصية والعلاجية لذات الرئة المرتبطة بفيروس كورونا المستجد، والتي ألغت قسم التشخيص السريري الموجود في النسخة السابقة لهوبي، بالإضافة إلى تعديل عدد من التوصيفات والمعايير والتوصيات العلاجية لكوفيد-19.
بعد الإعلان عن الأمر في اليوم السابق، تحتاج جيجيانغ الآن إلى تصريح للسيارات بدخول المقاطعة. في هذه الأثناء تتابع وسائل النقل العامة على امتداد المقاطعة ما عدا ونجو العمل بشكل طبيعي. استأنفت غوانغدونغ عمل الباصات بين المقاطعات استجابة لحاجة العمال المتنقلين.
منعت ووهان جميع المركبات الآلية من الطرق باستثناء المركبات الضرورية.
طرحت خنان إجراءات من أجل دعم مجالات العمل. عدلت تشينغدو إجراءات التحكم بالأوبئة ولم يعد استئناف العمل بحاجة إلى موافقة.

### 20 فبراير
تطلبت هوبي من جميع مجالات العمل في المقاطعة عدم العودة إلى العمل قبل العاشر من مارس، عدا الصناعات الضرورية.
أزالت ونجو جميع نقاط التفتيش ما عدا في ينتشينغ وأعادت فتح الطرق الرئيسية.
طلبت ووهان من جميع السكان قياس درجة حرارتهم مرتين يوميًا والإبلاغ عن أي درجة حرارة تتجاوز 37.3 مئوية (99.1 فهرنهايت).
سمحت وزارة الموارد البشرية والضمان الاجتماعي للمقاطعات بإعفاء الشركات الصغيرة والمتوسطة من بعض تكاليف الضمان الاجتماعي بدءًا من فبراير لمدة تصل إلى خمسة أشهر.

### 21 فبراير
تأكدت أكثر من 500 إصابة في خمسة سجون في هوبي وشاندونغ وجيجيانغ. بعد وصول أخبار تفشي الوباء، أُعفي الموظفون المسؤولون في شاندونغ وهوبي من مناصبهم.
ألغت خنان وشاندونغ جميع إجراءات الحجر الصحي على الطرق.
عدلت غانسو مستوى الاستجابة للطوارئ تجاه كوفيد-19 من المستوى 1 إلى المستوى 3.
بعد بعض اللغط الشعبي حول البيانات الصادرة على الإعلام، منعت هوبي طرح الحالات المشخصة سريريًا. نُشر تقرير إحصائي مصحح على امتداد المقاطعة لاحقًا خلال المساء.
أنهت ووهان فحص المرضى المشتبهين الحاليين، إضافة إلى المرضى المصابين بالحمى والمخالطين للمصابين.

### 22 فبراير
قدمت ووهان إجراءات لتقليل تكاليف الأعمال.
عدلت لياونينغ مستوى الاستجابة للطوارئ تجاه كوفيد-19 من المستوى 1 إلى المستوى 3.
طلبت ووهان الحجر الصحي لمدة أسبوعين لجميع المرضى المخرجين المتعافين من كوفيد-19.

### 23 فبراير
عدلت قويتشو مستوى الاستجابة للطوارئ تجاه كوفيد-19 من المستوى 1 إلى المستوى 3، أما شانشي فعدلته إلى المستوى 2.

### 24 فبراير
خُففت إجراءات الحجر الصحي في ووهان بشكل طفيف، وذلك بالسماح لغير المقيمين في المدينة بمغادرتها تحت شروط معينة. أُعلن إلغاء هذا القرار بعد ساعات بسبب الإعلان عنه دون الحصول على التصاريح الأمنية الكافية. تلقى عدد من المسؤولين عن القرار توبيخًا نتيجة هذا الخطأ.
عدلت مقاطعة يونان مستوى الاستجابة للطوارئ من المستوى 1 إلى 3، أما غوانغدونغ وجيانغسو فعدلته إلى المستوى 2. أما جيانغشي فعدلته إلى المستوى 2 أو 3 تبعًا لخطورة الوضع في كل جزء من المقاطعة.
قُدمت مسودة تشريعات جديدة إلى اللجنة القائمة لمجلس الشعب الوطني تحمل حظرًا مفصلًا وشاملًا على المتاجرة بالحيوانات البرية والإفراط في استهلاكها.
تأجلت الجلسة الثالثة لمؤتمر الشعب الاستشاري السياسي الصيني الثالث عشر التي كان من المخطط انعقادها في الثالث من مارس.

### 25 فبراير
استجابة للوضع الوبائي في كوريا الجنوبية والارتفاع الواضح في الطلب على تذاكر الطيران من كوريا الجنوبية إلى مدن شاندونغ، قررت تشينغداو حجر كافة الأشخاص الوافدين الذي يملكون تاريخًا من زيارة المناطق الموبوءة، كما قررت ويهاي حجر كافة الأشخاص الوافدين من اليابان وكوريا الجنوبية لمدة أسبوعين، وأعلنت شنيانغ عن قياس درجة حرارة جميع المسافرين الداخلين إلى المدينة، أما داليان فقد قررت إدراج جميع الأجانب في آلية التحكم بالأوبئة.
أصدر مجلس الوزراء الصيني إعفاء من ضريبة القيمة المضافة لدافعي الضرائب الصغار في هوبي لمدة ثلاثة أشهر، إضافة إلى إجراءات مساعدة للمشاريع الشخصية وإجراءات إنعاش للعمال المهاجرين وخريجي الجامعات.
عدلت منغوليا الداخلية مستوى الاستجابة للطوارئ إلى المستوى 3.
ستتحرى مقاطعة غوانزو عن فيروس سارس كوف 2 لدى جميع المرضى الداخليين.
قدمت شنجن مسودة تشريعية لإبداء الرأي العام، وهي تهدف إلى منع استهلاك كافة الحيوانات البحرية باستثناء تسعة أنواع محددة.

### 26 فبراير
طلبت بكين من المسافرين الأجانب الوافدين من أماكن موبوءة بكوفيد-19 الحجر الصحي لمدة أسبوعين.
تقررت إجراءات وطنية لمساعدة استئناف الأعمال والحد من نشاط مخربي ومعرقلي نظام السير واللوجستيات، إضافة إلى كبح الارتفاع الباهظ في أسعار المستلزمات الطبية أو عرقلة نظام السوق.
عدلت مقاطعة جيلين مستوى الاستجابة للطوارئ إلى 2، وهاينان إلى المستوى 3. عدلت فوجيان الاستجابة للطوارئ إلى المستويين 2 أو 3 في مناطق مختلفة تبعًا للخطورة.
أعلنت مدينة يانتاي في مقاطعة شاندونغ عن إجراء اختبار فيروس سارس كوف 2 مجانًا لكافة الداخلين إلى الصين عبر المدينة.

## ردات الفعل والإجراءات خارج بر الصين الرئيسي

### 1 فبراير
نشرت وزارة الصحة الأسترالية توجيهات دخلت حيز التنفيذ بدءًا من 1 فبراير. وفقًا لذلك، ارتفع تحذير السفر إلى المستوى الرابع: لا تسافر إلى أي من نواحي بر الصين الرئيسي. كل الواصلين من البر الرئيسي للصين سيُطلب منهم العزل الذاتي مدة 14 يومًا بدءًا من وقت مغادرتهم. اتُخذت إجراءات حدودية أخرى لمنع إدخال الناس الواصلين من البر الرئيسي للصين، باستثناء المواطنين الأستراليين والمقيمين الدائمين وعائلاتهم المباشرة (أقاربهم من الدرجة الأولى) والطواقم الجوية الذين استخدموا معدات وقاية شخصية.
توقفت المعابر الحدودية الدولية مونغ كاي Móng Cái (محافظة كوانغ ننه، فيتنام) ودونغشينغ (في مقاطعة قوانغشي الصينية) عن العمل في 1 فبراير لإشعار غير محدد، وأُغلقت بوابة خوان مو Hoành Mô وباك فونغ سين Bắc Phong Sinh الحدوديتان مدة 24 ساعة بانتظار إجراءات أخرى من السلطات.
منعت تايوان دخول المواطنين القادمين من غوانغدونغ (البر الرئيسي للصين) بدءًا من 1 فبراير، وأخضعت المسافرين الذين زاروا المنطقة مؤخرًا إلى الحجر الصحي الإلزامي مدة 14 يومًا.
وقع رئيس الوزراء الفيتنامي نجوين شوان فوك إعلانًا وبائيًا مع اكتشاف سادس حالة انتقال محلية. ألغيت جميع تصاريح الطيران المعطاة مسبقًا لإجراء الرحلات بين فيتنام وبر الصين الرئيسي وهونغ كونغ وماكاو، ودخلت حيز التنفيذ مباشرةً بدءًا من الساعة 13:00 (+7 من التوقيت العالمي الموحد، 1 فبراير) لإشعار غير محدد. ربما يستمر هذا حتى 1 مايو وفقًا لإدارة الطيران الفيدرالية في الولايات المتحدة.
منعت الهند تصدير أقنعة إن 95 بقرار دخل حيز لتنفيذ الفوري.
منعت حكومة اليابان دخول المواطنين الأجانب المصابين بالفيروس، ودخول المواطنين الصينيين الحاملين جوازات سفر صادرة من محافظة خوبي.
أُخلي 102 مواطن ألماني و 26 من أقاربهم من منطقة ووهان إلى فرانكفورت أم ماين عبر أجنحة النقل التنفيذية التابعة لسلاح الجو الألماني، وجميعهم كانوا خالين من أعراض الإصابة وقت مغادرتهم. بعد عودتهم، وُضعوا في الحجر الصحي في ثكنة عسكرية في ولاية راينلند بالاتينات الألمانية مدة 14 يومًا. كُشف فيروس كورورنا عند مسافرَين في 2 فبراير. في رحلة الذهاب، حملت طائرات بوندسفير 10,000 بذلة واقية على متنها، وقدمتها إلى السلطات الصينية.
وُضعت قيود على سفر الأشخاص الواصلين من الصين في رحلات ترينيداد وتوباغو، ودخل هذا الإجراء حيز التنفيذ الكامل. وجب على الشخص وقتها أن ينتظر 14 يومًا بعد مغادرة الصين قبل أن يقدر على دخول ترينيداد وتوباغو. إضافةً إلى ذلك، سيخضع الأشخاص المنتظرون مسبقًا في نقطة الدخول أو كانوا في الصين أو أظهروا أعراض المرض لإجراءات الحجر الصحي. يُجرى اختبار التحري الحراري أيضًا على المسافرين الواصلين من كندا وبنما والمملكة المتحدة والولايات المتحدة. خُطط لإجراء الاختبار أيضًا في 3 فبراير من قبل وكالة الصحة العامة الكاريبية (سي إيه آر بّي إتش إيه).
علقت الخطوط الجوية القطرية رحلات الطيران من بر الصين الرئيسي من 3 فبراير حتى إشعار آخر، وهذا أول خط جوي يقوم بهذا الإجراء في الشرق الأوسط.
أعلنت برينسيس كريسيس للرحلات البحرية وضع قيود على أعضاء طاقمها وضيوفها الذين سافروا حديثًا ضمن بر الصين الرئيسي. لم يُسمح لضيوف الرحلة الذين تنقلوا عبر بر الصين الرئيسي قبل 14 يومًا من موعد مغادرة رحلتهم المحدد بالسفر. مُنع أعضاء الطاقم في بر الصين الرئيسي من الصعود على متن أي قارب حتى إشعار آخر من الشركة. أُعيد توجيه أعضاء الطاقم الموضوعين على قائمة الرحلات المرتبطة بالصين. أُلغيت رحلتان بحريتان في يونيو وأعيد توجيه رحلتين لتصلا إلى طوكيو وتغادران منها بدلًا من شانغهاي.

### 2 فبراير
منعت نيوزيلندا كل المواطنين الأجانب من المسافرين من بر الصين الرئيسي أو ناقلي البضائع عبره من دخول أراضيها بعد 2 فبراير للمساعدة على احتواء فيروس كورونا ضمن نيوزيلندا وجزر المحيط الهادئ. خضع المسافرون الأجانب الذين في طريقهم إلى نيوزيلندا في 2 فبراير للمسح المعزز، لكن الحاملين لتصريح قيد الانتظار سُمح لهم بالدخول إلى نيوزيلندا. سُمح لمواطني نيوزيلندا والمقيمين الدائمين وأعضاء عائلاتهم المباشرين بالدخول إلى نيوزيلندا على أن يعزلوا أنفسهم 14 يومًا. مع استمرار الحظر مدة 14 يومًا على أن يعاد تقييمهم كل 48 ساعة.
منعت الفلبين مؤقتًا دخول الأجانب الواصلين من الصين وأقاليمها، بمن فيهم الذين زاروا هذه المناطق خلال الـ 14 يومًا السابقة. خضع المواطنون الفلبينون والمقيمون الدائمون في الفلبين الواصلون من هذه الأماكن للحجر الصحي مدة 14 يومًا. إضافةً إلى ذلك، مُنع السفر من الفلبين إلى الصين ومقاطعاتها مؤقتًا.
وفقًا لمذكرة دبلوماسية وُزعت على المقيمين الأجانب في كوريا الشمالية، علقت السلطات الكورية الشمالية رحلات الطيران التي تسيرها شركة طيران كوريو بين بيونغيانغ العاصمة الكورية وفلاديفوستوك الروسية.
وفقًا لذات المذكرة، «خلال شهر فبراير، ننصح بإلغاء الأحداث والاحتفالات والزيارات والاجتماعات، ويجب إجراء الاجتماعات الضرورية هاتفيًا […..]. سيخضع جميع الدبلوماسيين أو موظفي الجمعيات الدولية الذين يذهبون إلى كوريا الشمالية للحجر الصحي الإلزامي 15 يومًا في «مكان إقامتهم» بدءًا من يوم وصولهم».
لن يُسمح للخاضعين للحجر الصحي من قبل السلطات الكورية الشمالية بالاتصال بأشخاص آخرين، ويُمنع عليهم دخول الأماكن العامة. أعدت وكالة الأنباء المركزية الكورية (كي سي إن إيه) تقريرًا يشمل كل الأشخاص الذين دخلوا البلاد بعد 13 يناير لوضعهم تحت «الإشراف الطبي».
صرح رئيس وزراء كوريا الجنوبية جيونج سيه جيون على العلن أنه يُمنع دخول كل المواطنين الأجانب الذين سافروا إلى محافظة خوبي منذ 21 يناير، وسيدخل القرار حيز التنفيذ بدءًا من 4 فبراير حتى موعد غير محدد. ستُلغى أيضًا سياسة السماح للمواطنين الصينيين بزيارة جزيرة جيجو دون تأشيرة بشكل مؤقت.
منعت إندونيسيا كل رحلات الطيران من بر الصين الرئيسي وإليه بدءًا من 5 فبراير. أوقفت الحكومة أيضًا منح الإعفاء من التأشيرات والتأشيرات عند الوصول للمواطنين الصينيين. منعوا أولئك الذين يعيشون أو يقيمون في بر الصين الرئيسي من دخول إندونيسيا أو عبورها مدة 14 يومًا على الأقل. شُجع الإندونيسيون على عدم السفر إلى الصين.
أصدرت وزارة العمل والعاجزين والشؤون الاجتماعية الفيتنامية توجيهات بالتعليق المؤقت لعودة العمال الصينيين للعمل بعد العطلة الرسمية.
أُشعلت أنوار العديد من المباني البارزة في الإمارات العربية المتحدة دعمًا لووهان والمجتمعات الصينية حول العالم لتتغلب على الألم والرعب الذي أحدثه فيروس كورونا المستحدث، وهي: برج خليفة، وناطحة السحاب التابعة لشركة النفط الوطنية في أبوظبي (أدنوك)، وبرج بوابة العاصمة، والمركز الدولي للشؤون المالية أبوظبي غلوبال ماركت (سوق أبوظبي العالمي)، وقصر الإمارات، وجسر الشيخ زايد، وبرج العرب، واستاد هزاع بن زايد، وغيرها....
علق كل من طيران آسيا (الفلبين) والخطوط الجوية الفلبينية وسيبو باسيفيك رحلات الطيران من وإلى بر الصين الرئيسي وهونغ كونغ وماكاو.
تسعى دول مجموعة السبع للوصول إلى نهج موحد لمواجهة انتشار المرض.

### 3 فبراير
منعت حكومة المالديف دخول مسافرين واصلين من الصين إلى أراضيها.
أعلنت هونغ كونغ عن تشديد الإجراءات على الحدود مع بر الصين الرئيسي. بدءًا من 00:00 في 4 فبراير، أغلقت المنطقة الإدارية الخاصة أغلب المعابر الحدودية عدا مطار هونغ كونغ الدولي وميناء شنجن باي وجسر هونغ كونغ تشوهاي ماكاو.
قررت إندونيسيا منع استيراد الحيوانات الحية من الصين حيث تزداد المخاوف من فيروس كورونا.
منعت السلطات اليابانية دخول أي مواطن أجنبي كان في محافظة خوبي في الأيام الـ 14 السابقة، حتى لو كان خاليًا من أعراض الفيروس. حجر المسؤولون اليابانيون سفينةً سياحيةً تحمل على متنها ما يقارب 3500 شخص بعيدًا عن ميناء مدينة يوكوهاما اليابانية لأن أحد ركابها السابقين كان مصابًا بالفيروس.
أعلنت الحكومة الفنزويلية أن البلاد فرضت رقابةً وبائيةً وقيودًا ونظامًا تشخيصيًا لكشف حالات الإصابة المحتملة بفيروس كورونا في مطار سيمون بوليفار الدولي في مدينة مايكيتيا. ومطار فنزويلا الدولي الرئيسي، وأن فنزويلا ستتلقى مجموعة تشخيص الفيروس من منظمة الصحة الأمريكية الموحدة (بّي إيه إتش أو).
مُددت أعياد السنة القمرية الجديدة مدة أسبوع لكل طلاب المرحلتين الأولى والثانية (كي-12) في مدينة «هو تشي منه»، على أن تتابع المدارس عملية التعليم في 10 فبراير. أمرت السلطات في المدينة أيضًا أن يُبنى مشفيان متخصصان للحالات الإسعافية مصممان لعلاج المصابين بفيروس كورونا 2019 المستحدث. وفق الخطط الرئيسية للبناء، كان من المتوقع إنهاؤه في 15 فبراير بسعة 500 سرير بالمجمل. وضعت هانوي عاصمة فيتنام ضمن اعتباراتها القيام بإجراءات مماثلة.
منعت الجمعية الدولية لخطوط الرحلات البحرية الرحلات إلى بر الصين الرئيسي، وقالت إنها «سترفض خروج أي فرد، سواء كان ضيفًا على الرحلة أو من ضمن طاقمها، إذا كان من المسافرين من بر الصين الرئيسي أو خلاله ضمن فترة الـ 14 يومًا السابقة»
علقت جامعة بويسي ستيت السفر من الصين وإليها.
في موجز إخباري، خططت مراكز مكافحة الأمراض واتقائها لتوزيع مجموعات اختبار كي تسرع تشخيص الإصابة بفيروس كورونا. صرحت هذه المراكز بأن هذه الإجراءات ستساعد على تسريع اختبار فيروس كورونا وتشخيصه بعد أن وصل تعداد الحالات في الولايات المتحدة إلى 11 حالة. وجب على إدارة الغذاء والدواء بدايةً الموافقة على الاختبار لتوزيعه بشكل أوسع وفق ما قالته مراكز مكافحة الأمراض واتقائها.
أبطلت الهند العمل بكل تأشيرات الدخول الممنوحة لحاملي جواز السفر الصيني منذ 15 يناير. أوقفت أيضًا منح تأشيرات دخول جديدة لحاملي جوازات السفر الصينية. أعطت الهند أيضًا تحذير سفر لمنع السفر إلى الصين. وفق تحذير السفر، أي أحد لوحظ أنه زار الصين منذ 15 يناير قد يتعرض للحجر الصحي.
قرر العديد من العارضين ومنظمات النسر الأسود (بلاك إيغل) في كوريا الجنوبية أن ينسحبوا من معرض سنغافورة الجوي. جاء هذا في الوقت الذي تفاقمت فيه حالة انتشار الفيروس.
ألغت فرقة موسيقا البوب الكورية «وينر» حفلتها الموسيقية في سنغافورة التي كان من المفترض إقامتها في الثامن من فبراير. ألغيت العديد من مناسبات شعب هواي الصيني (وهم المولودون في الصين ويعيشون خارجها) بسبب القيود المفروضة على السفر. إضافةً إلى تأجيل مسرحية تقيمها شركة «ستايج كلاب».

### 4 فبراير
أعلن رئيس ولايات ميكرونيسيا المتحدة ديفيد بانويلو حالة الطوارئ. وفقًا لها، مُنع سكان البلاد من زيارة بر الصين الرئيسي. مُنع أي شخص زار بر الصين الرئيسي بدءًا من 6 يناير من دخول البلاد.
حظرت إيران تصدير أقنعة الوجه لتقليص العجز بسبب ازدياد الاستهلاك المحلي بشكل كبير.
أوقفت خدمة السكك الحديدية الدولية بين نانينغ وهانوي خدماتها وفق اتفاقية بين المشغلين الدوليين. وفقًا لذلك، غادر آخر قطار من محطة سكة حديد نانينغ في 18:05 بتاريخ 4 فبراير، والأخير من محطة جيا لام في 21:20 بتاريخ 5 فبراير.
أصدرت الحكومة المدنية في ماكاو أوامر بإغلاق كل دور المقامرة 15 يومًا على الأقل.
وجهت المملكة المتحدة رعاياها لمغادرة الصين في حال تمكنهم. قال وزير الخارجية دومينيك راب «الآن، ننصح المواطنين البريطانيين في الصين بمغادرة البلاد في حال استطاعوا، وهذا لتقليل خطر تعرضهم للفيروس».
شكل الكنيست الإسرائيلي لجنةً خاصةً للتعامل مع فيروس كورونا.
أعلنت شركة طيران كاثي باسيفيكو -الناقل الجوي الوطني لهونغ كونغ- عن أنها أوقفت 90% من رحلاتها إلى بر الصين الرئيسي.
ألغت شركة الرحلات البحرية الكاريبية الملكية المزيد من رحلاتها وأضافت هونغ كونغ إلى لائحة عدم السفر. تخطى هذا ما فعلته الجمعية الدولية لخطوط الرحلات البحرية في اليوم السابق.
أكدت برينسيس كريسيس إجراء الحجر الصحي على سفينة أميرة الألماس التي تحمل قرابة 3700 شخصًا بعد أن ظهرت إيجابية اختبار كوفيد عند أحد الركاب في مشفى هونغ كونغ، وأصيب على الأقل 20 شخصًا بالعدوى بحلول موعد عودة السفينة إلى اليابان.
أعلنت هيونداي التي تشكو من نقص في القطع بسبب تأثيرات عدوى فيروس كورونا عن أنها أوقفت بعض خطوط الإنتاج. أيضًا، أغلقت شركة نايكي مؤقتًا نصف مخازنها في الصين بسبب وباء كورونا.
أعلنت شركة طيران الهند أنها بدءًا من 8 فبراير قد علقت مؤقتًا الرحلات المتجهة إلى هونغ كونغ.
أُلغي مؤتمر طيران تقرر إجراؤه خلال معرض سنغافورة الجوي لتمكين القادة من التعامل مع فيروس كورونا. حدث هذا بعد انسحاب 16 عارضًا من المعرض الجوي.

### 5 فبراير
علقت الخطوط الجوية المتحدة والخطوط الجوية الأمريكية الرحلات الجوية في الولايات المتحدة من هونغ كونغ وإليها. طلبت شركة الطيران الوطنية كاثي باسيفيك من جميع موظفيها الذين يبلغ عددهم 27,000 أن يأخذوا ثلاثة أسابيع إجازةً غير مدفوعة الأجر للحفاظ على السيولة المالية خلال هذا الوباء الفيروسي.
أُخلي المئات من الأمريكيين في طائرتين انطلقتا من ووهان إلى الولايات المتحدة، وحطتا في قاعدة ترافيس التابعة لسلاح الجو الأمريكي قرب ساكرامنتو في كاليفورنيا. أكملت إحدى الطائرات طريقها إلى محطة ميرامار لمشاة البحرية الجوية في مدينة سان دييغو.
خضع كل الأشخاص الذين قاموا بالإخلاء إلى حجر صحي مدة أسبوعين. «استُخدمت حمولة الطائرات في رحلة عودتها إلى ووهان لإيصال تبرعات الإمدادات الطبية التي تهدف إلى دعم جهود التخلص من فيروس كورونا». أُكدت الحالة 12 في الولايات المتحدة في مقاطعة دان، ويسكونسن.
أعلنت هونغ كونغ بدء الحجر الصحي الإلزامي مدة أسبوعين لكل الزوار القادمين من بر الصين الرئيسي أو ماكاو.
حظرت تايوان دخول غير المواطنين الذين كانوا في بر الصين الرئيسي أو هونغ كونغ أو ماكاو خلال الـ 14 يومًا السابقة.
بموافقة من مركز مكافحة الأمراض واتقائها في الولايات المتحدة، أكد المعهد الوطني للصحة في كولومبيا أن كولومبيا قد تكون أول بلد في أمريكا اللاتينية تكشف فيروس كورونا المستحدث دون إرسال عينات إلى مراكز أجنبية.
نصح وزير الشؤون الخارحية الكندي فرانسوا فيليب شامباين كل الكنديين في الصين -لكن خارج المنطقة المحجورة- بمغادرة البلاد «بوسائل اقتصادية».
بدأت الهند عملية مسح المسافرين في الرحلات الجوية القادمين من سنغافورة وتايلاند، إضافةً إلى وضع المزيد من القيود على السفر مع الصين منعًا لانتشار الفيروس.
تعهدت مؤسسة بيل ومليندا غيتس بمبلغ 100 مليون دولار لدعم أبحاث الكشف والعزل والعلاج المتعلقة بالفيروس.
أغلقت شركة «يم تشاينا هولدينغ» 30% من مطاعم بيتزا هت ودجاج كنتاكي التي تعمل في الصين مؤقتًا بسبب الوباء الفيروسي.
صرحت شركة تيسلا موتورز بأنه بسبب جائحة الفيروس سيكون هناك تأخير في شحنة سياراتها تسلا مودل 3 لأنها تُصنع وتُجمع في مصنع جديد في شانغهاي. وكان من المخطط أن يعود المصنع للعمل في 10 فبراير 2020.
صرحت منظمة الصحة العالمية (هو) أن هناك تصاعدًا كبيرًا في تعداد الحالات الجديدة خلال فترة 24 ساعة بمقدار لم يُلاحظ من قبل في أي يوم من بداية الوباء. بلغ العدد 3,100 مريض جديد أُكدت إصابتهم ضمن الصين. خصصت منظمة الصحة العالمية 9 ملايين دولار من تمويل صندوق الطوارئ الخاص بها.
ردًا على الشائعات المنتشرة في وسائل الإعلام، صرحت منظمة الصحة العالمية بأنه لا يوجد أسلوب علاجي أو دواء أو علاج معروف بفعاليته في مواجهة الفيروس بعد. نسب واحد من المصادر الإخبارية على الأقل ارتفاع سوق الأوراق المالية وسعر النفط إلى هذه الشائعات.

### 6 فبراير
عُقد اجتماع عمل في منتصف يناير عام 2020 في فندق «غراند هيات» في سنغافورة لشركة مبيعات دولية غير مسماة نتج عنه إصابة أربعة أشخاص من بين الحضور بالعدوى، أحدهم من ماليزيا وآخر من كوريا واثنان من سنغافورة.
أعلنت خطوط فيرجن أستراليا الجوية إلغاء رحلاتها إلى هونغ كونغ بشكل دائم بذريعة تفشي فيروس كورونا والاحتجاجات القائمة ضد الحكومة.
علقت تايوان منح تأشيرات السفر لمواطني هونغ كونغ وماكاو.
صرحت الحكومة السنغافورية إن أخذ إجازة مدة 1-14 يومًا سيكون إلزاميًا لجميع العاملين العائدين من الصين.
ذكرت التقارير وجود تزايد كبير في شراء البضائع الاستهلاكية (هلع الشراء) نتيجة الذعر في مدينة هونغ كونغ الناجم عن إشاعات عن التطبيق الوشيك للحجر الصحي.
مددت كل من خطوط فيرجن أتلانتيك الجوية، والخطوط الجوية الملكية الهولندية، والخطوط الجوية الفرنسية، والخطوط الجوية الأمريكية (لا تشمل رحلات هونغ كونغ)، والخطوط الجوية الأيبيرية تعليق رحلاتها الجوية حتى وقت آخر من شهر مارس.
صرحت شركة فولفو إن مصنعين في الصين مازالا مغلقين ويُخطط لافتتاحهما بعد عدة أسابيع.
صرح شينزو آبي أن الألعاب الأولمبية الصيفية 2020 لن تُؤجل.
بدأت كندا إخلاء مواطنيها من مدينة ووهان. وكان من المخطط أن تحط الطائرات في السابع من فبراير.
حذر «مكتب الأعمال الأفضل» من عمليات الاحتيال في الكمامات الطبية، إذ قد تكون هناك محاولات لاستغلال المخاوف الجارية وإطلاق ادعاءات كاذبة. قد يعطى المحتالون كمامات ذات جودة منخفضة أو من نوعية غير مناسبة، أو لا يقومون بإرسال الأقنعة الطبية بعد عملية الدفع.
طلبت وزارة الصحة والخدمات البشرية في الولايات المتحدة (إتش إتش إس) من البنتاغون إقامة منشآت عسكرية قرب 11 مطارًا رئيسيًا يمكن لكل منها استيعاب ما يصل إلى 220 مواطنًا أمريكيًا دعمًا لإجراءات الحجر الصحي في ظل جائحة فيروس كورونا. تشمل منشآت وزارة الدفاع والمطارات التي يمكنها دعم هذه العملية: قاعدة بيرل هاربور-هيكام المشتركة، هاواي، قرب مطار هونولولو الدولي، مركز تدريب قاعدة البحيرات العظمى البحرية، مطار أوهير الدولي في شيكاغو، القاعدة المحطة البحرية الجوية الاحتياطية المشتركة، تكساس، قرب مطار دالاس فورت ورث الدولي، قاعدة مارش الجوية الاحتياطية (إيه آر بي)، مطار لوس أنجلوس الدولي في كاليفورنيا، قاعدة ترافيس الجوية الاحتياطية (إيه إف بي)، قرب مطار سان فرانسيسكو الدولي في كاليفورنيا، قاعدة دوبين الجوية الاحتياطية، الطيران العام (جي إيه) قرب مطار هارتسفيلد جاكسون أتلانتا الدولي، منشآت فورت هاميلتون العسكرية في نيويورك في مطار جون إف كينيدي الدولي، قاعدة كيتساب البحرية، قرب مطار سياتل تاكوما الدولي في ولاية واشنطن، قاعدة أناكوستيا-بولينغ المشتركة، مطار واشنطن دولس الدولي في قطاع كولومبيا (واشنطن دي سي)، قاعدة ماكغوير-ديكس-لاكيهورست المشتركة، مطار نيوآرك ليبرتي الدولي في  ولاية نيو جيرسي، ومركز تدريب فورت كوستر في ميشيغان قرب مطار ديترويت ميتروبوليتان.
أبرز ما جاء في تصريح البروفيسور نيال فيرغسون مدير مركز مجلس البحوث الطبية للتحليل العالمي الأمراض المعدية (إم آر سي جيدا) في كلية لندن الإمبراطورية قوله «لم يذكر المسؤولون الصينيون درجة الانتشار الحقيقية لفيروس كورونا وهناك ادعاءات بوجود 50,000 حالة جديدة في البلاد يوميًا».
أجل المغني الويلزي نوفو آمور حفلته في سنغافورة إلى شهر يوليو.

### 7 فبراير
طلب البيت الأبيض من العلماء في الولايات المتحدة استقصاء مصدرالفيروس. كان أحد الأسباب التي تطلبت هذا الاستقصاء هو المقدار الكبير من المعلومات المضللة الموجودة حول الفيروس على شبكة الإنترنت.
بدأت العديد من الكليات حول العالم بإعادة النظر والتمعن في تقييم الخطط الطلابية الحالية لبرامج الدراسة الخارجية الموجهة من و/أو إلى الصين. كان الدافع وراء هذا الحفاظ على صحة الطلاب. عزلت كلية كوبلي الطلاب الذين قدموا من الصين دون ظهور علامات الفيروس عليهم.
التقط ثالث مواطن بريطاني العدوى في أثناء سفره إلى سنغافورة. «تخبر الحكومة المسافرين الواصلين إلى المملكة المتحدة من تسعة بلدان وأقاليم آسيوية أن يخضعوا لفحص طبي لتقييم أعراضهم. نُصح الواصلون بالبقاء في منازلهم والاتصال ب هيئة الخدمات الصحية الوطنية (المملكة المتحدة) «إن إتش إس» إذا شعروا بالمرض وكانوا عائدين إلى الوطن في الأيام الـ 14 السابقة». تشمل هذه البلدان والأقاليم: تايلاند، اليابان، كوريا الجنوبية، تايوان، سنغافورة، ماليزيا، هونغ كونغ، وماكاو.
رفعت سنغافورة خطر العدوى إلى المستوى البرتقالي، إذ إن الفيروس انتشر هناك دون معرفة مصدره. تعتبر هذه المرة الثانية فقط التي تطلق فيها سنغافورة الكود البرتقالي، إذ كانت المرة الأولى خلال جائحة إنفلونزا الخنازير (إتش 1 إن 1) عام 2009، تلا ذلك حدوث هلع شراء السلع والبضائع الاستهلاكية بشكل مشابه لردات الفعل في هونغ كونغ في اليوم السابق.
أُعيد تعيين موعد معرضين تجاريين للمجوهرات يقيمهما مجلس هونغ كونغ للتطوير التجاري بسبب الوباء الفيروسي. أُلغي أيضًا معرض هونغ كونغ للفن الدولي «آرت بازل» الذي خُطط لإقامته في مارس بسبب جائحة الفيروس.
حطت الطائرة الكندية التي أخلت المواطنين في كولومبيا البريطانية للتزود بالوقود. حملت الطائرة أيضًا مواطنين صينيين وحاملي جنسية صينية يملكون تأشيرات سفر سارية المفعول لدخول كندا تحت غطاء مرافقة الأطفال القاصرين الكنديين. كانت الوجهة النهائية للطائرات قاعدة القوات الكندية في ترينتون (سي إف بي).
لاستكمال عملية إخلاء المواطنين الأمريكيين من ووهان، حطت طائرة إنقاذ في أوماها، نبراسكا، بتاريخ 7 فبراير. حطت الطائرات الأخرى قرب سان دييغو وكاليفورنيا وسان أنطونيو وتكساس في ذات التاريخ. اعترف راكبان بظهور أعراض الفيروس عليهما.
حظرت خطوط الرحلات البحرية التابعة لشركة رويال كاريبيان إنترناشيونال حاملي جوازات السفر الصادرة من الصين وهونغ كونغ وماكاو، إضافةً إلى المسافرين الذين كانوا في هذه المواقع خلال الـ 14 يومًا السابقة.
أعلنت الولايات المتحدة منح مساعدة تصل إلى 100 مليون دولار للصين والأمم الأخرى المصابة بفيروس كورونا الجديد.
حطت طائرة الإخلاء الكندية الأولى في محطتها الأخيرة.
أغلقت هوندا ثلاثةً من مصانعها حول منطقة ووهان حتى 13 فبراير.
حذر البنك الاحتياطي الفدرالي من أن الفيروس خطر محتمل على نمو الاقتصاد الأمريكي.
أعلنت مؤسسة في إف التجارية أن شركة فانز الفرعية التابعة لها التي تصنع أحذية التزلج أغلقت مؤقتًا 60% من جميع متاجرها الموجودة في الصين.
أغلق دار أزياء «بربري» مؤقتًا ثالث متاجره في الصين.
عرضت الهند القيام باختبار العينات القادمة من دول جنوب شرق آسيا.
انسحبت شركة إنفيديا من ملتقى عالم الهاتف النقال المقام في برشلونة بعد إبلاغ الجمعية الدولية لشبكات الهاتف المحمول بسبب تهديد الفيروس.
أجلت فرقة «98 ديغريز» حفلتها في سنغافورة بسبب فيروس كورونا، إذ كان من المفترض إقامتها في 20 فبراير.
أعيدت جدولة عروض مسرحية الأسطول الأول «فيرست فليت» إلى مارس عام 2021، وهو عرض باللغة المندرية الصينية، خُطط لإقامته من 14 إلى 23 فبراير.
قررت شركتا لوكهيد مارتن ورايثيون الانسحاب من معرض سنغافورة الجوي لأن المخاوف من فيروس كورونا سببت هبوطًا في عدد الحاضرين لهذا الحدث. في ذات الوقت، قللت وزارة الدفاع الأمريكية عدد موفديها إلى العرض الجوي.

### 8 فبراير
مُددت العطلة المدرسية في فيتنام في كافة تقسيماتها الفرعية الإدارية من المستوى الأول التي يبلغ عددها 63 (58 إقليم و 5 بلديات)، أغلبها حتى 16 فبراير وخمسة تقسيمات حتى إشعار آخر.
مددت شركة أبل فترة إغلاق متاجرها ومكاتب شركاتها في الصين. على أن تُفتتح في وقت ما خلال الأسبوع الذي يبدأ في العاشر من فبراير، وهو الأسبوع التالي للأسبوع الذي صرحت أساسًا أنها ستعيد افتتاح متاجرها فيه.
حظرت خطوط الرحلات البحرية النرويجية حاملي جواز السفر الصادر عن الصين وهونغ كونغ وماكاو أو أي أحد زار هذه المناطق في الأيام الثلاثين السابقة.
أغلقت هيونداي أكبر مصانعها بسبب نقص الأسلاك التي تصل النظام الإلكتروني في سياراتها.
نصحت إندونيسيا المسافرين بأخذ الحيطة والانتباه في أثناء تواجدهم في سنغافورة، حيث رفعت الحكومة تحذير السفر إلى المستوى الأصفر، وهو المستوى الثاني من بين ثلاثة مستويات.

### 9 فبراير
طلبت السفارة الكويتية في سنغافورة من مواطنيها تأجيل خطط السفر بعد رفع الحكومة السنغافورية مستوى تحذير فيروس كورونا إلى الكود البرتقالي. تلتها سفارة دولة قطر في هذا الإجراء.
وسعت ماليزيا حظر المسافرين الصينيين ليشمل إقليمي جيجيانغ وجيانغسو.
اصطفت العائلات في القرية الفرنسية «لي كونتامين لونتجوي» لإجراء اختبار الفيروس.
نصحت إسرائيل المسافرين بتأجيل سفرهم إلى البلدان والأقاليم المصابة بفيروس كورونا، مع ذكر سنغافورة وتايلاند وكوريا الجنوبية واليابان وتايوان وماكاو وهونغ كونغ ضمن بيانها.

### 10 فبراير
- أعلنت شركات أمازون وسوني وإريكسون إلغاء مشاركتها في ملتقى عالم الهاتف النقال المقام في برشلونة بسبب الفيروس.[447]
- بلغ عدد القتلى اليومي رقمًا جديدًا، إذ وصل حتى 97 وفاة جراء الفيروس كل يوم.[448]
- هبطت أسواق الأسهم الآسيوية وعانت من الخسائر بسبب مخاوف المستثمرين المتعلقة بتأثير الفيروس على الاقتصاد.[449]
- عادت الطائرة التي حملت الناس الذين عاشوا في البرازيل أو كانو مواطنين فيها إلى الوطن، وحطت على أراضي البرازيل. وُضع ركاب الرحلة في الحجر الصحي. حطت الطائرة قبل رجوعها إلى البرازيل في بولندا، إذ حملت على متنها أيضًا ستة أشخاص عائدين إلى بولندا.[450]
- ألغيت بطولة النساء العالمية للغولف التي ترعاها شركة هونغ كونغ وشنغهاي للخدمات المصرفية (إتش إس بي سي)، وبطولة جمعية الغولف الاحترافية للسيدات، وألغت جمعية الغولف الاحترافية للسيدات (إل بّي جي إيه) حدثين آخرين بشكل كامل ضمن سنغافورة وتايلاند بسبب الفيروس. هذا يعني أنه بقي حدثان فقط لم يُلغيا.[443]
- ضمت المملكة المتحدة سنغافورة إلى قائمة الدول التي يُنصح المسافرون العائدون منها بالقيام بالحجر الصحي الذاتي إذا شعروا بأعراض مرضية كإجراء وقائي.[451]
- فرضت سرواق حجرًا صحيًا مدة 14 يوم للمسافرين القادمين من سنغافورة في محاولة لإبطاء انتشار فيروس كورونا. يأتي هذا الإجراء بعد أن رفعت سنغافورة «حالة نظام الاستجابة لتفشي الأمراض» (دورسكون) إلى المستوى البرتقالي في السابع من فبراير.[452]
- قرر ما يزيد عن 70 عارضًا الانسحاب أو عدم المشاركة في معرض سنغافورة الجوي بسبب الفيروس. انسحبت كل من شركة لوكهيد مارتن وشركة بومباردييه وشركة دي هافيلاند كندا من المعرض الجوي، وهذه الشركات مجرد قسم من العديد من العارضين المعروفين أو الشركات المعروفة التي انسحبت من المعرض الجوي.[453]
- أجلت شركة التسجيلات نيبون كولومبيا مناسبة إحياء ذكرى إطلاق الأغنية الفردية السادسة للممثلة الصوتية اليابانية ميكو إيتو Miku Itō، وهي أغنية الشارة لأنمي «بلنديرير» (السارق)، بسبب المخاوف من الفاشية.[454]

### 11 فبراير
- أُجل مؤتمر الحبوب العالمي الذي خُطط لإجرائه في سنغافورة إلى موعد آخر في يونيو و/أو يوليو بسبب الفيروس.[455]
- أخلت السلطات في هونغ كونغ مبنًى سكنيًا ضمن عقارات جزيرة تسينغ يي الصينية بعد أن شُخص مقيمان يعيشان منفصلين بالإصابة بالفيروس.[456]
- خفض الفيروس أسعار النفط الخام في جميع أنحاء العالم، لأن طلبات الصين من النفط الخام تناقصت نتيجة توقف العمل والإغلاق الكامل والمخاوف والإجراءات الأخرى. وصل سعر النفط إلى أخفض قيمة له منذ سنة مرة أخرى، وهبط مدة خمس أسابيع.[457]
- نصحت كوريا الجنوبية المسافرين بتأجيل رحلاتهم إلى البلدان والأقاليم التي أصيبت بفيروس كورونا، ومن ضمنها سنغافورة وماليزيا وتايلاند وفيتنام واليابان وتايوان إضافةً إلى بر الصين الرئيسي.[442]
- حثت تايوان المسافرين باتخاذ الاحتياطات اللازمة عند السفر إلى سنغافورة أو تايلاند، وتجنب السفر إلى هونغ كونغ أو ماكاو إلا عند الضرورة القصوى.[442]
- خططت سنغافورة وماليزيا لتشكيل مجموعة عمل مشترك للوقاية من عدوى فيروس كورونا وضبطها.[458]
- لم تسمح وزارة الصحة التايلاندية لسفينة «إم إس ويستردام» التابعة لخطوط هولاند أمريكا للرحلات البحرية بإنزال ركابها على أراضي البلاد. كانت ذريعة وزارة الصحة وجود 32 حالة إصابة مسجلة في تايلاند.[459]
- خلال البث المباشر لشبكة فوكس للأعمال، اقترحت المذيعة ماريا بارتيرومو أن الصين طورت كوفيد-19 كسلاح بيولوجي للدمار الشامل وحاولت عن عمد إصابة دبلوماسيي الولايات المتحدة في البيت الأبيض وفي دافوس في سويسرا.[460]

### 12 فبراير
- مددت الخطوط الجوية الأمريكية تعليق رحلاتها إلى هونغ كونغ والصين إلى موعد آخر في أواخر أبريل.[461]
- صرحت منظمة الصحة العالمية أن لقاح فيروس كورونا قد يكون جاهزًا خلال 18 شهرًا تقريبًا.[462]
- أوقفت الخدمة البريدية للولايات المتحدة والخدمات البريدية في سنغافورة والخدمات البريدية السويدية والخدمات البريدية الأسترالية بشكل مؤقت إرسال البريد والخدمات البريدية الأخرى إلى الصين و/أو هونغ كونغ إضافةً إلى ماكاو. نجم هذا عن نقص رحلات الطيران المتاحة وتعليق الطيران، والذي صعّب إرسال البريد إلى الصين وهونغ كونغ وماكاو.[463]
- صرح المدير التنفيذي لشركة بولغاري أن نصف متاجر الشركة في مناطق الصين الكبرى أُغلقت مؤقتًا بسبب الفيروس.[464]
- أُجل سباق جائزة الصين الكبرى للفورميلا واحد لعام 2020 إلى تاريخ آخر بسبب الفاشية، وكان من المخطط إقامته في أبريل.[465]
- أعلن دالاي لاما إيقاف كل حفلات الارتباط العامة بسبب الجائحة.[466]
- أُلغي ملتقى عالم الهاتف النقال (إم دبليو سي) الذي خُطط لبدئه في 24 فبراير بسبب الفيروس.[467]
- أعلن مركز مكافحة الأمراض واتقائها (سي دي سي) أن الاختبارات التشخيصية التي طورها لا تعمل. أُتيحت هذه الاختبارات للمختبرات المعتمدة في الولايات المتحدة إضافةً إلى مشاركتها مع أكثر من ثلاثين بلدًا. أظهرت الأداة بعض النتائج غير المؤكدة بسبب خلل محتمل في أحد الكواشف الكيميائية (ليست إيجابية ولا سلبية).[468]
- وفقًا للبنك الألماني (دويتشه بنك)، قد يسبب كوفيد-19 ركودًا اقتصاديًا في ألمانيا.[469]
- هرب ثلاثة أشخاص من منشأة للحجر الصحي في روسيا. هرب هؤلاء بسبب سوء الظروف في المنشأة والمسؤولين عن الحجر وفقًا لهم.[470]
- بلغت إلغاءات الحجوز الفندقية في جزيرة سانتوريني اليونانية نسبة 60 إلى 70% في شهري فبراير ومارس، وكان هناك مخاوف من بلوغ نسبة الإلغاء 100% في أبريل.[471]

### 13 فبراير
- أكدت منظمة الصحة العالمية أن التباطؤ في معدل الإصابات الجديدة يجب أخذه بحذر لأن الوضع قد يتغير بمسار غير متوقع. صرحت منظمة الصحة العالمية أيضًا أنه من الباكر توقع انتهاء الفاشية.[472]
- أغلقت السلطات كميونة سون لوي Sơn Lôi (محافظة فين فوك) بعد إصابة خمس حالات مستقصاة من قبل مجموعة، على أن يستمر هذا الإغلاق حتى 3 مارس.[473]
- أعلنت اليابان أن امرأة في الثمانينيات من عمرها ماتت خارج طوكيو. ظهرت إيجابية تحليلين أيضًا لسائقي سيارة عمومية.[474]
- حُجر مسافر وحيد من الصين في قاعدة لاكلاند الجوية في تكساس. كانت هذه الحالة الخامسة عشر في الولايات المتحدة.[475]
- أعلنت مؤسسة شامبليمود، وهي مؤسسة أبحاث طبية حيوية خاصة، إلغاء مؤتمرها الذي أعدت لإقامته في 12 و 13 من شهر مارس.[476]
- عقد وزراء الصحة في الاتحاد الأوروبي اجتماعًا في بروكسل.[477]
- سُمح للسفينة «إم إس ويستردام» أن ترسو في مدينة سيهانوكفيل في كمبوديا.[478]

### 14 فبراير
- أعلنت البرتغال حالةً أخرى مشتبهة لطفل دون أن تحدد عمره كان عائدًا من الصين. ظهرت نتائج الإصابة سلبيةً بعد التحليل السريري للحالات المشتبه الست السابقة جميعًا.[479]
- في براغانزا، البرتغال، وافق طالبا كلية جامعيان على البقاء في الحجر الصحي عند عودتهم إلى براغانزا. رغم أنهما لم يظهرا أعراض المرض ولم يحتكا بأشخاص مصابين وفق المعلومات المعروفة عنهما، وخضعا للحجر الصحي بسبب قيامهما برحلة سفر حديثة في عطلتهما إلى الصين.[480]
- في المملكة المتحدة، حجر عضوا البرلمان أليكس سوبل وليليان غرينوود نفسهما بعد معرفة أنهما حضرا مؤتمرًا في السادس من فبراير حيث حضرت معهما حالة مؤكدة الإصابة.[481]
- تخرج مواطن ألماني في مدينة ميورقة الإسبانية من الحجر الصحي في المشفى بعد أن ظهرت نتيجة اختباره سلبية مرتين. خضع هذا لمواطن لاختبار سابق أظهر إيجابية إصابته بمرض سارس-كوف-2 دون أن تظهر عليه أي أعراض.[482]
- أُبلغ عن أول حالة إصابة بفيروس كورونا في القارة الإفريقية في مصر.[483]
- أطلقت شركة غراب خدمة نقل غراب كير لعاملي الرعاية الصحية في سنغافورة. تأتي هذه الخدمة بعد تقارير عن تزايد التمييز بسبب الوضع الناجم عن مرض كوفيد-19، ما جعل من الصعب على عمال الرعاية الصحية إيجاد وسيلة نقل.[484]
- طلبت المغنية اليابانية والممثلة الصوتية يوي أوغورا من الحاضرين في حدث عيد الحب الذي تحيا فيه ذكرى أغنيتها المفردة الرابعة عشر أن يرتدوا الكمامات الطبية.[485]
- علقت الكنيسة الرومانية الكاثوليكية في سنغافورة حدوث التجمعات إلى أجل غير مسمًى بدءًا من ظهر 15 فبراير في ضوء انتشار فيروس كورونا.[486]

### 15 فبراير
- أعلنت الولايات المتحدة أنها ستُخلي الأمريكيين الموجودين في هذا التاريخ على متن سفينة أميرة الألماس.[487]

### 16 فبراير
- أعلنت المديرية العامة للصحة في البرتغال أنها كانت تجمع قائمةً من المشافي في البرتغال قد تعزز المشافي الثلاثة المجهزة مسبقًا لاستقبال المرضى في حال دعت الحاجة. كان من المخطط أن تكون القائمة جاهزةً بحلول 17 فبراير.[488]
- وفقًا لمسؤول خدمات الطوارئ الطبية البرتغالية (آي إن أي إم)، تملك البرتغال حاليًا أربع سيارات إسعاف قادرة على نقل المرضى المصابين بفيروس كورونا المستجد إلى المشافي المحددة لاستقبال الحالات. وجب على العاملين في (آي إن أي إم) المؤلفين من 700 ممارسًا طبيًا أن يُجروا دورات تعليمية ويخضعوا لتدريب جديد للتعامل مع الفيروس.[489]

### 17 فبراير
- أخلى المسافرون الأمريكيون سفينة أميرة الألماس وكان من المخطط عودتهم إلى الولايات المتحدة ووضعهم في الحجر الصحي مدة 14 يومًا.[490]
- فرضت سنغافورة تعليمات البقاء في المنزل على كل المقيمين وحاملي جواز السفر طويل الأمد العائدين من الصين على أن  يسري هذا القرار من 18 فبراير. شمل هذا عدم السمح لهم بمغادرة المنازل خلال مدة 14 يوم.[491]
- بعد تأكيد انتشار الإصابة على متن سفينة إم إس ويستردام، منعت السلطات الماليزية المسافرين على هذه السفينة السياحية الفاخرة من دخول أراضيها. قامت سنغافورة بإجراء مماثل، وسمحت للمواطنين بالدخول بعد فرض الحجر الصحي عليهم.[492]
- ألغيت مراسم عيد ميلاد الإمبراطور الياباني ناروهيتو ودعوة العامة التي كانت ستقام في 23 فبراير.[493]
- طلبت وزارة الصحة الإسرائيلية من الناس العائدين من الدول والمقاطعات الآسيوية أن يقوموا بالحجر الصحي الذاتي. ذكرت في بيانها بر الصين الرئيسي وتايوان وماكاو وهونغ كونغ وسنغافورة وتايلاند وكوريا الجنوبية واليابان.[494]
- اقتصر ماراثون طوكيو المخطط إقامته في 1 مارس على نخبة العدائين ورياضيي الكرسي المتحرك. في البداية، كان من المتوقع مشاركة أكثر من 38,000 شخص، لكن تغير هذا العدد لينخفض إلى 206 مشاركين فقط.[494]
- استبدلت الحلقة السابعة من أنمي «سيرتين سيانتيفيك ريلغان تي» بعنوان «العيون أجدر بالثقة من الآذان» بإعادة عرض الحلقة السادسة منه بسبب تأجيل الإنتاج المتعلق بفاشية الفيروس.[495]

### 18 فبراير
- أكد موقع «صور غيتي» أنه كان يحمي هوية المصورين الصحفيين في الصين «بسبب المخاوف على سلامتهم».
- أعلنت شركة بوشيرود، وهي شركة ترفيهية تعرف بإنشائها مانغا «حلم متفجر!» و«شوجو كاجيكي ريفوي ستارلايت» وهو من وسائل الإعلام الامتيازية اليابانية، تأجيل وإلغاء أحداث عديدة حتى تاريخ 19 مارس بسبب الفاشية، وأنها ستعرض إعادة المبالغ المدفوعة. استبدلت الحلقة السابعة من «مدن المبارزة Infinite Dendrogram» بإعادة عرض الحلقة الأولى منه بسبب تأجيل الإنتاج الناجم عن فاشية الفيروس. لم تحظ جائزة سيو الرابعة عشر بحضور الشخصيات المشهورة بعد الحفل، وسمح للفائزين ومقدمي الجوائز والصحفيين فقط بحضور مراسيم الاحتفال في 7 مارس.[496]
- أعلن نائب رئيس الوزراء في سنغافورة ووزير المالية «هينغ سوي كيت» وضع 6.4 مليار دولار سنغافوري معونةً لمساعدة الأعمال والمدنيين على تجاوز هذه الأزمة. من بين هذه الأموال، ستوضع 4 مليارات دولار سنغافوري ضمن «حزمة الاستقرار والدعم» للأعمال التي تأذت بشدة إضافةً إلى إعادة تدريب العمال، و 1.6 مليار دولار سنغافوري ل ـ«حزمة العناية والدعم» لتغطية نفقات الأسر. سيوضع 800 مليون دولار سنغافوري جانبًا لدعم جهود العناية الصحية. لن تطبق خطة رفع ضرائب البضائع والخدمات حتى 9% في 2021 بسبب التأثر الاقتصادي، مع إضافة 6 مليارات دولار لحزمة الضمان في حال دخل الارتفاع حيز التنفيذ.[497]

### 19 فبراير
- أُلغي احتفال شارع نيهونباشي في أوساكا، وهو كوسبلاي يتصف أنه الأكبر من نوعه، وهذا بسبب المخاوف من فاشية فيروس كورونا.[498]
- أجلت ميدياكروب، وهي جهة البث الرئيسية في سنغافورة، مراسم «جوائز النجوم» إلى النصف الثاني من عام 2020، التي كانت مقررةً بداية في موعد 26 أبريل بسبب المخاوف الناجمة عن الفاشية المستمرة.

### 20 فبراير
- أعادت ماكاو افتتاح صالات المقامرة بعد 15 يوم من الإغلاق، ولكن وجب على كل الزبائن وطاقم الخدمة ارتداء الكمامات الطبية ضمن إجراءات التعزيز التي تهدف لإنقاص انتشار الفيروس.[499]
- منعت إسرائيل دخول المسافرين الذين كانوا في الصين أو هونغ كونغ أو تايلاند أو سنغافورة في الأيام الـ 14 السابقة.
- في بلدة نوفي سانزاري الأوكرانية، تعرضت الحافلات التي حملت الأفراد الذين أُجليوا من الصين لهجوم شنه رعاع يلقون الحجارة ويقومون باشتباكات عنيفة مع رجال الشرطة.
- أوقفت العراق السفر من وإلى إيران بعد التزايد المفاجئ في عدد الحالات هناك. وفي ذات الوقت، لم يُسمح للمسافرين من إيران بدخول البلاد.[500]

### 21 فبراير
وعينت كوريا الجنوبية دايجو ومقاطعة تشيونغدو «كمناطق للرعاية الخاصة»، بعد ارتفاع حاد في الحالات المبلغ عنها. كما أعلنت الحكومة عن خطط لإرسال موظفين طبيين عسكريين ومرافق عزل مؤقتة لوقف الفيروس. وفي سيول، لن يُسمح باحتجاجات ومظاهرات كبيرة نُظمت في عطلة نهاية الأسبوع. كما منع الجيش جميع الجنود من أخذ إجازة، ومغادرة الثكنات واستقبال الضيوف. وقد تم نصح السكان في دايجو بالبقاء في منازلهم حيث فرض قادة قاعدة أمريكية كبرى قيودًا على الحركة.[بحاجة لمصدر]

### 22 فبراير
الكويت توقف رحلاتها من وإلى إيران، وفرضت حظرًا على المسافرين القادمين من إيران كاحتياط. أي كويتي عائد سيتم عزله. وبالإضافة إلى ذلك، نصحت السلطات هناك بعدم السفر إلى إيران.
أغلقت سامسونج مصنع الهاتف في غومي حتى 24 فبراير، مع الطابق الذي عمل به الموظف المصاب مُغلق حتى 25 فبراير. يأتي ذلك بعد التأكد من وجود حالات تتضمن عامل هناك.
وأعلنت أستراليا تخفيف القيود المفروضة على سفر الطلبة الصينيين في العام 11 أو 12 فيما عدا اولئك الذين في هوبى والتي سيتم بحثها على اساس كل حالة على حدة. سيحتاج الطلاب إلى الحصول على موافقة الولايات والأقاليم، وكذلك المدارس المعنية. ويجري النظر في إعفاءات مماثلة لطلاب الجامعات الصينية.

### 23 فبراير
وقد أغلقت تركيا حدودها مع إيران وحظرت جميع الرحلات القادمة كاحتياط لوقف انتشار المرض بعد أن ابلغت إيران عن 43 حالة. كما أغلقت باكستان حدودها مع إيران، أفغانستان تعلق السفر من وإلى إيران والأردن تحظر المواطنين من الصين وإيران وكوريا الجنوبية. جورجيا تفرض قيوداً على الرحلات الجوية الواردة مع إيران، مما يسمح للركاب بالسفر فقط في اتجاه واحد.
وتتخذ إيطاليا اجراءات صارمة تضع حوالى 50 الف شخص في حالة اغلاق كامل في محاولة للسيطرة على الفيروس. وتُفرض الغرامات على من يُضبطون وهم يدخلون مناطق تفشي المرض أو يغادرونها. تم إلغاء كرنفال البندقية وكرنفال إيفريا.
وترفع كوريا الجنوبية حالة التأهب للإصابة بالمرض إلى اعلى مستوى، بعد أن استمر عدد الحالات في الارتفاع بشكل حاد.
ووسعت سنغافورة نطاق استشاراتها الصحية إلى دايغو وشيونغدو في كوريا الجنوبية، ونصحت المسافرين «بتجنب السفر غير الضروري». وفي الوقت نفسه، جرى توسيع نطاق تعريف الحالات المشتبه فيها ليشمل المسافرين القادمين من هاتين المدينتين.
وحظرت الكويت على السفن القادمة من إيران التوقف عند موانئها بسبب فيروس الكورونا.
ومددت إسرائيل حظر السفر إلى اليابان وكوريا الجنوبية الذي دخل حيز التنفيذ في اليوم التالي، في أعقاب حظر السفر السابق الذي شمل تايوان وإيطاليا وأستراليا وماكاو.
ومنعت تايوان العاملين في مجال الرعاية الصحية في المستشفيات من السفر لإدارة النقص في العاملين وسط تفشي المرض. ويتعين على أولئك الذين يحتاجون إلى حضور اجتماعات هامة في الخارج أن يطلبوا الإذن. ويأتي ذلك بعد أن حظرت ثلاث حكومات محلية سفر الموظفين الحكوميين. وبالإضافة إلى ذلك، يُنصح الأفراد العسكريون بتجنب الأماكن المتأثرة بفيروس كورونا المستجد، مع فرض الحجر الصحي في حالة عودتهم من هذه الأماكن.[بحاجة لمصدر]

### 24 فبراير
تقرير حالة منظمة الصحة العالمية 35.[بحاجة لمصدر]
- أكدت أفغانستان أول حالة تتعلق بشخص عاد مؤخرا من مدينة قم الإيرانية.
- أكدت البحرين أول حالة تتعلق بمواطن بحريني سافر إلى إيران.
- أكدت كندا حالة أخرى في كولومبيا البريطانية، مما رفع العدد الإجمالي إلى 11 حالة.
- أكدت هونج كونج سبع حالات اعلى ليصل اجمالى العدد إلى 81 حالة.
- أكدت إيران 18 حالة أعلى ليصل العدد الاجمالى إلى 61 حالة. كما تم الإبلاغ عن اربع وفيات أعلى في البلاد ليصل العدد الإجمالى إلى 12.
- أكدت العراق أول حالة تتعلق بطالب إيراني.
- أكدت إيطاليا وجود 74 حالة جديدة، ليصل المجموع إلى 229 حالة موزعة على ست مناطق إدارية مختلفة. كما تم تأكيد أربع وفيات أخرى، ليصل العدد الإجمالي إلى 7.
- أعلنت الكويت عن أولى حالاتها المتعلقة بخمسة أشخاص قادمين من مدينة مشهد الإيرانية.
- أكدت عُمان أول حالاتها التي تتعلق بامرأتين عمانيتين جاءتا من إيران.
- أكدت سنغافورة حالة أخرى، مما رفع العدد الإجمالي إلى 90 حالة.
- أكدت كوريا الجنوبية وقوع 231 حالة اعلى ليصل العدد الاجمالى إلى 833 حالة. كما تأكدت حالة الوفاة السابعة.
- أكدت إسبانيا حالتها الإيجابية الثالثة، وهو رجل إيطالي، في تينيريفي، بجزر الكناري.
- أكدت تايوان حالتين اخريتين ليصل العدد الاجمالى إلى 30 حالة.
- أكدت الولايات المتحدة وقوع 18 حالة أخرى من بينها مسافرون تم اجلاؤهم من السفينة السياحية ليصل العدد الاجمالى إلى 53 حالة.
- كانت نتيجة فحص مريضة في مقاطعة سيتشوان ايجابية فقط في اختبارها التاسع.

### 25 فبراير
تقرير حالة منظمة الصحة العالمية 36.
- أبلغت الجزائر عن أول حالة لها، وهو رجل إيطالي وصل في 17 فبراير.
- أبلغت النمسا عن أول حالتين، حيث جاءت نتيجة اختبار اثنين من الإيطاليين اللذين يعيشان في تيرول إيجابية لفيروس كورونا المستجد. كان أحد الزوجين موظف استقبال في فندق ونتيجة لذلك تم إغلاق الفندق في المركز السياحي لجبال الألب في إنسبروك في محاولة لاحتواء الوباء.
- وأكدت البحرين حالتها الثانية، وهي امرأة بحرينية سافرت من إيران عبر مطار دبي الدولي. وارتفع العدد لاحقاً إلى ثماني حالات مؤكدة مع إضافة رجلين بحرينيين وأربع نساء سعوديات. وفي وقت لاحق من نفس اليوم، حدّثت البحرين عدد الحالات إلى 17 حالة، مع سفر جميع المصابين من إيران. وارتفع هذا المجموع في وقت لاحق مرة أخرى إلى 23 حالة، ومرة أخرى سافرت جميعها من إيران.
- أبلغت وزارة الصحة البرازيلية عن أول حالة إيجابية لفيروس كورونا في البلاد وأمريكا الجنوبية، وهو رجل يبلغ من العمر 61 عامًا من ساو باولو، سافر إلى لومبارديا، إيطاليا، في الفترة من 9 إلى 21 فبراير. كان يظهر عليه أعراض خفيفة وتم حجره صحيًا في المنزل، وكان اختبار التأكيد إيجابيًا أيضًا.
- أعلنت كرواتيا عن أول حالة للفيروس، حيث تم دخول مريض إلى المستشفى في العاصمة، زغرب، والذى كان قد سافر إلى إيطاليا ومكث في ميلانو.
- شهدت فرنسا حالتين إضافيتين: إحداهما رجل فرنسي عائد من رحلة في منطقة لومبارديا في إيطاليا؛ والأخرى كانت شابة صينية عائدة إلى فرنسا من رحلة إلى الصين. وبذلك بلغ العدد الإجمالي للحالات في الدولة 14 حالة.
- شهدت ألمانيا حالة تم التعرف عليها في ولاية شمال الراين وستفاليا لشخص عاد مؤخرا من إيطاليا، مما جعل حالات الدولة تصل إلى 17. وتأكد فيما بعد أن رجلا آخر كان ايجابيا، ليصل العدد الاجمالى إلى 18.
- أكدت هونج كونج ثلاث حالات اعلى، ليصل اجمالى العدد إلى 84 حالة.
- أكد المسؤولون الإيرانيون ان عدد الوفيات بلغ رسميا 16. وكانت هناك 34 حالة أخرى، ليصل العدد الإجمالي إلى 95 حالة. وفي اليوم نفسه، أكد النائب الإيراني محمود صادقي أن نتيجة اختباره للفيروس قد أصبحت إيجابية، إلى جانب إياد حريرشي، نائب وزير الصحة، الذي كان في اليوم السابق جزءاً من مؤتمر صحفي حول تعامل إيران مع الفيروس.
- أكدت العراق خمس حالات أخرى - طالب إيراني وأسرة مكونة من أربعة أفراد وصلوا من إيران، مما يرفع العدد الإجمالي للحالات إلى 6 حالات.
- أكدت إيطاليا 94 حالة جديدة، ليصل المجموع إلى 323 حالة موزعة على تسع مناطق إدارية مختلفة. كما تأكدت ثلاث وفيات أخرى، ليصل العدد الاجمالى إلى 10. وارتفع هذا في وقت لاحق من اليوم إلى أربع وفيات، ليصل المجموع إلى 11.
- أكدت الكويت أربع حالات إضافية، جميعهم أشخاص عادوا من إيران، ليصل مجموعهم إلى 9 حالات.
- أكدت عُمان حالتين إضافيتين، ليصل المجموع إلى أربع حالات. وترتبط الحالتين الإضافيتين بالسفر إلى إيران.
- أكدت سنغافورة حالة أخرى، ليصل العدد الإجمالي إلى 91 حالة.
- أكدت كوريا الجنوبية وقوع 144 حالة أخرى، ليصل العدد الإجمالي إلى 977 حالة. كما تم تأكيد اربع وفيات، ليصل العدد الإجمالي إلى 11. وكان من بين المصابين أحد أفراد طاقم الجو الكوري.
- إسبانيا، جزر الكناري: في جزيرة تينيريفي اثنين من نزلاء الفندق الإيطالي جاءت نتائج اختبارهم إيجابية للفيروس. وأدى ذلك إلى عزل مئات الضيوف في فندق أتش 10 كوستا أديجي بالاس لتسهيل إجراء مزيد من الاختبارات ووقف انتشار المرض. وفي وقت لاحق من اليوم، تم الإبلاغ عن أول حالة في البر الرئيسي لإسبانيا، مع امرأة من كاتالونيا، والتي عادت مؤخرا من إيطاليا، وتم تشخيصها في برشلونة. تم تأكيد حالة سابعة في وقت متأخر من المساء من قبل حكومة مدريد الإقليمية.
- أعلنت الحكومة السويسرية عن أول إصابة في البلاد.
- أكدت تايوان حالة أخرى، وهي صبي يبلغ من العمر 11 عاما، ليصل العدد الإجمالي إلى 31 حالة.
- أبلغت تايلند عن حالتين آخرين، ليصل المجموع إلى 37 حالة. والحالتان الجديدتان، وهما مواطنان تايلنديان، كانا شخصان يخضعان للمراقبة بسبب تاريخ سفر آخرين سافروا إلى بلدان معرضة لخطر الإصابة.
- تأكدت الوفاة الرابعة المرتبطة بأميرة الألماس.

### 26 فبراير
تقرير حالة منظمة الصحة العالمية 37: أشار المدير العام لمنظمة الصحة العالمية، تيدروس أدهانوم، إلى أن «... 14 بلدًا لديها حالات لم تبلغ عن حالة منذ أكثر من أسبوع، والأهم من ذلك أن 9 بلدان لم تبلغ عن حالة منذ أكثر من أسبوعين هي: بلجيكا وكمبوديا وفنلندا والهند ونيبال والفلبين والاتحاد الروسي وسريلانكا والسويد.»
- أكدت أستراليا حالة أخرى، مما رفع العدد الإجمالي إلى 23 حالة.
- أكدت البحرين ثلاث حالات إضافية، ليصل مجموع حالاتها إلى 26 حالة. في وقت لاحق من المساء أكدت 7 حالات أخرى، ليصل المجموع إلى 33.
- أكدت كندا حالة جديدة في تورونتو لامرأة لها تاريخ سفر إلى إيران. ليصل المجموع إلى 12.
- أكدت كرواتيا حالتيها الثانية والثالثة، والثانية كانت الأخ التوأم للمريض الأول والثالثة هي رجل يعمل في بارما، إيطاليا.
- أبلغت فنلندا عن حالتها الثانية.
- أكدت فرنسا ثلاث حالات جديدة، وبذلك تبلغ 17 حالة. كما أعلنت عن وفاتها الثانية من المرض، وهو فرنسي يبلغ من العمر 60 عامًا تم تشخيص حالته في الليلة السابقة. وأُعلنت حالة ثامنة عشرة في وقت لاحق.
- أبلغت جورجيا عن أول حالة لها في البلد، وهو مواطن جورجي مسافر من إيران.
- أبلغت ألمانيا عن خمس حالات إضافية. وبحلول نهاية اليوم ارتفع العدد الإجمالي للحالات في البلاد إلى 27 حالة.
- أكدت اليونان أول حالة لها، وهي امرأة تبلغ من العمر 38 عامًا سافرت مؤخراً إلى إيطاليا.
- سجلت هونج كونج ست حالات جديدة، من بينها صبي يبلغ من العمر 16 عامًا وشقيقته البالغة من العمر 21 عامًا كانا على متن سفينة أميرة الألماس، ليصل اجمالى الحالات إلى 91 حالة.
- أكدت إيطاليا 51 حالة إضافية، ليصل مجموع حالاتها إلى 374 حالة. كما أكدت الوفاة الثانية عشرة من الفيروس. وفي المساء أعلنوا عن 27 حالة جديدة تلتها 54 حالة إضافية، مع حالتين سابقتين أعلنتا نتائج إيجابية خاطئة.
- أكدت إيران مقتل أربعة آخرين ليصل العدد إلى 19 شخصًا. وتم تأكيد 44 حالة أخرى، مما رفع العدد الإجمالي إلى 139 حالة.
- أكدت اليابان وفاتها الثانية من الفيروس. كما أبلغت عن 5 حالات جديدة مؤكدة في ناغويا. وتم تأكيد حالة وفاة ثالثة في وقت لاحق.
- أكدت الكويت أن مجموع الحالات المؤكدة قد ارتفع إلى 12 حالة مع حالة واحدة جديدة. وفي وقت لاحق من ذلك اليوم أكدوا أن المجموع الإجمالي قد ارتفع إلى 25.
- أكدت لبنان حالتها الثانية.
- أكدت مقدونيا الشمالية أول حالة لها، وهي امرأة عادت مؤخرا إلى الوطن من إيطاليا.
- أكدت النرويج حالتها الأولى، وهو شخص عاد من الصين.
- أكدت باكستان حالتها الأولى، وهو رجل يبلغ من العمر 22 عامًا من إقليم السند كان قد سافر إلى إيران، وأكدت أيضاً حالة ثانية دون مزيد من التفاصيل.
- أكدت رومانيا حالتها الأولى.
- أكدت روسيا ثلاث حالات اعلى من الركاب الذين كانوا على متن السفينة السياحية اميرة الألماس ليصل العدد الاجمالى إلى 5.
- أكدت سنغافورة حالتين آخرتين، مما رفع العدد الإجمالي إلى 93 حالة.
- أكدت إسبانيا خمس حالات أعلى من بينها رجل نقل إلى المستشفى في إشبيلية بعد أن ثبتت نتيجته الإيجابية ليصل العدد الاجمالى إلى 12 حالة. وكانت هذه أول حالة مؤكدة في المنطقة الجنوبية من الأندلس. وتم تأكيد حالة أخرى في وقت لاحق في جزر الكناري.
- أكدت كوريا الجنوبية وقوع 169 حالة أعلى ليصل العدد الإجمالى إلى 1146 حالة. كما سجلت وفاة إضافية، مما زاد مجموعها إلى 12. وبعد الظهر، أبلغت الدولة عن وقوع 115 إصابة أخرى، ليصل العدد الإجمالي إلى 1261 إصابة.
- أبلغت السويد عن حالة جديدة، هي الثانية في البلد.
- أكدت تايوان حالة إضافية، ليصل مجموعها إلى 32 حالة.
- أكدت تايلند ثلاث حالات إضافية، ليصل مجموع حالاتها إلى 40 حالة.
- أكدت الولايات المتحدة ثلاث حالات جديدة - واحدة هي حالة محلية في كاليفورنيا ليس لها تاريخ في السفر، والحالتين الأخريين هما راكبان سابقان على متن سفينة أميرة الألماس - ليصل العدد الإجمالي إلى 60 حالة.
- وشهدت «أميرة الألماس» 14 حالة مؤكدة جديدة، ليصل عدد الحالات إلى 705 حالة على متن السفينة. وتشير التقديرات إلى أن عدد الركاب على متن السفينة قد يصاب بالعدوى أكثر مما كان يعتقد من قبل.
- ولأول مرة، أعيد استيراد حالة إلى الصين من بلد آخر؛ سافر المريض من إيران.

### 27 فبراير
تقرير حالة منظمة الصحة العالمية 38:[بحاجة لمصدر]
- أبلغت النمسا عن حالتها الثالثة، وهي الأولى في فيينا.
- أكدت كندا أول انتقال من إنسان إلى آخر في تورونتو، وهو زوج المرأة التي سافرت إلى إيران، مما رفع مجموع الحالات في البلد إلى 13 حالة. أبلغت البلاد في وقت لاحق عن حالة افتراضية في كيبيك. كان للمريض تاريخ سفر إلى إيران. وكانت هذه الحالة المُفترضة هي الحالة الأولى في كيبيك، مما رفع العدد الإجمالي إلى 14 حالة.
- أبلغت الصين من خلال اللجنة الصحة الوطنية عن 433 حالة جديدة و 29 حالة وفاة جديدة في جميع أنحاء البر الرئيسي. ومن بين هذه الحالات، كانت هناك 409 حالة و 26 وفاة في مقاطعة هوبي.
- أكدت الدانمرك حالتها الأولى، وهي شخص عاد مؤخرا من إيطاليا.
- أبلغت إستونيا عن حالتها الأولى، وهو رجل إيراني عاد مؤخرًا من إيران.
- أبلغت فرنسا عن 20 حالة جديدة، مما رفع عدد الحالات في البلد إلى 38 حالة.
- شهدت ألمانيا حالة أخرى تم الإبلاغ عنها في شمال الراين وستفاليا. وفي المساء أفادت التقارير أن هناك 14 حالة جديدة في نفس الولاية، ليصل إجمالي الحالات في ألمانيا إلى 40 حالة. ارتفعت الحالات إلى 45 بحلول نهاية اليوم.
- أكدت اليونان حالتين اخرتين، ابنة المريض الأول وسيدة أخرى في أثينا ليصل إجمالى عدد الحالات إلى 3 حالات.
- أبلغت هونغ كونغ عن حالتين إضافيتين، أصيبت المرأتان كلتاهما بعد زيارة معبد في هونغ كونغ في وسط مجموعة من الإصابات بفيروس كوفيد-19 وبذلك بلغ العدد الإجمالي للحالات 93 حالة.
- ذكرت إيران أن 22 شخصا لقوا مصرعهم الآن وسط 141 شخصًا اُصيبوا بالفيروس. أعلن رئيس لجنة الأمن القومي الإيراني، مجتبى زولنور، أنه قد أصيب بالعدوى. وأعلنت إيران في وقت لاحق عن زيادة عدد الوفيات إلى 26 وفاة و 245 حالة. كما جاءت نتيجة نائبة رئيس البلاد لشؤون المرأة والأسرة معصومة إبتكار إيجابية.
- أبلغت العراق عن حالة جديدة مرتبطة بالسفر إلى إيران، وهي الحالة السادسة في البلد والأولى في بغداد. وتم تأكيد حالة سابعة في كركوك في وقت لاحق من اليوم.
- أبلغت إسرائيل عن حالة أخرى، شخص سافر إلى إيطاليا، مما رفع العدد الإجمالي إلى 3 أشخاص.
- ذكرت إيطاليا أن شخصين آخرين لقيا مصرعهما، ليصل بذلك عدد الوفيات إلى 14. وأفادت هيئة الحماية المدنية بأن عدد الحالات المؤكدة قد ارتفع من 420 إلى 528 حالة. وفي وقت لاحق من اليوم أُعلن عن وفاة ثلاثة أشخاص آخرين، ليصل عدد الوفيات إلى 17 شخصًا، وارتفع مجموع الحالات المؤكدة إلى 650 حالة. وفي نهاية اليوم، ارتفع مجموع الحالات إلى 655 حالة. تم تشخيص بيترو ماتزوكى رئيس بلدية بورجونوفو فال تيدوني بالفيروس.
- أبلغت اليابان عن 17 حالة جديدة. وأكدت حالة تتعلق بإصابة مريض متعافي بالعدوى من جديد بفيروس كوفيد-19. وارتفع العدد الإجمالي للحالات المحلية إلى 186 حالة. توفي شخص ثامن، وهو رجل ياباني في الثمانين من عمره، عاش في جزيرة هوكايدو في أقصى الشمال. بالإضافة إلى ذلك، طلب رئيس الوزراء شينزو آبي إغلاق جميع المدارس الابتدائية والمتوسطة والثانوية حتى أواخر مارس.
- أكدت الكويت أن مجموع الحالات في البلد بلغ 43 حالة، سافر جميعها مؤخرا إلى إيران.
- أبلغت لبنان عن حالة ثالثة مع الشخص الذي سافر من إيران.
- أكدت ماليزيا حالة أخرى، وهي امرأة سافرت مؤخرا إلى اليابان، ليصل المجموع إلى 23 حالة. وهذا ما جعلها أول حالة يتم استيرادها من اليابان.
- أبلغت هولندا عن أول حالة لها، وهي شخص كان يتزلج في إيطاليا.
- أكدت نيجيريا أول حالة لها، وهي مواطنة إيطالية عملت في نيجيريا وعادت من ميلانو. وكانت هذه أول حالة من حالات فيروس كورونا المستجد في أفريقيا جنوب الصحراء الكبرى.
- أكدت النرويج ثلاث حالات إضافية، اثنتان في أوسلو وواحدة في بروم، مما يرفع العدد الإجمالي إلى أربع حالات. عاد اثنان من إيطاليا وواحد من إيران.
- أبلغت عُمان عن حالة إضافية، مما رفع العدد الإجمالي للبلاد إلى 5 حالات. وتم تأكيد حالة إضافية في وقت لاحق من ذلك اليوم، كان قد سافر من إيران.
- أكدت سان مارينو حالتها الأولى.
- أكدت سنغافورة ثلاث حالات أخرى، ليصل العدد الإجمالي إلى 96 حالة.
- أبلغت كوريا الجنوبية عن 334 حالة جديدة، مما رفع العدد الإجمالي إلى 1595 حالة. وتم تأكيد 171 حالة إضافية في وقت لاحق، ليصل العدد الإجمالي إلى 1766 حالة.
- شهدت إسبانيا حالة جديدة تم الإبلاغ عنها في فالنسيا وحالتين آخرتين في مدريد. وتم الإبلاغ عن حالة أخرى في برشلونة. وبحلول وقت مبكر من المساء، ارتفع العدد الإجمالي للحالات المؤكدة إلى 22 حالة. وفي المساء أُعلن ستّة حالات إضافيّة في فالنسيا.
- تم تأكيد خمس حالات جديدة في السويد، واحدة في منطقة أوبسالا، ثلاثة أشخاص في فاسترا غوتافاند، وواحدة في منطقة ستوكهولم.
- أبلغت سويسرا عن حالات أخرى، حيث تم تأكيد ست حالات في خمسة كانتونات. وبحلول نهاية اليوم، تم الكشف عن ما مجموعه ثماني حالات.
- أبلغت الإمارات العربية المتحدة عن شفاء مريضين وست حالات جديدة، ليصل العدد الإجمالي إلى 19 حالة. كما شهدت حالتين مشتبه فيهما مرتبطة بجولة الإمارات العربية المتحدة، وهي حدث لركوب الدراجات، مما أدى إلى إلغاء الحدث.
- أكدت المملكة المتحدة حالتين آخرتين، تمت اصابتهما في إيطاليا وتينيريفي، ليصل المجموع إلى 15 حالة. وفي المساء، تم تأكيد حالة سادسة عشرة، وأول حالة في أيرلندا الشمالية، شخص جاء من إيطاليا عبر دبلن.

### 28 فبراير
تقرير حالة منظمة الصحة العالمية 39:
- أكدت أستراليا حالة اضافية واحدة، راكبة سابقة لسفينة اميرة الألماس الآن في غرب أستراليا، ليصل العدد الاجمالى إلى 24.
- أكدت أذربيجان أول حالة لها، مواطن روسي عاد مؤخرا من إيران.
- أعلنت البحرين عن ثلاث حالات جديدة، مما رفع العدد الإجمالي إلى 36 حالة. وتم تأكيد حالتين إضافيتين في وقت لاحق، وقد سافرتا كلتاهما مؤخراً من إيران، إحدى الحالتين سعودية الجنسية.
- أكدت بيلاروس حالتها الأولى، طالب من إيران.
- أبلغت كندا عن حالتين إيجابيتين في أونتاريو. وكان لأحدهما تاريخ سفر إلى إيران، بينما زار الآخر مصر. ارتفع العدد الإجمالي للحالات إلى 16 حالة.
- أكدت الصين وجود 327 حالة مؤكدة جديدة منها 318 حالة في مقاطعة هوبى. وقد حدثت 44 حالة وفاة منها 41 في هوبى وواحدة في شينجيانغ واثنتان في بكين.
- أكدت كرواتيا حالتين جديدتين، إحداهما صديقة المريض الأول والأخرى زوجة المريض الثالث، مما رفع العدد الإجمالي إلى 5.
- أكدت الدانمارك حالة إضافية، مما رفع العدد الإجمالي إلى حالتين.
- أكدت فنلندا حالة إضافية، وبذلك يصل العدد إلى 3 حالات مؤكدة.
- أعلنت فرنسا عن حالتين جديدتين، ليصل العدد الإجمالي إلى 40 حالة. وارتفع العدد الإجمالي للحالات في وقت لاحق إلى 57 حالة.
- أكدت جورجيا حالة ثانية، وهو مواطن عاد من إيطاليا. وأفادت التقارير ان أكثر من 18 شخصا في الحجر الصحى.
- أبلغت ألمانيا عن حالات بلغ مجموعها «حوالي 60»، وفقا لمسؤول في وزارة الصحة.
- أكدت اليونان حالة اضافية كانت قد سافرت مؤخرا إلى إيطاليا. وكانت هذه هي الحالة الرابعة في البلد.
- أكدت هونج كونج حالة إضافية، مريضة من سفينة أميرة الألماس، ليصل إجمالى العدد إلى 94.
- أكدت آيسلندا حالتها الأولى، وهو شخص عاد من إيطاليا.
- أكدت إيران وقوع 143 حالة جديدة و 6 وفيات أخرى، مع ما مجموعه 388 حالة و 32 حالة وفاة. وكانت نتيجة فحص أربعة أعضاء في البرلمان إيجابية، وهي زيادة عن الاثنين اللذين سبق أن أعلنا عن حالتيهما.
- أكدت العراق حالة ثامنة، وهي امرأة عادت مؤخرا من إيران.
- أكدت إسرائيل حالة إضافية، وهي الحالة الثانية في البلد - وهي زوجة الشخص السابق الذي تم تشخيص حالته. وتم تأكيد خمس حالات إضافية في وقت لاحق، ليصل المجموع إلى 7 حالات. ومن بين الحالات الجديدة إسرائيلي تعافى في اليابان، وتم تشخيص حالته مرة أخرى بعد عودته.
- ذكرت إيطاليا أن أربعة أشخاص آخرين لقوا مصرعهم، ليصل بذلك عدد الوفيات إلى 21. وارتفع عدد الحالات المؤكدة من 650 حالة (في اليوم السابق) إلى 888 حالة.
- أعلنت اليابان عن وفاة إضافية، ليصل المجموع إلى 5. كما أكدوا وجود 12 حالة جديدة في هوكايدو. كما أكدت اليابان في وقت لاحق وفاة أخرى تتعلق بمواطن بريطانى على متن سفينة أميرة الألماس، مما يمثل أول ضحية أجنبية على متن السفينة السياحية.
- أعلنت الكويت عن حالتين إضافيتين، ليصل المجموع إلى 45 حالة.
- أكدت لبنان حالتها الرابعة، وهو رجل سوري، وهو أول حالة انتقال محلي.
- أكدت ليتوانيا حالتها الأولى، وهي امرأة عادت من إيطاليا.
- أكدت ماليزيا حالتين آخرتين، ليصل العدد الإجمالي إلى 25 حالة.
- أكدت المكسيك أول حالتين، إحداهما في مدينة المكسيك وواحدة في كولياكان. وكانت كلتا الحالتين من الأفراد الذين عادوا مؤخرا من رحلة إلى بيرغامو، إيطاليا.
- شهدت موناكو تأكيد الحكومة للحالة الأولى في الإمارة.
- أكدت نيوزيلندا أول حالة لها، وهو فرد كان قد عاد من إيران إلى أوكلاند في وقت سابق من الأسبوع.
- أكدت هولندا حالتها الثانية.
- أكدت النرويج حالتين اخرتين، والثانية لها آثار خطيرة. أولًا تم التأكد من أن شخصًا من بيرغن، عاد من إيطاليا، كان نتيجة فحصه إيجابية. وفي وقت لاحق تم التأكد أن الشخص الذي يعمل في مستشفى أولفال في أوسلو كان إيجابيًا أيضًا، بعد عودته من إيطاليا. ووفقاً للتوصية القياسية، قيل له أن يذهب إلى العمل، لأنه لم تظهر عليه أي أعراض، وكان قد عمل مع عدد كبير من المرضى لبضعة أيام قبل أن تظهر نتيجة فحصه الإيجابية. ولدى النرويج الآن 6 حالات مؤكدة.
- أكدت رومانيا حالتين جديدتين، وقد عادتا مؤخرا من إيطاليا.
- أكدت سنغافورة حالتين آخرتين، ليصل العدد الإجمالي إلى 98 حالة.
- أكدت إسبانيا حالات أخرى، وبذلك وصل مجموعها إلى 32 حالة، منها 5 حالات في مدريد، و 8 حالات في كومينيداد فالنسيانا، و 6 حالات في جزر الكناري، و 6 حالات في كاتالونيا، وحالة واحدة في جزر البليار، و 6 حالات في الأندلس، وحالة واحدة في أراغون، وحالتين في كاستيا أي ليون.
- أكدت كوريا الجنوبية وجود 256 حالة جديدة، ليصل العدد الإجمالي للمصابين في البلاد إلى 2022 حالة. وكانت 182 حالة من الحالات الجديدة في دايغو. حدثت ثلاث وفيات جديدة، مما رفع العدد إلى 16. وفي وقت لاحق، ارتفع عدد الحالات هناك بمقدار 315 حالة، ليصل العدد الإجمالي إلى 2337 حالة.
- أكدت السويد أربع حالات أخرى، مما رفع مجموع حالات البلد إلى 11 حالة.
- ارتفعت حالات سويسرا إلى 15 حالة.
- أكدت تايوان حالتين إضافيتين، ليصل المجموع إلى 34 حالة.
- أكدت تايلند حالة إضافية، فبذلك بلغ العدد الإجمالي 41 حالة.
- أبلغت المملكة المتحدة عن حالتيها السابعة عشرة والثامنة عشرة، في الأشخاص الذين سافروا من إيران، وحالتها التاسعة عشرة والأولى في ويلز، وهو شخص سافر من شمال إيطاليا. وفي المساء، تم تأكيد الحالة العشرين، وهي أول حالة توفيت في المملكة المتحدة من مصدر غير معروف.
- أكدت الولايات المتحدة 4 حالات أخرى، من بينها راكبان سابقان لأميرة الألماس. وأكدت سلطات ولاية واشنطن في وقت لاحق حالتين إضافيتين افتراضيتين، ليصل إجمالي حالاتهما إلى 66 حالة. وقد عاد أحدهما مؤخرا من كوريا الجنوبية، أما الحالة الأخرى فلم تكن لها علاقة واكتُسبت محليا.
- تم الكشف عن فيروس السارس التاجى-2 لأول مرة في الدموع وإفرازات الملتحمة (العين الوردية) لمريض. تم الكشف عن هذا فقط في 1 من أصل 30 مريضًا تم اختبارهم. وجاء في مقتطفات من الدراسة، «في دراسة هذه العينة الصغيرة، استخدمنا ورقة اختبار الملتحمة للحصول على الدموع وإفرازات الملتحمة من 30 مريضًا للحصول على فحص تفاعل البلمرة المتسلسل للنسخ العكسي ولم يعثر سوى مريض واحد مصاب بالتهاب الملتحمة على الحمض النووي الريبي الفيروسي في سائله الدمعى وإفراز الملتحمة مرتين».

### 29 فبراير
تقرير حالة منظمة الصحة العالمية 40:
- أكدت أستراليا حالة أخرى، مما رفع العدد الإجمالي إلى 25 حالة.
- أكدت النمسا أربع حالات جديدة، ليصل المجموع إلى 10 حالات.
- أبلغت أذربيجان عن حالتين جديدتين، عادتا مؤخرا من إيران.
- أكدت البحرين ثلاث حالات إضافية، جميعهم سافروا إلى إيران، ليصل العدد الإجمالي إلى 41 حالة.
- أكدت البرازيل الحالة الثانية، وهو رجل يبلغ من العمر 32 عامًا وصل من ميلانو، إيطاليا.
- أكدت كندا أربع حالات جديدة، ثلاث منها في أونتاريو وواحدة في كولومبيا البريطانية، ليصل المجموع إلى 20 حالة.
- أكدت الصين 427 حالة جديدة - 423 منها في مقاطعة هوبى - ليصل اجمالى العدد إلى 79251 حالة. وزادت الوفيات بمقدار 47 حالة، ليصل مجموعها إلى 2835 حالة.
- أكدت كرواتيا حالتها السادسة، وهي من أقرباء المريضين الثالث والخامس.
- أكدت الدنمارك حالتها الثالثة وهو شخص عاد مؤخرا من رحلة إلى ميونخ، ألمانيا، حيث تعامل مع شخص تبين فيما بعد أنه مصاب بالفيروس.
- أكدت الإكوادور حالتها الأولى، وهي امرأة عادت مؤخرا من رحلة إلى إسبانيا.
- أكدت فرنسا 16 حالة إضافية، مما رفع العدد الإجمالي إلى 73 حالة. تم تأكيد حالات إضافية، مما أدى إلى ارتفاع العدد إلى 100 حالة.
- أكدت جورجيا حالة جديدة واحدة، مما يرفع العدد الإجمالي إلى 3.
- ارتفعت الحالات المؤكدة في ألمانيا إلى 66 حالة.
- أكدت اليونان ثلاث حالات جديدة، اثنتين منها كانتا على اتصال وثيق بحالة مؤكدة سابقة، والأخرى سافرت إلى إيطاليا.
- أكدت إيران وقوع 205 حالات جديدة، و 9 وفيات جديدة، ليصل العدد الإجمالي إلى 593 مصاباً و 43 وفاة.
- أكدت العراق 5 حالات جديدة، ليصل العدد الإجمالي إلى 13 حالة. أربعة منهم في بغداد والخامس في محافظة بابل.
- أكدت أيرلندا أول حالة لها، مرتبطة بالسفر إلى شمال إيطاليا.
- أكدت إيطاليا وقوع 239 حالة جديدة و 8 وفيات جديدة، مما رفعها إلى 1128 حالة و 29 حالة وفاة.
- أكدت لبنان ثلاث حالات أخرى، مما رفع العدد الإجمالي للحالات إلى سبع حالات.
- أكدت لوكسمبرغ حالتها الأولى.
- أكدت المكسيك حالتين آخرتين، أحدهما رجل في ولاية المكسيك شارك في نفس الرحلة إلى بيرغامو، إيطاليا، التي ذهب إليها أول حالتين مصابتين، وامرأة في كواهويلا سافرت إلى ميلانو، إيطاليا، بين يناير وفبراير ليصل المجموع إلى 4 حالات.
- أكدت هولندا أربع حالات إضافية، ليصل المجموع إلى 6 حالات. وتم تأكيد حالة سابعة في وقت لاحق.
- أكدت النرويج تسع حالات جديدة، ليصل المجموع إلى 15 حالة.
- أكدت باكستان حالتين أعلى، ليصل مجموعها إلى 4. أحدهما شخص من كراتشي سافر مؤخراً إلى إيران، والحالة الأخرى كانت في المنطقة الاتحادية.
- أكدت قطر أول حالة لها، وهي مواطنة قطرية عادت مؤخرًا من إيران.
- أكدت سنغافورة أربع حالات أخرى، مما رفع العدد الإجمالي إلى 102 حالة.
- أكدت كوريا الجنوبية وجود 594 حالة أعلى، ليصل العدد الإجمالى إلى 2931 حالة. وازداد هذا العدد فيما بعد مع إعلان 219 حالة أخرى، ليصل العدد الإجمالي إلى 3150 حالة. وتم تأكيد وفاة أخرى، ليصل العدد الإجمالي إلى 17 حالة. كما تم تأكيد أول حالة إعادة إصابة.
- أكدت إسبانيا 26 حالة اضافية، مما رفع العدد الإجمالي إلى 58 حالة.
- أبلغت السويد عن حالتين جديدتين، ليصل المجموع إلى 13 حالة.
- أكدت سويسرا 3 حالات اضافية، مما رفع العدد الإجمالي إلى 18 حالة.
- أكدت تايوان خمس حالات اضافية، ليصل العدد الاجمالى إلى 39 حالة.
- أكدت تايلاند حالة أخرى، مما رفع العدد الإجمالي إلى 42 حالة.
- أكدت المملكة المتحدة ثلاث حالات إضافية، ليصل مجموعها إلى 23 حالة.
- أكدت الولايات المتحدة وفاتها الأولى، وهو رجل من واشنطن بالقرب من منطقة سياتل. كما أبلغت البلاد عن حالتين آخرتين، ليصل العدد الإجمالي إلى 68 حالة.